# Наполеон I
Наполео́н I Бонапа́рт (фр. Napoléon Bonaparte [napoleˈɔ̃ bɔnɑˈpaʁt], корс. Napulione Buonaparte, итал. Napoleone Buonaparte; 15 августа 1769, Аяччо, Корсика — 5 мая 1821, Лонгвуд, остров Святой Елены) — император французов (фр. Empereur des Français) в 1804—1814 и 1815 годах, полководец и государственный деятель, заложивший основы современного французского государства, один из наиболее выдающихся деятелей в истории Запада.
Наполеоне Буонапарте (так на корсиканский манер он называл себя до 1796 года) свою профессиональную военную службу начал в 1785 году в чине младшего лейтенанта артиллерии. В период Великой французской революции достиг чина бригадного генерала после взятия Тулона 18 декабря 1793 года. При Директории стал дивизионным генералом и командующим военными силами тыла после того, как сыграл ключевую роль в разгроме мятежа 13 вандемьера 1795 года. 2 марта 1796 года был назначен командующим Итальянской армией. В 1798—1799 годах возглавлял военную экспедицию в Египет.
В ноябре 1799 года (18 брюмера) произвёл государственный переворот и стал первым консулом. В последующие годы провёл ряд политических и административных реформ и постепенно достиг диктаторской власти.
18 мая 1804 года был провозглашён императором. Победоносные Наполеоновские войны, особенно австрийская кампания 1805 года, прусская и польская кампании 1806—1807 годов, австрийская кампания 1809 года способствовали превращению Франции в главную державу на континенте. Однако неудачное соперничество Наполеона с «владычицей морей» Великобританией не позволяло этому статусу полностью закрепиться.
Поражение Наполеона I в войне 1812 года против Российской империи привело к формированию антифранцузской коалиции европейских держав. Проиграв Битву народов под Лейпцигом, Наполеон уже не мог противостоять объединённой армии союзников. После вступления войск коалиции в Париж отрёкся от престола 6 апреля 1814 года и отправился в ссылку на остров Эльба.
Вернулся на французский престол в марте 1815 года (на сто дней). Поражение при Ватерлоо вынудило императора во второй раз отречься от престола 22 июня 1815 года.
Свои последние годы прожил на острове Святой Елены в плену у англичан, где и скончался от рака желудка. Его прах с 1840 года находится в Доме инвалидов в Париже.

## Ранние годы

### Происхождение
Наполеон родился 15 августа 1769 года в Аяччо на острове Корсика, в семье Карло Мария Буонапарте и Марии Летиции Рамолино. Корсика долгое время находилась под управлением Генуэзской республики. В 1755 году Корсика освободилась от генуэзского господства и с этого времени фактически существовала как самостоятельное государство под руководством местного землевладельца Паскуале Паоли, близким помощником которого был отец Наполеона.

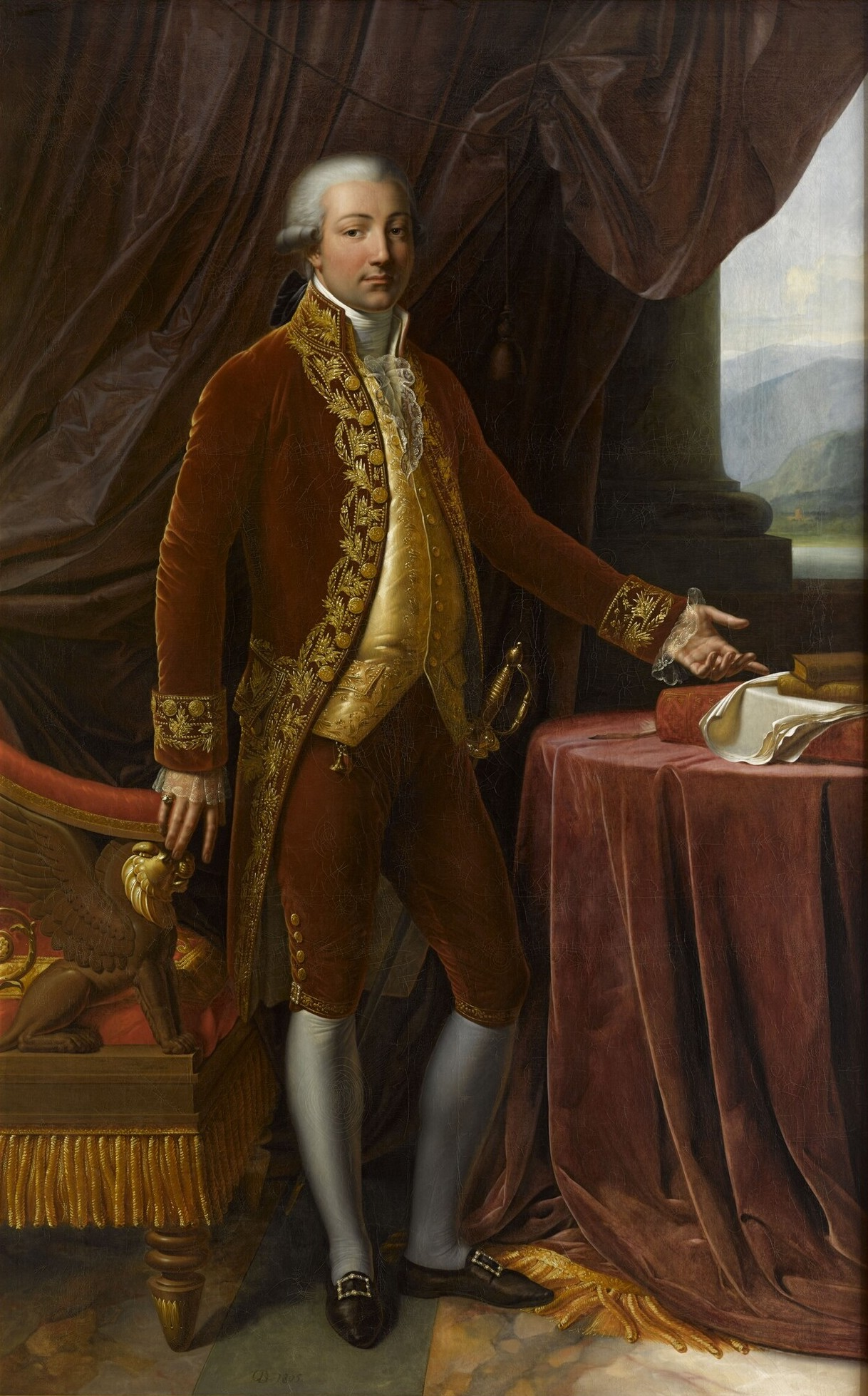
Карло Буонапарте. Жироде-Триозон (1806)

В 1768 году Генуэзская республика передала свои права на Корсику французскому королю Людовику XV за 40 млн ливров. В мае 1769 года в битве при Понте-Нуово французские войска разгромили корсиканских повстанцев. Паоли и 340 его сподвижников эмигрировали в Англию. Родители Наполеона остались на Корсике, он сам родился через 3 месяца после этих событий. Паоли вплоть до 1790-х годов оставался его кумиром.
Семья Буонапарте относилась к мелким аристократам, предки Наполеона происходили из Флоренции и жили на Корсике с 1529 года. Карло Буонапарте, отец Наполеона, служил судебным заседателем и имел годовой доход в 22,5 тыс. ливров, который он старался увеличить путём тяжб с соседями за собственность. Мать Наполеона, Мария Летиция Рамолино, была очень привлекательной и волевой женщиной, её брак с Карло был организован их родителями. Будучи дочерью покойного генерального инспектора корсиканских мостов и дорог, Летиция принесла с собой большое приданое и положение в обществе. Наполеоне был вторым из 13 детей, пятеро из которых умерли в раннем возрасте. До зрелого возраста кроме самого Наполеона дожили 4 его брата и 3 сестры:
- Жозеф (1768—1844)
- Люсьен (1775—1840)
- Элиза (1777—1820)
- Луи (1778—1846)
- Полина (1780—1825)
- Каролина (1782—1839)
- Жером (1784—1860)

Хотя в свидетельстве о рождении была указана фамилия отца «Буонапарте», ребёнок был записан как «Бонапарте». Имя Наполеоне, которое ему дали родители, было достаточно редким: оно встречается под 1478 годом в «Истории Флоренции» Никколо Макиавелли; так же звали одного из его двоюродных дедушек.

### Детство и юность

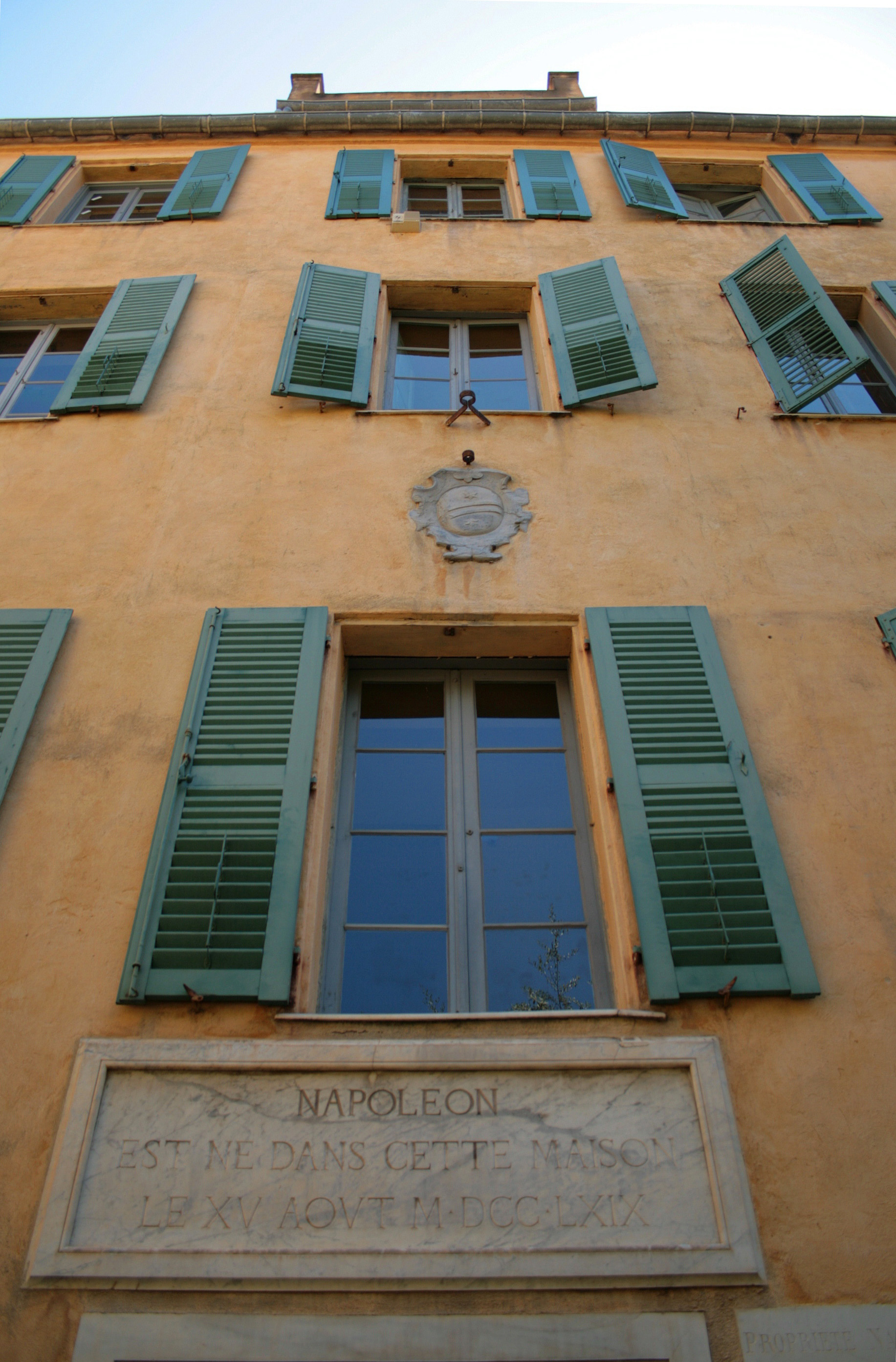
Casa Buonaparte — родной дом Наполеона

О раннем детстве Наполеона известно немногое. Ребёнком он страдал от сухого кашля, что могло быть приступами туберкулёза. Со слов его матери и старшего брата Жозефа, Наполеон много читал, в особенности историческую литературу. Он нашёл себе небольшую комнату на третьем этаже дома и нечасто спускался оттуда, пропуская семейные трапезы. Наполеон впоследствии утверждал, что впервые прочитал «Новую Элоизу» Руссо в возрасте девяти лет. Однако с этим образом хилого интроверта плохо согласуется его детское прозвище «Баламут» (итал. «Rabulione»).
Родным языком Наполеона был корсиканский диалект итальянского языка. Он учился читать и писать по-итальянски в начальной школе и стал изучать французский язык лишь когда ему было почти десять лет. Всю свою жизнь он говорил с сильным итальянским акцентом. Благодаря сотрудничеству с французами и покровительству губернатора Корсики графа де Марбёфа, Карло Буонапарте удалось добиться королевских стипендий для двух старших сыновей, Жозефа и Наполеона. В 1777 году Карло был избран депутатом в Париж от корсиканского дворянства. В декабре 1778 года, отправляясь в Версаль, он взял с собой обоих сыновей и шурина Феша, добившегося стипендии в семинарии Экса. Жозеф и Наполеон были временно помещены в военный лицей в Отёне, главным образом с целью обучения французскому языку. Наполеон провёл в лицее три месяца, за это время отец добился его перевода в кадетскую школу в Бриенне (Для получения королевской стипендии нужно было предоставить доказательство его благородного происхождения).

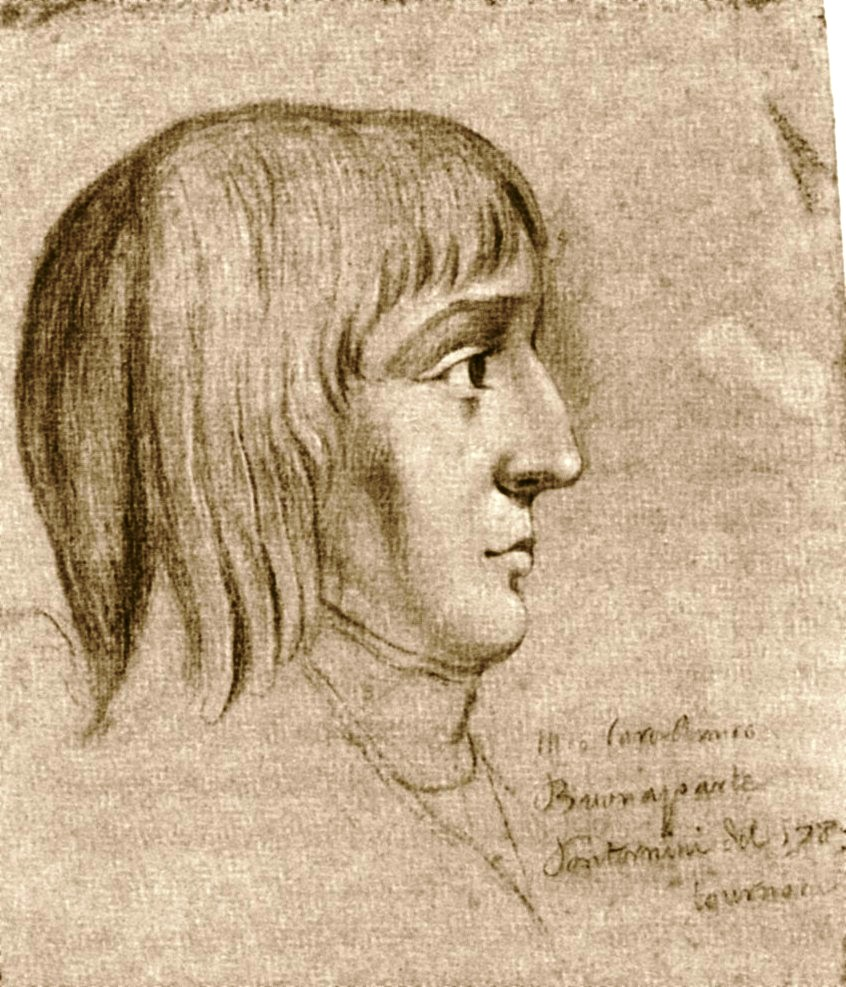
Наполеон в возрасте 16 лет (рисунок чёрным мелом неизвестного автора)

В мае 1779 года Наполеон поступил в кадетскую школу (коллеж) в Бриен-ле-Шато. Друзей в колледже у Наполеона не было, так как он происходил из не слишком богатой и знатной семьи, да к тому же был корсиканцем с ярко выраженным корсиканским патриотизмом и неприязнью к французам как поработителям Корсики. Из-за его итальянского имени сверстники прозвали Наполеона «Соломиной в носу» (фр. La-paille-au-nez). Издевательства некоторых одноклассников заставили его замкнуться в себе и посвящать больше времени чтению. Он читал Корнеля, Расина и Вольтера, его любимым поэтом был Оссиан. Наполеон особенно любил математику и историю, его увлекала античность и такие исторические персонажи, как Александр Великий и Юлий Цезарь. Особых успехов Наполеон добился в математике, истории и географии; напротив, в латыни и немецком он был слаб. Кроме того, он делал довольно много ошибок в письме, но благодаря любви к чтению стиль его стал намного лучше. Конфликт с некоторыми преподавателями сделал его даже популярным среди сверстников, и постепенно он стал их неформальным лидером.
Ещё в Бриенне Наполеон решил специализироваться по артиллерии. В этом роде войск были востребованы его математические таланты, здесь же были наибольшие возможности для карьеры независимо от происхождения. Выдержав выпускные экзамены, в октябре 1784 года Наполеон был принят в Парижскую военную школу. Там он изучал математику, естественные науки, верховую езду, военную технику, тактику, в том числе познакомился с новаторскими работами Гибера и Грибоваля. По-прежнему он шокировал учителей своим восхищением Паоли, Корсикой, неприязнью к Франции. Он был одинок, друзей у него не было, зато были враги. Пико де Пикадю, сидевший между Наполеоном и Пикаром де Фелиппо, сбежал со своего места, поскольку ему постоянно доставались удары в их скрытых драках.
В общей сложности Наполеон не был на Корсике почти восемь лет. Обучение во Франции сделало из него француза — он переехал сюда в раннем возрасте и провёл здесь долгие годы, французское культурное влияние распространялось в то время на остальную Европу и формирующаяся французская идентичность была очень притягательна.

## Военная карьера

### Начало карьеры

Наполеон в 1792 году. Портрет Феликса-Эмманюэля-Анри Филиппото (1834)

В 1782 году Карло Мария Буонапарте получил концессию и королевский грант на создание питомника (фр. pépinière) тутовых деревьев. Спустя три года парламент Корсики отозвал концессию, якобы из-за невыполнения её условий. При этом на семье Буонапарте остались большие долги и обязательство вернуть грант. 24 февраля 1785 года отец умер, и Наполеон взял на себя роль главы семьи, хотя по правилам это должен был сделать его старший брат Жозеф. 28 сентября того же года он досрочно окончил образование и 3 ноября начал свою профессиональную карьеру в артиллерийском полку де Ла Фер в Валансе в чине младшего лейтенанта артиллерии (офицерский патент был датирован 1 сентября, чин был окончательно подтверждён 10 января 1786 года после трёхмесячного испытательного срока).
Расходы и судебные тяжбы из-за питомника совершенно расстроили финансовые дела семьи. В сентябре 1786 года Наполеон испросил отпуск с сохранением содержания, который затем дважды продлевался по его просьбе. Во время отпуска Наполеон пытался уладить дела семьи, в том числе ездил в Париж. В июне 1788 года он возвращается на военную службу и едет в Осон, куда был переведён его полк. Чтобы помочь матери, ему приходилось отправлять ей часть своего жалованья. Жил чрезвычайно бедно, питался один раз в день, однако старался не показывать своего удручающего материального положения. В том же году Наполеон предпринял попытку записаться на хорошо оплачиваемую офицерскую службу в Русскую императорскую армию, набиравшую иностранных добровольцев для войны с Османской империей. Однако по поступившему накануне распоряжению набор иностранцев производился лишь с понижением чина, что Наполеона не устроило. Существует свидетельство и об обращении Наполеона в 1789 году с подобной просьбой и отказе ему на сходном же основании. Исследовавший этот вопрос П. Шереметев не нашёл прямых данных намерения Наполеона поступить на русскую службу, но на основании имеющихся свидетельств счёл его вполне возможным.
В апреле 1789 года Наполеон был отправлен как заместитель командира в Сёр на подавление голодного бунта. Французская революция, начавшаяся в июле со взятием Бастилии, заставила Наполеона выбирать между преданностью корсиканской свободе и его французской самоидентичностью. Впрочем, проблемы с питомником занимали его в то время больше, чем разворачивавшиеся политические потрясения. Хотя Наполеон участвовал в подавлении мятежей, он был одним из ранних сторонников Общества друзей конституции. В Аяччо его брат Люсьен примкнул к клубу якобинцев. В августе 1789 года, вновь получив отпуск по болезни, Буонапарте отправился на родину, где пробыл следующие восемнадцать месяцев и активно участвовал вместе со своими братьями в местной политической борьбе на стороне революционных сил. Наполеон и Саличетти, депутат Учредительного собрания, поддержали превращение Корсики в департамент Франции. Паоли, рассматривая это как упрочение власти Парижа, протестовал из эмиграции. В июле 1790 года Паоли вернулся на остров и повёл дело к отделению от Франции. Буонапарте, напротив, оставались лояльны к центральным революционным властям, одобряя непопулярную на Корсике национализацию церковного имущества.

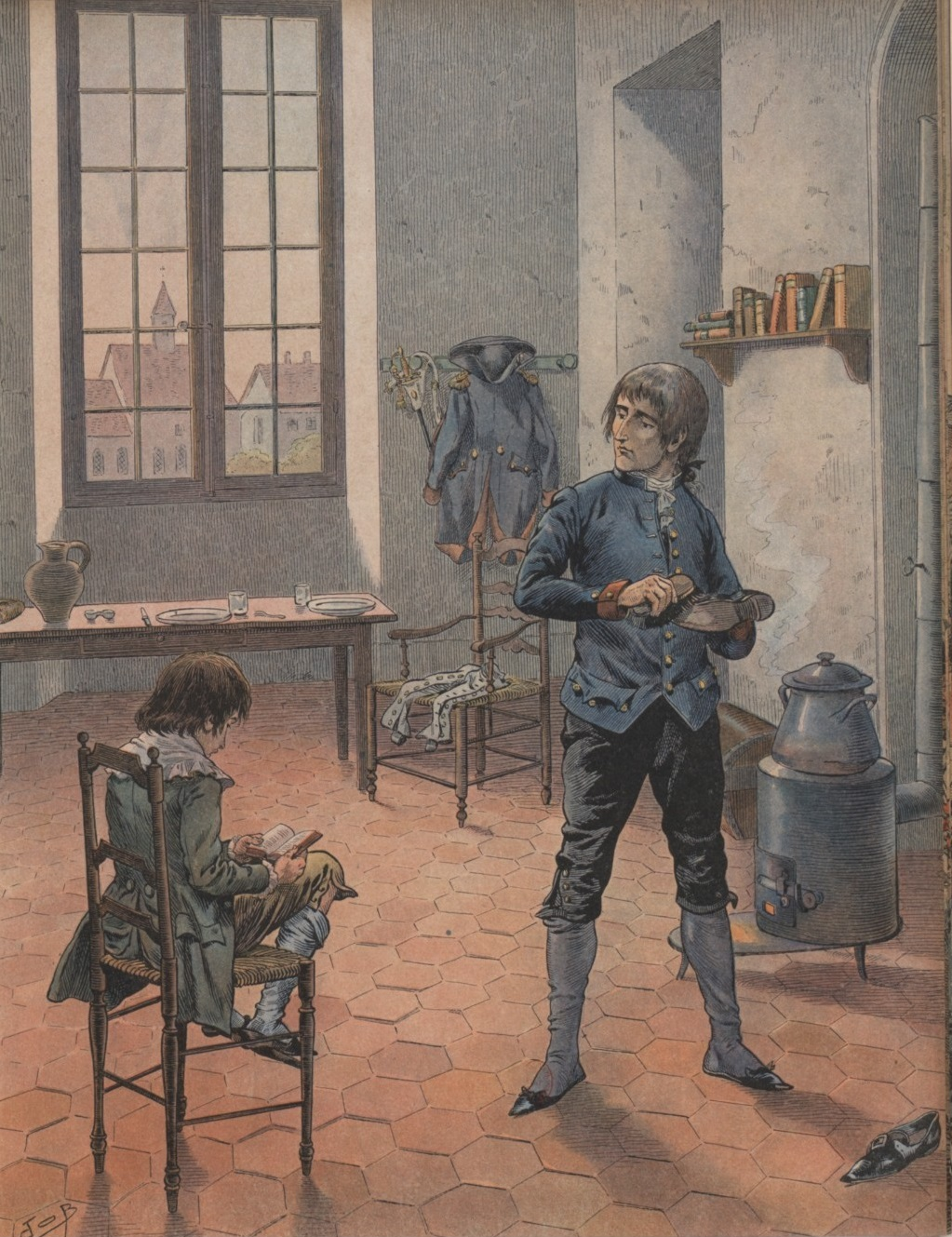
Наполеон и его брат Луи в Осоне. Худ. Жак де Бревиль (1910)

В феврале 1791 года Наполеон вернулся на службу, взяв с собой младшего брата Луи (за учёбу которого он платил из своего жалованья, спать Луи приходилось на полу). 1 июня 1791 года был повышен до лейтенанта (со старшинством с 1 апреля) и переведён обратно в Валанс. В августе того же года он опять получил отпуск на Корсику (на четыре месяца, с условием, что если он не вернётся до 10 января 1792 года, то будет считаться дезертиром). Прибыв на Корсику, Наполеон вновь окунулся в политику и был избран подполковником в формирующуюся Национальную гвардию. В Валанс он так и не вернулся. Вступив в конфликт с Паоли, в мае 1792 года уехал в Париж в распоряжение военного министерства. В июне получил чин капитана (хотя Наполеон настаивал, чтобы ему подтвердили чин подполковника, полученный в Национальной гвардии). С момента поступления на службу в сентябре 1785 года до сентября 1792 года Наполеон провёл в отпуске в общей сложности около четырёх лет. В Париже Наполеон был свидетелем событий 20 июня, 10 августа и 2 сентября, поддерживал свержение короля, но высказывался неодобрительно о его слабости и нерешительности его защитников.
В октябре 1792 года Наполеон вернулся на Корсику к своим обязанностям подполковника Национальной гвардии. Первый боевой опыт Буонапарте — участие в экспедиции на острова Маддалена и Санто-Стефано, принадлежавшие Сардинскому королевству, в феврале 1793 года. Десант, высаженный с Корсики, был очень быстро разгромлен, при этом командовавший небольшой артиллерийской батареей из двух пушек и мортиры капитан Буонапарте отличился: он приложил максимум усилий для спасения орудий, хотя их всё же пришлось бросить на берегу.
В том же 1793 году Паоли был обвинён перед Конвентом в стремлении добиться независимости Корсики от республиканской Франции. В обвинениях участвовал брат Наполеона Люсьен. В результате произошёл окончательный разрыв между семьёй Буонапарте и Паоли. Буонапарте открыто выступили против курса Паоли на полную независимость Корсики и, ввиду угрозы политического преследования, в июне 1793 года переехали всей семьёй во Францию. В том же месяце Паоли признал Георга III королём Корсики.
Наполеон получил назначение в революционную Итальянскую армию, затем в Армию Юга. В конце июля он написал выдержанный в якобинском духе памфлет «Ужин в Бокере» (фр. «Le Souper de Beaucaire»), который был опубликован с помощью комиссаров Конвента Саличети и младшего Робеспьера и создал автору репутацию революционно настроенного солдата.

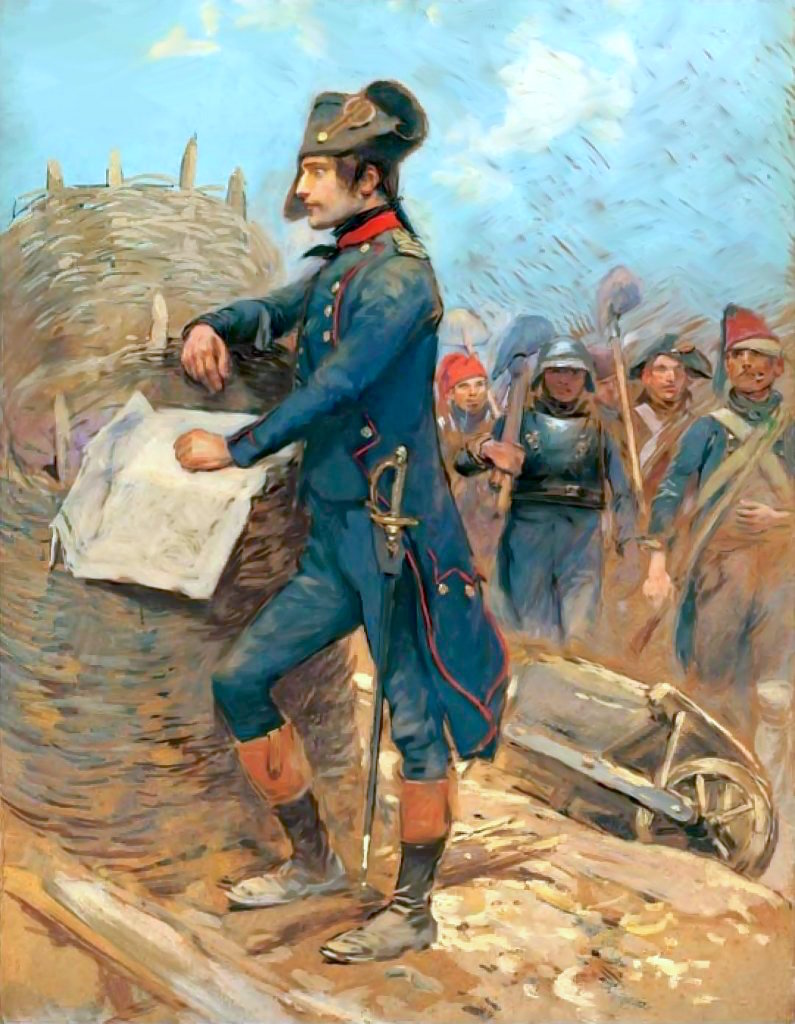
Наполеон в Тулоне. Худ. Э. Детайль (XIX век)

В сентябре 1793 года Бонапарт прибыл в армию, осаждавшую Тулон, занятый англичанами и роялистами. В октябре получил должность батальонного командира (соответствовало чину майора). В Тулоне он заразился чесоткой, которая мучила его в последующие годы. Назначенный начальником артиллерии, в декабре Бонапарт осуществил блестящую военную операцию. Тулон был взят, а сам он в 24 года получил от комиссаров Конвента звание бригадного генерала. Новый чин был присвоен ему 22 декабря 1793 года, а в феврале 1794 года — утверждён Конвентом.
Получив 7 февраля назначение на пост главного артиллериста Итальянской армии, Наполеон участвовал в пятинедельной кампании против королевства Пьемонт, познакомился с командованием Итальянской армии и театром военных действий, направил в военное министерство предложения по организации наступления в Италии. В начале мая Наполеон вернулся в Ниццу и Антиб для подготовки военной экспедиции на Корсику. Тогда же стал ухаживать за Дезире Клари, шестнадцатилетней дочерью покойного миллионера, торговца тканью и мылом. В августе 1794 года старшая сестра Дезире вышла замуж за Жозефа Буонапарте, принеся с собой приданое в 400 тыс. ливров (что, наконец, решило финансовые проблемы семьи Буонапарте).
После термидорианского переворота Бонапарт из-за своих связей с младшим Робеспьером был арестован (9 августа 1794 года, на две недели). После освобождения продолжил подготовку к отвоеванию Корсики у Паоли и британцев. 3 (по другим данным 11) марта 1795 года Наполеон в составе экспедиции из 15 кораблей и 16 900 солдат отплыл из Марселя, однако эта флотилия скоро была рассеяна британской эскадрой.
Весной того же года получил назначение в Вандею на усмирение мятежников. Прибыв в Париж 25 мая, Наполеон узнал, что ему назначили командовать пехотой, тогда как он был артиллеристом. Буонапарте отказался принять назначение, сославшись на состояние здоровья. В июне Дезире прекратила отношения с ним, по мнению Э. Робертса, под влиянием своей матери, которая считала, что одного Буонапарте в семье вполне достаточно. Находясь на половинном содержании, Наполеон продолжает писать военному министру Карно письма касательно действий Итальянской армии. В отсутствие каких-либо перспектив он даже рассматривал возможность поступить на службу в Ост-Индскую компанию. Имея много свободного времени, посещал «Кафе де ля Режанс», где с увлечением играл в шахматы. В августе 1795 года военное министерство потребовало от него пройти медицинскую комиссию, чтобы подтвердить болезнь. Обратившись к своим политическим связям, Наполеон получил должность в топографическом отделении Комитета общественного спасения, игравшем на тот момент роль штаба французской армии. 15 сентября он был исключён из списка действующих генералов за отказ ехать в Вандею, однако практически сразу же восстановлен.

Мятежников расстреливают из пушек на паперти церкви св. Роха. Ш. Монне (XIX век)

В критический для термидорианцев момент Наполеон был назначен Баррасом его помощником и отличился при разгоне роялистского мятежа в Париже 5 октября 1795 года (Наполеон на улицах столицы применил артиллерийскую картечь против толп мятежников), был произведён в чин дивизионного генерала и назначен командующим войсками тыла. Выпущенный в 1785 году из Парижской военной школы в армию в чине младшего лейтенанта, Буонапарте за 10 лет прошёл всю иерархию чинопроизводства в армии тогдашней Франции.
В 10 часов вечера 9 марта 1796 года Буонапарте сочетался гражданским браком с вдовой казнённого при якобинском терроре генерала графа Богарне, Жозефиной, бывшей любовницей одного из тогдашних правителей Франции — Барраса. Свидетелями на свадьбе были Баррас, адъютант Наполеона Лемаруа, муж и жена Тальен и дети невесты — Евгений и Гортензия. Жених опоздал на свадьбу на два часа, будучи очень занят новым назначением. Свадебным подарком Барраса молодому генералу некоторые считают должность командующего Итальянской армией республики (назначение состоялось 2 марта 1796 года), но предложил Буонапарте на эту должность Карно. 11 марта Наполеон выехал к армии. В письме Жозефине, написанном в дороге, он пропустил букву «у» (u) в своей фамилии, превратив итальянское «Буонапарте» (Buonaparte) во французское «Бонапарт» (Bonaparte), офранцузив таким образом свою фамилию, и этим сознательно подчеркнув, что отдаёт французскому в себе предпочтение перед итальянским и корсиканским.

### Итальянская кампания

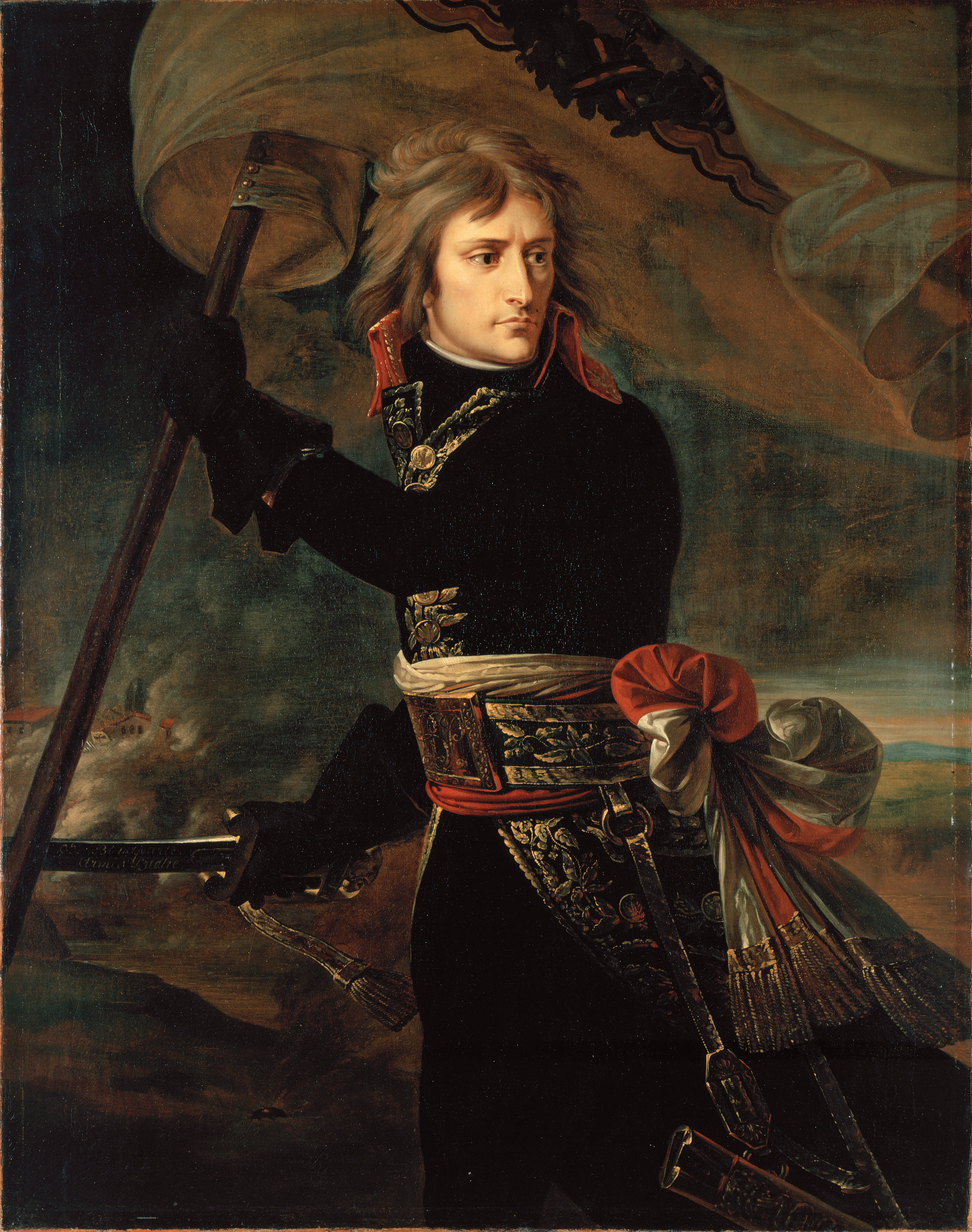
Антуан Жан Гро. Наполеон Бонапарт на Аркольском мосту (1796—1797)

Приняв начальство над армией, Бонапарт нашёл её в тяжёлом материальном положении. Жалованье не выплачивалось, амуниция и припасы почти не подвозились. Наполеону удалось частично решить эти проблемы, в том числе ценой настоящей войны с недобросовестными армейскими поставщиками, но он понимал, что нужно перейти на территорию противника и организовать снабжение армии за её счёт.
Свой операционный план Бонапарт основал на быстроте действий и на сосредоточении сил против неприятелей, придерживавшихся кордонной стратегии и несоразмерно растянувших свои войска. Сам он, напротив, придерживался стратегии «центральной позиции», при которой его дивизии находились в пределах суточного марша друг от друга. Уступая союзникам в численности, он сосредоточил свои войска для решающих сражений и получал в них численный перевес. Быстрым наступлением в ходе кампании Монтенотте в апреле 1796 года ему удалось разобщить войска сардинского генерала Колли и австрийского генерала Больё и нанести им поражение поочерёдно.
Сардинский король, испуганный успехами французов, заключил с ними 28 апреля перемирие, которое предоставило Бонапарту несколько городов и свободный переход через реку По. 7 мая он переправился через эту реку, и до конца мая очистил от австрийцев почти всю Северную Италию. Герцоги Пармский и Моденский принуждены были заключить перемирие, купленное значительной суммой денег; с Милана была тоже взята огромная контрибуция в 20 млн франков. Владения папы римского были наводнены французскими войсками; ему пришлось заплатить 21 млн франков контрибуции и предоставить французам значительное число произведений искусства.
С момента своего отъезда из Парижа Наполеон забрасывал Жозефину письмами, просил приехать к нему. Однако в это время в Париже Жозефина увлеклась молодым офицером Ипполитом Шарлем. В письмах Жозефина объясняла задержку беременностью, в конце мая она совсем перестала отвечать на мольбы Наполеона, приведя того в отчаяние. Наконец, в июне Жозефина выехала в Италию в сопровождении того же Ипполита Шарля, Жозефа и Жюно. Однако эти события не мешали Наполеону руководить армией, так как одним из его талантов была способность полностью отделять свои личные проблемы от профессиональной сферы деятельности: «Я закрываю один ящик и открываю другой» — говорил он.
В руках австрийцев оставались лишь крепость Мантуя и цитадель Милана. Мантуя была осаждена 3 июня. 29 июня пала Миланская цитадель. Новая австрийская армия Вурмзера, прибывшая из Тироля, не могла поправить положения дел; после ряда неудач сам Вурмзер с частью своих сил принуждён был запереться в Мантуе, которую перед тем тщетно пытался освободить от осады. В ноябре в Италию были двинуты новые войска под начальством Альвинци и Давидовича. В результате боёв при Арколе 15—17 ноября Альвинци вынужден был отступить. Наполеон выказал личный героизм, возглавив одну из атак на Аркольский мост со знаменем в руках. Его адъютант Мюирон погиб, прикрывая его своим телом от вражеских пуль.

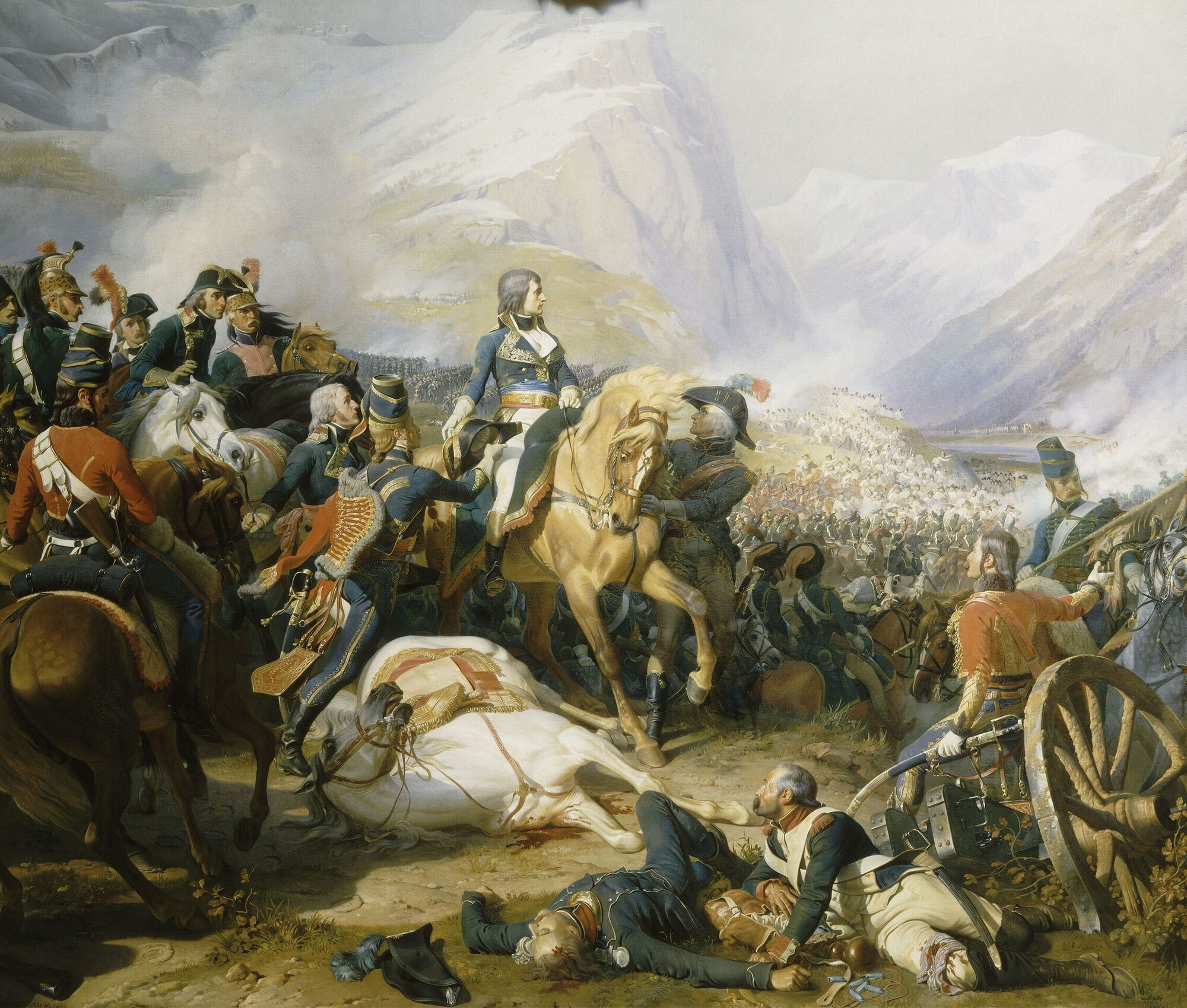
Бонапарт в битве при Риволи. Филиппото (1845)

После битвы при Риволи 14—15 января 1797 года австрийцы были окончательно оттеснены из Италии, понеся огромные потери. Положение Мантуи, где свирепствовали повальные болезни и голод, сделалось отчаянным, 2 февраля Вурмзер капитулировал. 17 февраля Бонапарт двинулся на Вену. Ослабленные и расстроенные войска австрийцев уже не могли оказывать ему упорного сопротивления. К началу апреля французы находились лишь в 100 километрах от австрийской столицы, однако силы Итальянской армии также были на исходе. 7 апреля было заключено перемирие, 18 апреля начались мирные переговоры в Леобене.
В то время, пока шли мирные переговоры, Бонапарт проводил собственную военную и административную линию, не считаясь с инструкциями, которые направляла ему Директория. Использовав как предлог восстание, начавшееся 17 апреля в Вероне, 2 мая он объявил войну Венеции, а 15 мая занял её войсками. 29 июня объявил самостоятельность Цизальпинской республики, составленной из Ломбардии, Мантуи, Модены и некоторых других смежных владений; в это же время была оккупирована Генуя, наименованная Лигурийской республикой. Проявив свой гений в глубоком понимании механизмов пропаганды, Наполеон методично использовал победы армии для создания политического капитала. 17 июля начал выходить «Курьер Итальянской армии», за ним последовали «Франция глазами Итальянской армии» и «Журнал Бонапарта и добродетельных людей». Эти газеты широко распространялись не только в армии, но и в самой Франции.
В результате своих побед Наполеон получил значительную военную добычу, которую он щедро распределял между своими солдатами, не забыв при этом себя и членов своей семьи. Часть средств была направлена Директории, находившейся в отчаянном финансовом положении. Наполеон оказал Директории прямую военную поддержку накануне и в ходе событий 18 фрюктидора (3—4 сентября), раскрыв предательство Пишегрю и направив в Париж Ожеро. 18 октября в Кампо-Формио был заключён мир с Австрией, закончивший Войну первой коалиции, из которой Франция вышла победительницей. При подписании мира Наполеон полностью проигнорировал позицию Директории, вынудив её ратифицировать договор в нужном ему виде. 5 декабря Наполеон вернулся во Францию и поселился в Париже в доме по улице Победы (фр. Rue de la Victoire), переименованной в его честь. Наполеон купил дом за 52,4 тыс. франков, а Жозефина потратила ещё 300 тыс. франков на его украшение.

### Египетский поход

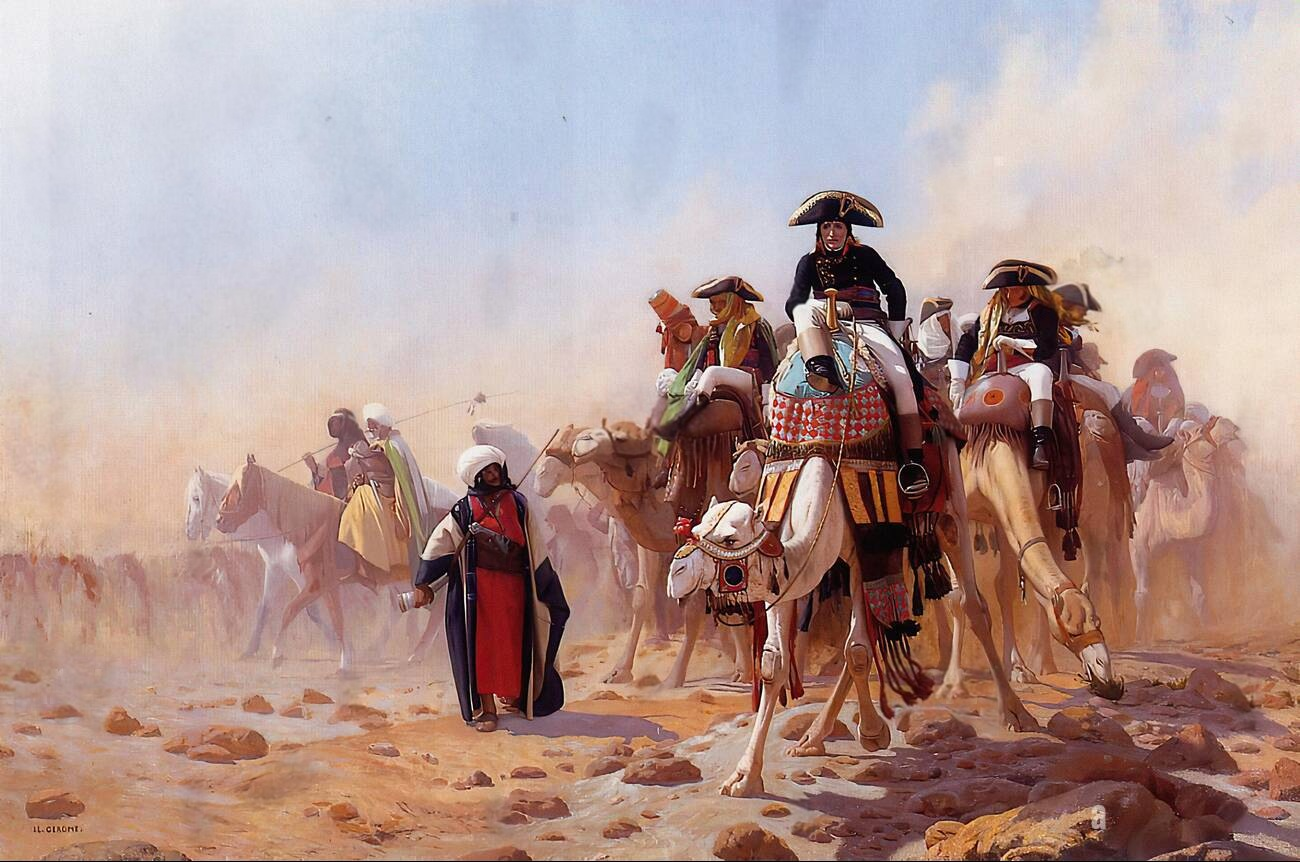
Наполеон в Египте. Жером (1867)

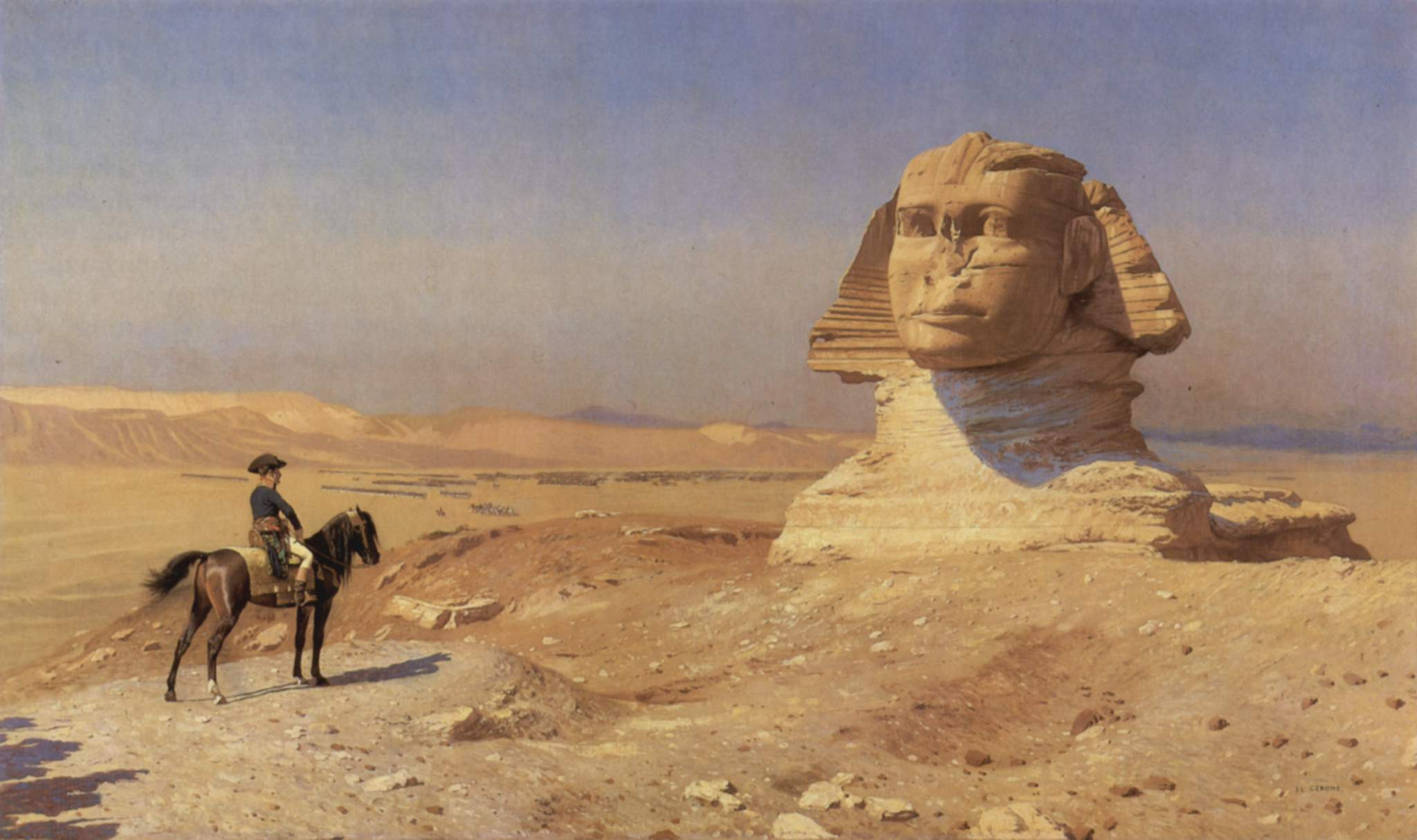
Бонапарт перед Сфинксом. Жером (1868)

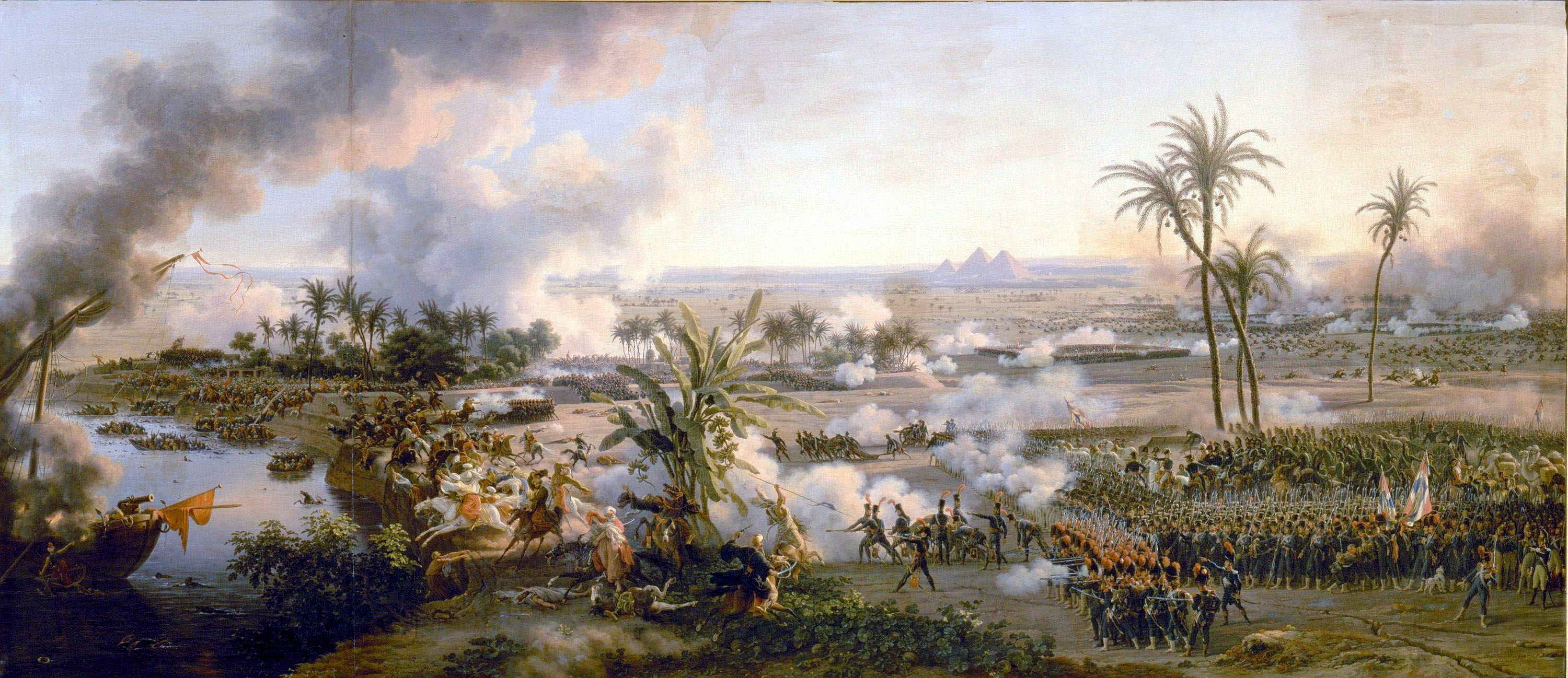
Битва у пирамид 21 июля 1798. Лежен (1808)

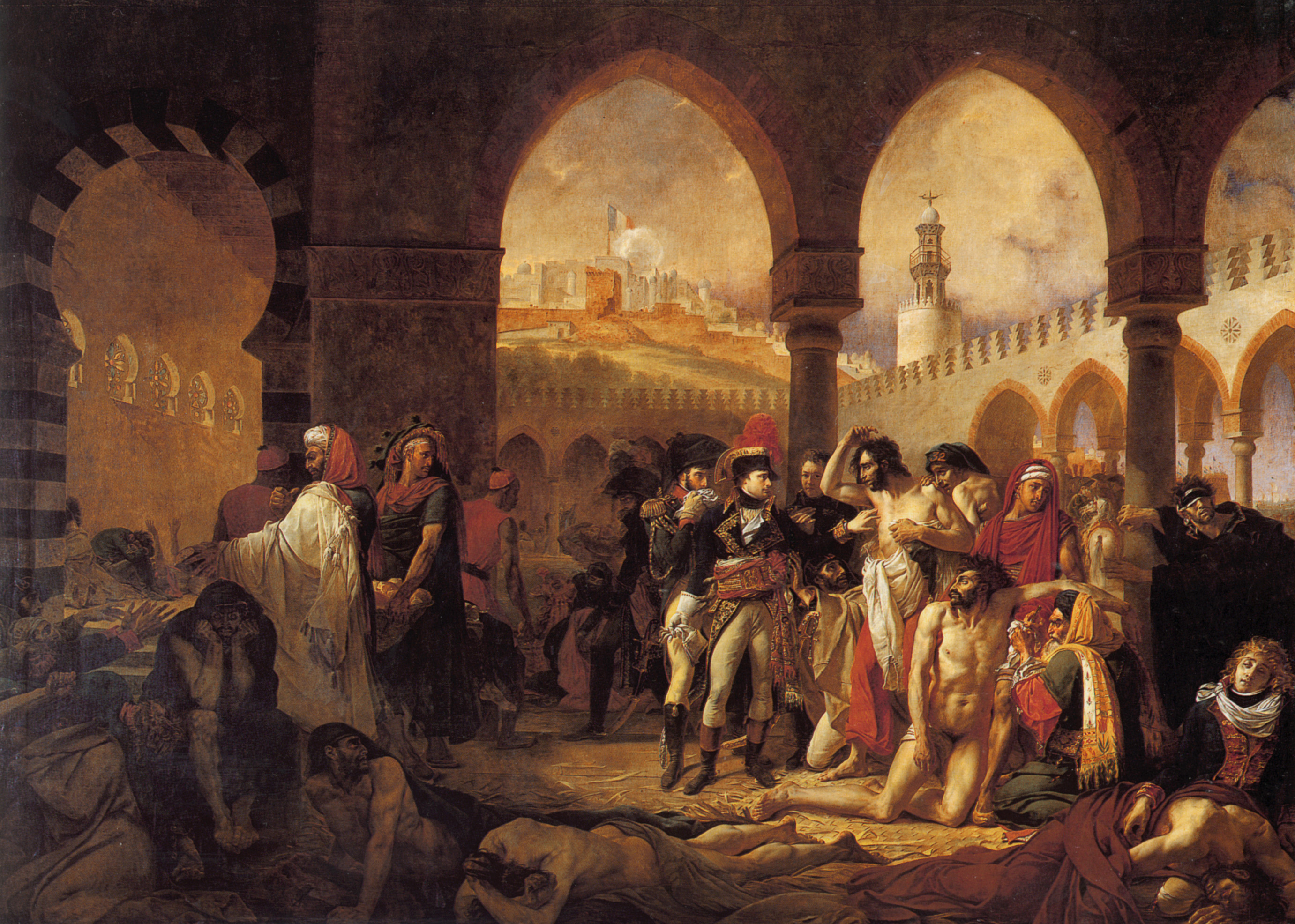
Наполеон навещает больных чумой в Яффе. Гро (1804)

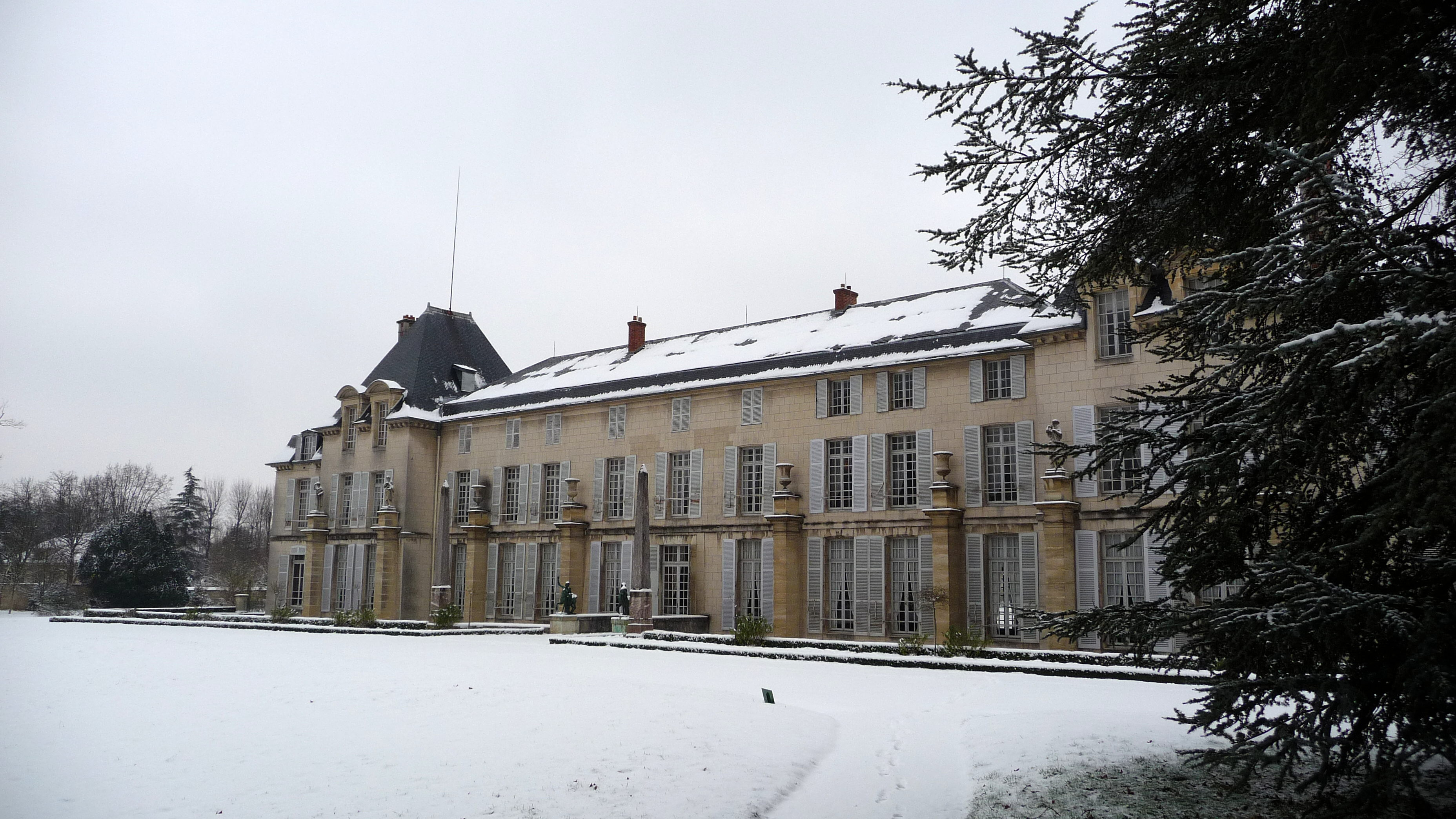
Мальмезон

В результате Итальянской кампании Наполеон приобрёл большую популярность во Франции. 25 декабря 1797 года он был избран членом Национального института наук и искусств по классу физики и математики, секция механики. 10 января 1798 года Директория назначила его командующим Английской армии. Планировалось, что Наполеон организует экспедиционные силы для высадки на Британские острова. Однако после нескольких недель инспекции сил вторжения и анализа ситуации, Наполеон признал высадку неосуществимой и выдвинул план завоевания Египта, который он рассматривал как важный форпост в наступлении на британские позиции в Индии. 5 марта Наполеон получил карт-бланш на организацию экспедиции и активно принялся за её подготовку. Помня о том, что Александра Великого в его восточных походах сопровождали учёные, Наполеон взял с собой 167 географов, ботаников, химиков и представителей других наук (из них 31 были членами Института).
Существенной проблемой был Королевский британский флот, эскадра которого под командованием Нельсона вошла в Средиземное море. Экспедиционные войска (35 тыс. человек) тайно покинули Тулон 19 мая 1798 года и, избежав встречи с Нельсоном, за шесть недель пересекли Средиземное море.
Первой целью Наполеон определил Мальту — местонахождение Мальтийского ордена. После захвата Мальты в июне 1798 года Наполеон оставил на острове четырёхтысячный гарнизон и двинулся с флотом дальше в Египет.
1 июля войска Наполеона начали высадку около Александрии, и уже на следующий день город был захвачен. Армия двинулась на Каир. 21 июля французские войска встретились с собранным предводителями мамелюков Мурад-беем и Ибрагим-беем войском, произошла Битва у пирамид. Благодаря огромному преимуществу в тактике и военной подготовке, французы с незначительными потерями наголову разгромили войска мамелюков.
25 июля из случайно обронённых слов своего адъютанта Бонапарт узнал то, о чём давно сплетничали в парижском обществе — что Жозефина неверна ему. Известие поразило Наполеона. «С этого момента из его жизни ушёл идеализм, и в последующие годы его себялюбие, подозрительность и эгоцентрическое честолюбие стали ещё заметнее. Всей Европе суждено было почувствовать на себе разрушение семейного счастья Бонапарта».
1 августа британская эскадра под командованием Нельсона после двухмесячных поисков на просторах Средиземного моря настигла, наконец, французский флот в Абукирском заливе. В результате битвы французы потеряли почти все свои корабли (включая флагманский «Orient», нёсший 60 млн франков мальтийской контрибуции), уцелевшим пришлось вернуться во Францию. Наполеон оказался отрезан в Египте, а англичане получили контроль над Средиземным морем.
22 августа 1798 года Наполеон подписал постановление об учреждении Института Египта в составе 36 человек. Одним из результатов работы Института стало монументальное «Описание Египта», создавшее предпосылки для современной египтологии. Розеттский камень, обнаруженный в ходе экспедиции, открыл возможность для расшифровки древнеегипетской письменности.
После захвата Каира Наполеон отправил отряд из 3 тыс. человек под руководством Дезе и Даву на завоевание Верхнего Египта, а сам тем временем начал активные и много в чём успешные мероприятия по подчинению себе страны и привлечению симпатий влиятельных слоёв местного населения. Наполеон пытался найти взаимопонимание с исламским духовенством, но тем не менее в ночь на 21 октября против французов в Каире вспыхнуло восстание: погибли около 300 французов, более 2500 мятежников были убиты при подавлении восстания и казнены после его завершения. К концу ноября в Каире установилось спокойствие; открывая 30 ноября увеселительный сад, Наполеон познакомился с Полин Фуре, двадцатилетней женой офицера, которого Наполеон тут же отправил с поручением во Францию.
Подстрекаемая англичанами, Порта стала готовить наступление на позиции французов в Египте. Исходя из своего принципа «нападение — лучшая защита», в феврале 1799 года Наполеон начал поход на Сирию. Он взял штурмом Газу и Яффу, но не смог овладеть Акрой, которую с моря снабжал британский флот, а на суше укреплял Пикар де Фелиппо. 20 мая 1799 года началось отступление. Наполеон всё ещё был в состоянии нанести поражение туркам, которые расположились около Абукира (25 июля), но понимал, что оказался в ловушке. 23 августа он тайно отплыл во Францию на фрегате «Мюирон» в сопровождении Бертье, Ланна, Мюрата, Монжа и Бертолле, бросив армию на генерала Клебера. Счастливо миновав встречи с кораблями англичан, Наполеон возвратился во Францию в ореоле завоевателя Востока.
Приехав 16 октября в Париж, Наполеон обнаружил, что за время его отсутствия Жозефина купила за 325 тыс. (занятых ею) франков имение Мальмезон. После скандала по поводу неверности Жозефины (как считает Э. Робертс, частично инспирированного Наполеоном), последовало примирение. В дальнейшей семейной жизни Жозефина сохраняла верность супругу, чего нельзя сказать о нём самом.

## Консульство

### Переворот 18 брюмера и временное консульство

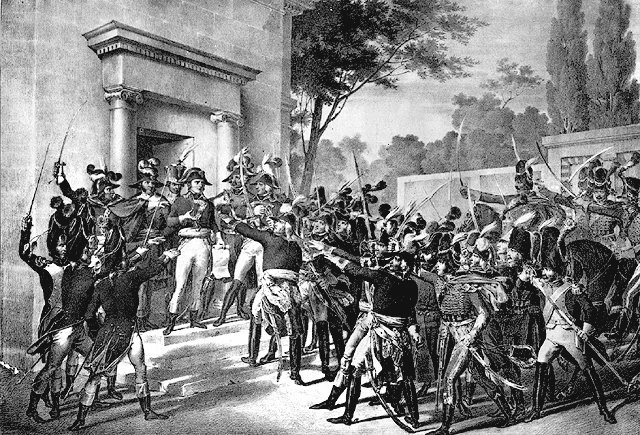
Встреча Наполеона с генералами утром 18 брюмера. Мотте (1826)

В то время, когда Бонапарт находился с войсками в Египте, французское правительство оказалось в кризисной ситуации. Европейские монархии составили вторую коалицию против республиканской Франции. Директория не могла обеспечить стабильность республики в рамках норм действующей конституции и всё больше опиралась на армию. В Италии русско-австрийские войска под командованием Суворова ликвидировали все приобретения Наполеона, и даже возникла угроза их вторжения во Францию. В условиях кризиса были приняты экстренные меры, напомнившие времена террора 1793 года. Для предотвращения «якобинской» угрозы и придания большей стабильности режиму сложился заговор, в который входили даже сами директора Сийес и Дюко. Заговорщики искали «саблю» и обратились к Бонапарту как к человеку, который подходил им по своей популярности и военной репутации. Наполеон, с одной стороны, не желал быть скомпрометированным (против своего обыкновения он в эти дни почти не писал писем); с другой стороны, он активно участвовал в подготовке переворота.

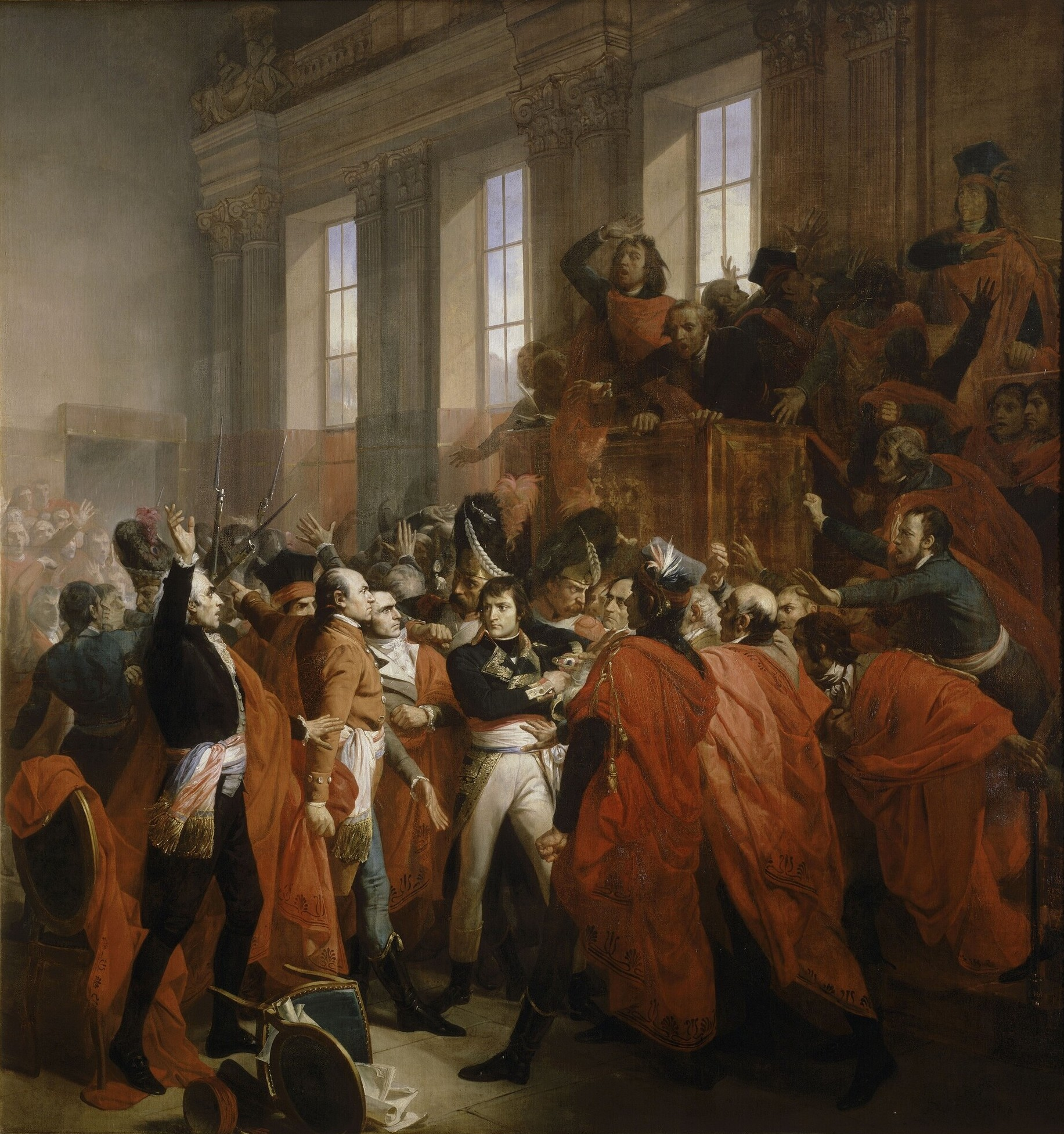
Бонапарт в Совете пятисот (1799). С картины Франсуа Бушо (1840)

Заговорщикам удалось перетянуть на свою сторону большинство генералов. 18 брюмера (9 ноября 1799) Совет старейшин, большинство в котором было у заговорщиков, принял декреты о переносе заседаний двух палат в Сен-Клу и о назначении Бонапарта командующим департамента Сены. Сийес и Дюко тотчас подали в отставку, то же самое сделал Баррас, тем самым прекратив полномочия Директории и создав вакуум исполнительной власти. Однако собравшийся 10 ноября Совет пятисот, в котором было сильно влияние якобинцев, отказался одобрить требуемый декрет. Его члены набросились с угрозами на Бонапарта, вошедшего в зал заседания с оружием и без приглашения. Тогда по призыву Люсьена, бывшего председателем Совета пятисот, в зал ворвались солдаты под командой Мюрата и разогнали заседание. В тот же вечер удалось собрать остатки Совета (примерно 50 человек) и «принять» необходимые декреты об учреждении временного консульства и комиссии для разработки новой конституции.
Были назначены три временных консула (Бонапарт, Сийес и Дюко). Дюко предложил председательство Бонапарту «по праву завоевания», но тот отказался в пользу ежедневной ротации. Задачей временного консульства было разработать и принять новую конституцию. Под давлением Бонапарта её проект был разработан за пять недель. В эти несколько недель он смог привлечь к себе многих из тех, кто ранее поддерживал Сийеса, и внести в его проект конституции принципиальные поправки. Сийес, получив 350 тыс. франков и недвижимость в Версале и Париже, не возражал. Согласно проекту, законодательная власть делилась между Государственным Советом, Трибунатом, Законодательным корпусом и Сенатом, что делало её беспомощной и неповоротливой. Исполнительная власть, напротив, собиралась в один кулак первого консула, то есть Бонапарта, назначаемого на десять лет. Второй и третий консулы (Камбасерес и Лебрен) имели только совещательные голоса. Формальные выборы трёх консулов состоялись 12 декабря.
Конституция была обнародована 13 декабря 1799 года и одобрена народом на плебисците VIII года Республики (по официальным данным около 3 миллионов голосов против 1,5 тысяч, в действительности конституцию поддержали около 1,55 млн человек, остальные голоса были фальсифицированы). 19 февраля 1800 года Наполеон покинул Люксембургский дворец и поселился в Тюильри.

### Десятилетнее консульство

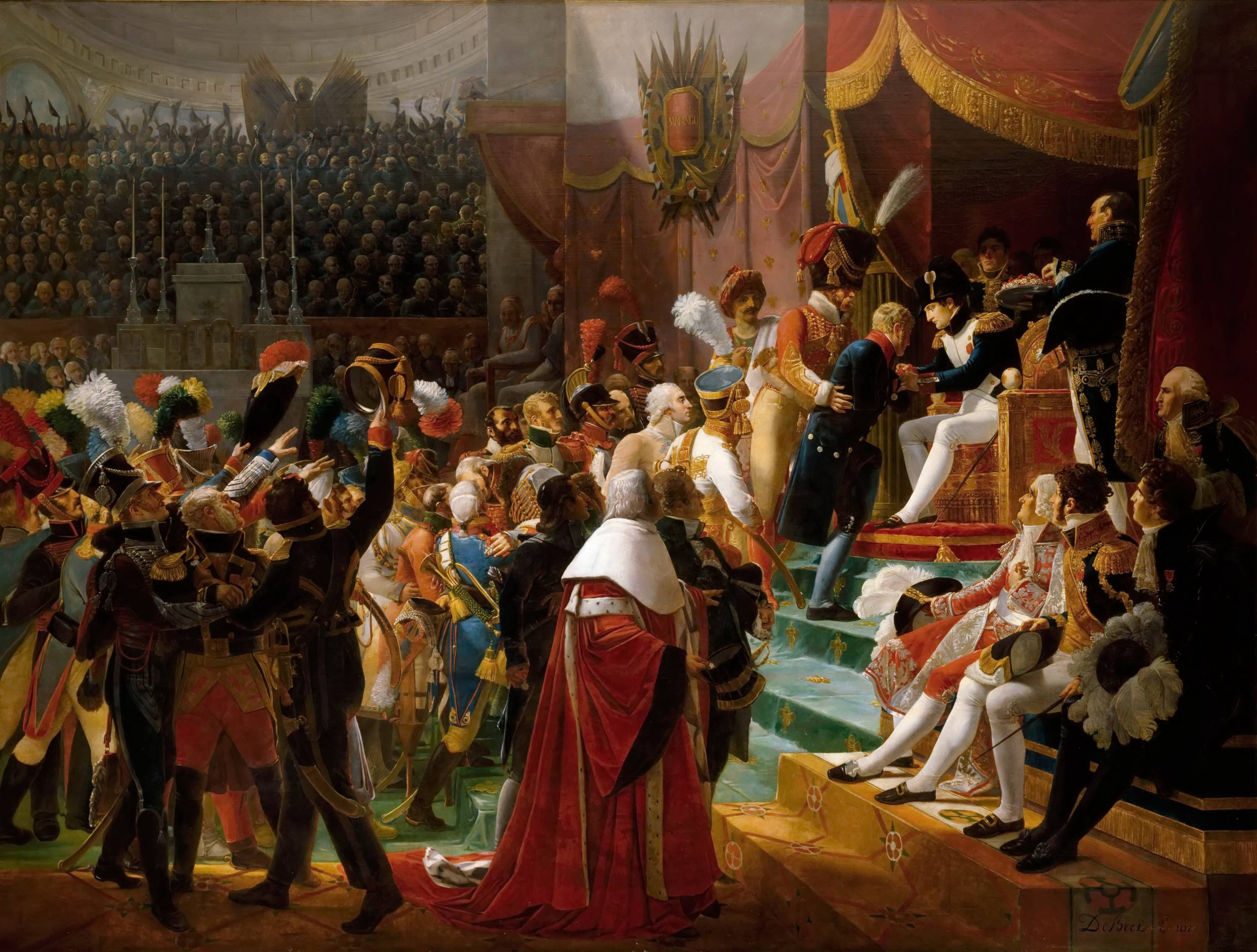
Первое вручение ордена Почётного легиона. Дебре (1812)

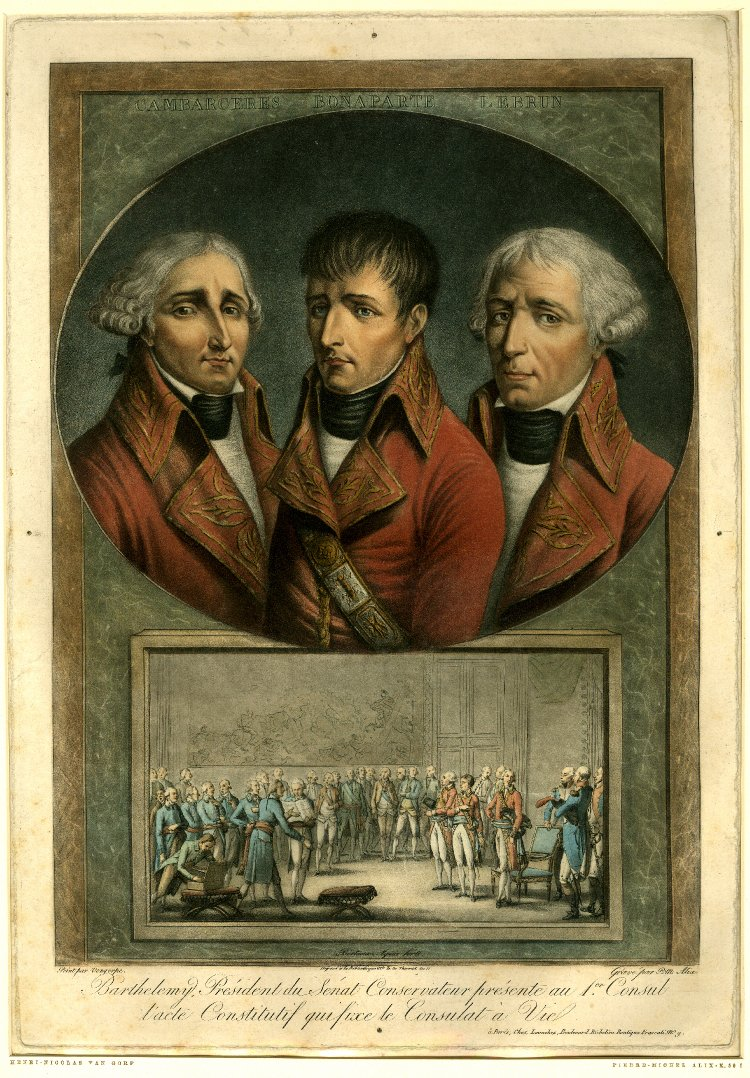
Три консула (Камбасерес, Бонапарт, Лебрен). Ван Горп (1803)

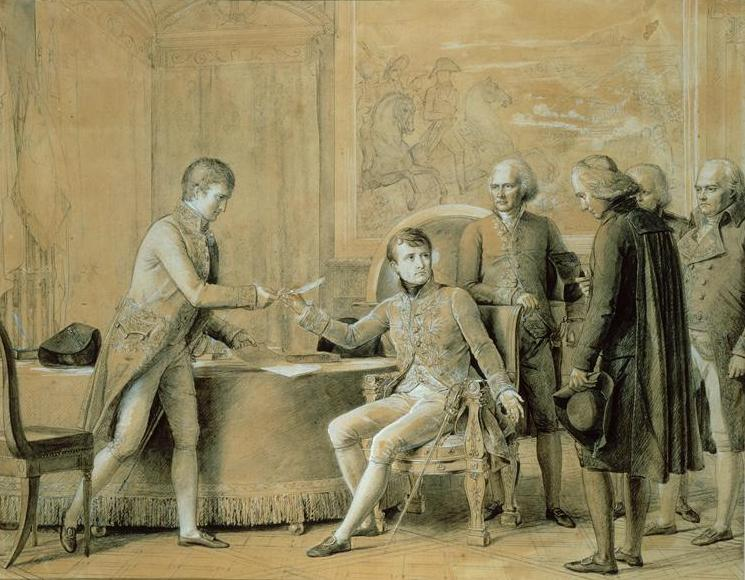
Наполеон ратифицирует Конкордат. Жерар (1801)

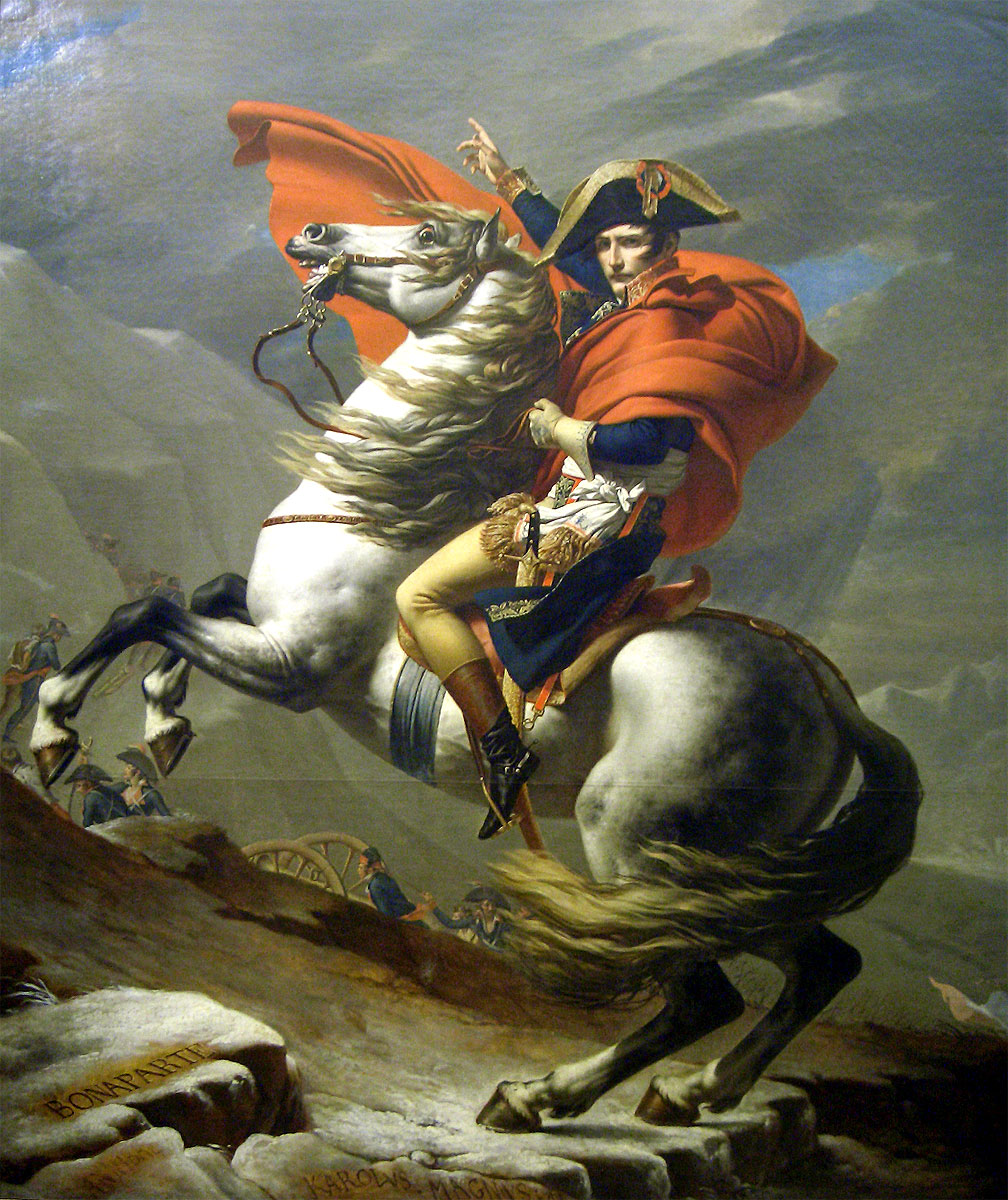
Наполеон на перевале Сен-Бернар. Давид (1803)

В момент прихода Наполеона к власти Франция находилась в состоянии войны с Великобританией и Австрией, которая в 1799 году в результате Итальянского похода Суворова вернула себе Северную Италию. Новый итальянский поход Наполеона напоминал первый. В мае 1800 года, перейдя за десять дней через Альпы, французская армия неожиданно появилась в Северной Италии. В битве при Маренго 14 июня 1800 года Наполеон сначала уступил давлению австрийцев под командованием Меласа, но контратака подоспевшего Дезе исправила ситуацию (сам Дезе погиб). Победа при Маренго позволила начать переговоры о мире в Леобене, но понадобилась ещё победа Моро при Гогенлиндене 3 декабря 1800 года, чтобы угроза французским границам была, наконец, ликвидирована.
Люневильский мир, заключённый 9 февраля 1801 года, положил начало господству Франции не только в Италии, но и в Германии. Год спустя (27 марта 1802 года) был заключён и Амьенский мир с Великобританией, завершивший войну Второй коалиции. Однако Амьенский мир не устранил глубинных противоречий между Францией и Великобританией и потому был непрочным. Условия мира предусматривали возвращение Франции её колоний, оккупированных Англией. Стремясь к восстановлению и расширению колониальной империи, по условиям договора в Сан-Ильдефонсо Наполеон приобрёл у Испании Луизиану. В марте 1802 года он направил экспедицию из 25 тысяч солдат под командованием своего зятя Леклерка для отвоевания Сан-Доминго у восставших рабов, возглавляемых Туссеном-Лувертюром.
Административные и правовые нововведения Наполеона заложили основу современного государства, многие из них действуют и по сей день. Став первым консулом, Наполеон в корне изменил государственное устройство страны; в 1800 году провёл административную реформу, учредив институт подотчётных правительству префектов департаментов и супрефектов округов. В города и деревни назначались мэры. Административная реформа позволила решить те вопросы, за которые отвечали местные органы власти, и которые ранее не смогла решить Директория — сбор налогов и рекрутский набор.
В 1800 году был учреждён Банк Франции для хранения золотого запаса и эмиссии денег (эта функция была передана ему в 1803 году). Первоначально банк управлялся 15 выборными членами правления из числа акционеров, но в 1806 году правительство назначило управляющего (Крете) и двух его заместителей, а в число 15 членов правления вошли три генеральных сборщика налогов.
11 флореаля X года (1 мая 1802) была создана система средних школ — лицеев.
Прекрасно сознавая важность воздействия на общественное мнение, Наполеон закрыл 60 из 73 парижских газет, а остальные поставил под контроль правительства. Была создана мощная полиция во главе с Фуше и разветвлённая тайная служба, которую возглавил Савари.
В марте 1802 года Наполеон удалил из законодательных органов многих сторонников республиканской оппозиции. Постепенно происходил возврат к монархическим формам правления. Из обихода пропало обращение на «ты», принятое в годы революции. Наполеон разрешил возвратиться части эмигрантов, при условии принесения клятвы верности конституции. В обиход вернулись ливреи, официальные церемонии, дворцовая охота, мессы в Сен-Клу. Вместо именного оружия, вручавшегося в годы революции, несмотря на возражения Государственного совета, Наполеон ввёл иерархически организованный орден Почётного легиона (19 мая 1802). Но, нападая на «левую» оппозицию, Бонапарт, вместе с тем, стремился сохранить завоевания революции.
В 1801 году Наполеон заключил конкордат с Папой Римским. Рим признавал новую французскую власть, а католицизм объявлялся религией большинства французов. При этом свобода вероисповедания сохранялась. Назначение епископов и деятельность церкви ставились в зависимость от правительства.
Эти и другие меры заставили противников Наполеона «слева» объявить его предателем Революции, хотя он считал себя верным продолжателем её идей. Якобинцев Наполеон опасался больше, чем роялистских заговорщиков, из-за их идеологии, знания механизмов власти и отличной организации. Когда 24 декабря 1800 года на улице Сен-Никез, по которой Наполеон ехал в Оперу, взорвалась «адская машина», он использовал это покушение как повод для расправы над якобинцами, хотя Фуше предоставил ему улики вины роялистов.
Наполеон сумел закрепить основные революционные завоевания (право на собственность, равенство перед законом, равенство возможностей), покончив с революционной анархией. В сознании французов благополучие и стабильность всё больше увязывались с его присутствием у государственного руля, что способствовало следующему шагу Бонапарта по укреплению личной власти — переходу к пожизненному консульству.

### Пожизненное консульство

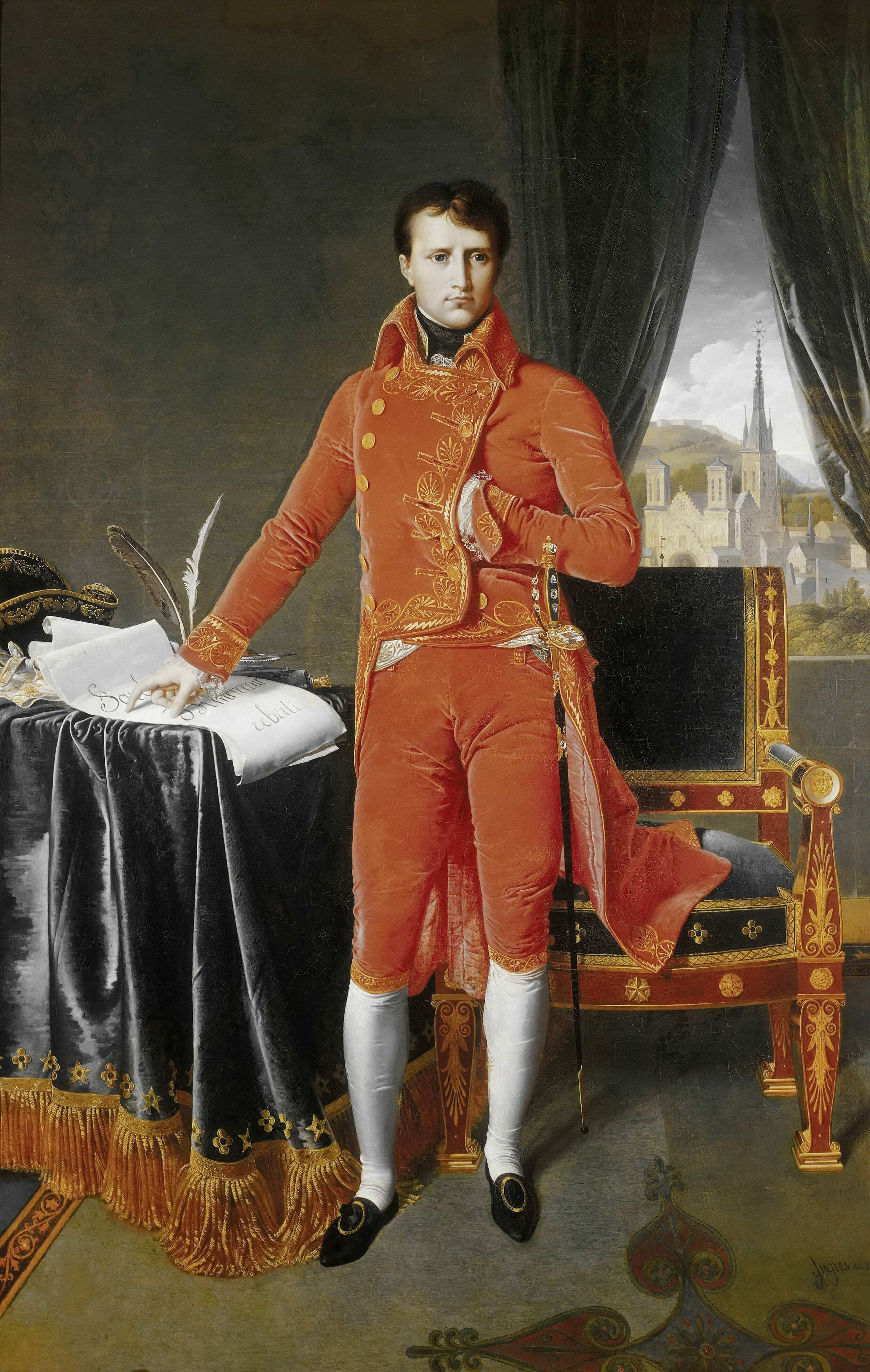
Бонапарт — первый консул. Энгр (1803—1804)

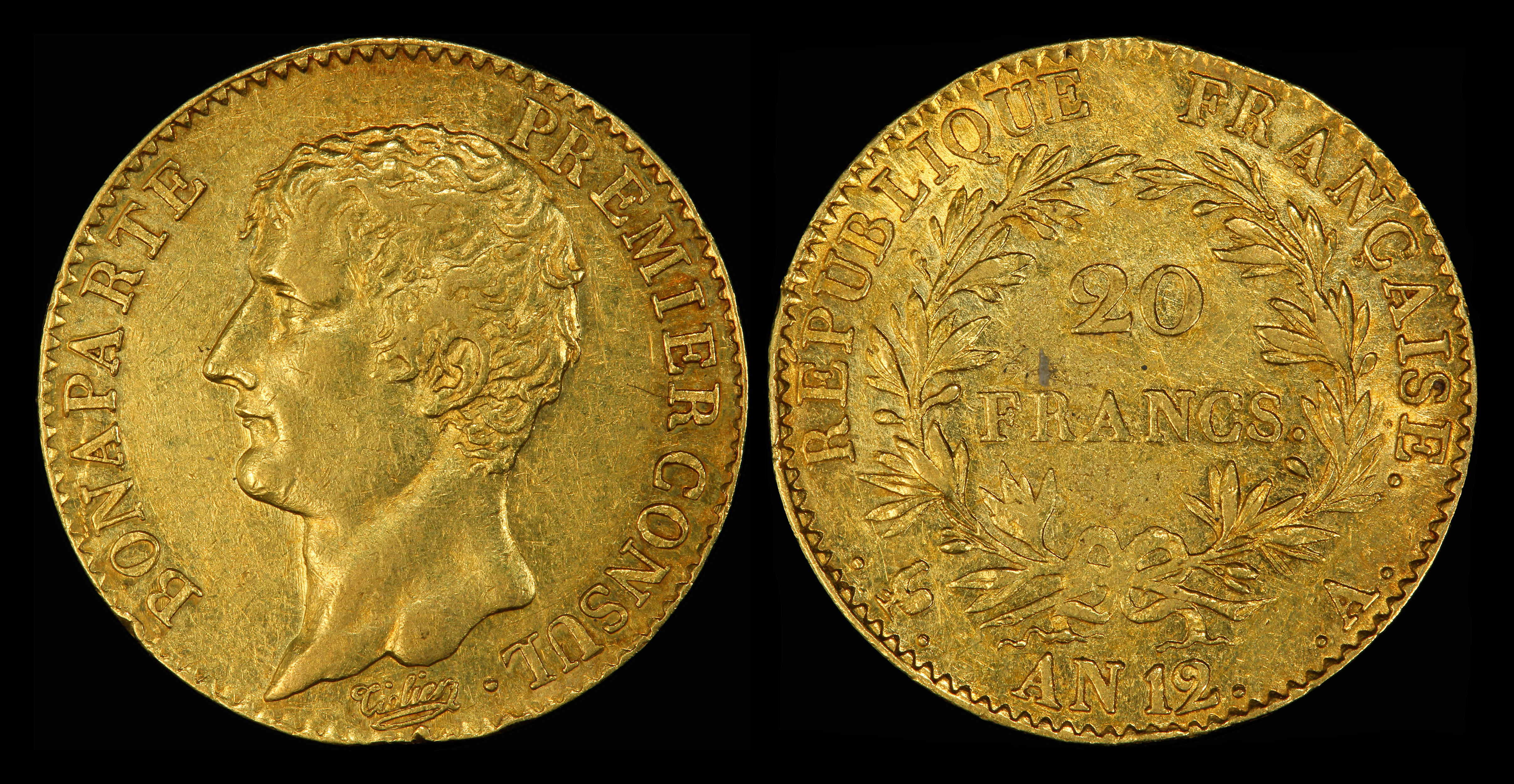
20 золотых франков 1803 года — Наполеон как первый консул

В 1802 году Наполеон, опираясь на результаты плебисцита, провёл через Сенат сенатус-консульт о пожизненности своих полномочий (2 августа 1802 года). Первый консул получил право представить Сенату своего преемника, что приблизило его к восстановлению наследственного принципа.
7 апреля 1803 года были отменены бумажные деньги; основной денежной единицей стал серебряный франк, поделённый на 100 сантимов; одновременно вводились золотые монеты в 20 и 40 франков. Учреждённый Наполеоном металлический франк имел хождение до 1928 года.
Приняв государство с плачевным финансовым состоянием, Наполеон и его финансовые советники полностью перестроили систему сбора налогов и расходования средств. Нормальное функционирование финансовой системы было обеспечено созданием двух противостоящих друг другу и в то же время сотрудничающих министерств: финансов и казначейства, их возглавляли соответственно Годен и Барбе-Марбуа. Министр финансов отвечал за поступления в бюджет, министр казначейства — за расходование средств; расходы должны были быть одобрены законом или министерским распоряжением, за ними осуществлялся тщательный контроль.
Внешняя политика Наполеона состояла в обеспечении первенства французской промышленной и финансовой буржуазии на европейском рынке. Этому мешал английский капитал, преобладание которого обусловливалось уже происшедшей в Великобритании промышленной революцией. Конкуренция между двумя странами выливалась в нарушение ими условий Амьенского договора. Англичане отказались эвакуировать свои войска с Мальты, как это было предусмотрено договором. Наполеон, в свою очередь, оккупировал Эльбу, Пьемонт и Парму, а также подписал с швейцарскими кантонами Акт посредничества и договор о военном союзе. Готовясь к неизбежной войне, Наполеон продал Луизиану Соединённым Штатам. Как и экспедиция Леклерка на Гаити, колониальные проекты Наполеона в целом потерпели фиаско.
К маю 1803 года отношения между Великобританией и Францией обострились настолько, что англичане отозвали своего посла; 16 мая был выпущен приказ о захвате французских судов в британских портах и в открытом море, а 18 мая Великобритания объявила Франции войну. Наполеон двинул французскую армию на принадлежавшее британскому королю герцогство Ганновер. 4 июля ганноверская армия капитулировала. Наполеон приступил к созданию большого военного лагеря на побережье Па-де-Кале под Булонью. 2 декабря 1803 года эти войска получили название «Английской армии»; к 1804 году в Булони и окрестностях было собрано более 1700 судов для переправки войск в Англию.
Внутренняя политика Наполеона состояла в укреплении его личной власти как гарантии сохранения результатов революции: гражданских прав, прав собственности на землю крестьян, а также тех, кто купил во время революции национальные имущества, то есть конфискованные земли эмигрантов и церкви. Обеспечить все эти завоевания должен был Гражданский кодекс (ратифицирован 21 марта 1804 года), вошедший в историю как «Кодекс Наполеона».
После раскрытия заговора Кадудаля — Пишегрю (так называемый «заговор XII года»), в котором, как предполагалось, участвовали находящиеся за пределами Франции принцы королевского дома Бурбонов, Наполеон приказал захватить одного из них, герцога Энгиенского в Эттенхайме, неподалёку от французской границы. Герцог был вывезен в Париж и расстрелян по приговору военного суда 21 марта 1804 года. Кадудаль был казнён, Пишегрю найден мёртвым в тюремной камере, встречавшийся с ними Моро выслан из Франции. Заговор XII года вызвал негодование во французском обществе и был использован официальной прессой для внушения читателям мысли о необходимости наследственной власти Первого консула.

## Первая империя

### Провозглашение империи

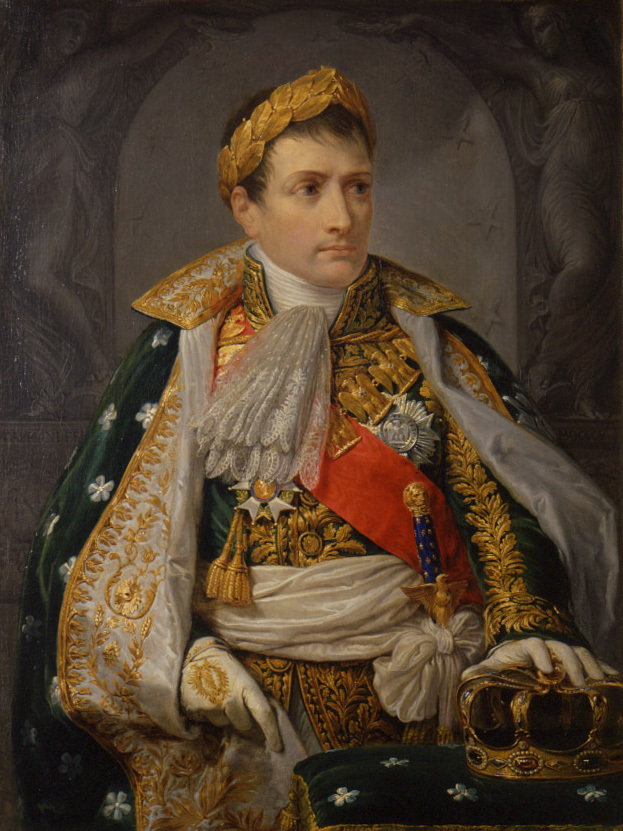
Наполеон коронован королём Италии 26 мая 1805 в Милане

Коронация Наполеона в соборе Нотр-Дам 2 декабря 1804. Наполеон коронует Жозефину. Давид (1805—1807)

28 флореаля (18 мая 1804 года) постановлением Сената (так называемым сенатус-консультом XII года) была принята новая конституция, согласно которой Наполеон провозглашался императором французов, вводились должности высших сановников и великих офицеров Империи, в том числе восстанавливалось маршальское звание, отменённое в годы революции.
В тот же день были назначены пять из шести высших сановников (великий электор (выборщик), архиканцлер Империи, архиказначей, коннетабль и великий адмирал). Высшие сановники образовали большой императорский совет. 19 мая 1804 года восемнадцать популярных генералов были назначены маршалами Франции, причём четверо из них считались почётными, а остальные — действительными.
В ноябре сенатус-консульт был ратифицирован по результатам плебисцита. По итогам плебисцита и несмотря на сопротивление Государственного совета было решено возродить традицию коронации. Наполеон непременно хотел, чтобы в церемонии участвовал римский папа. Последний требовал, чтобы Наполеон обвенчался с Жозефиной по церковному обряду. В ночь на 2 декабря кардинал Феш провёл обряд венчания в присутствии Талейрана, Бертье и Дюрока. 2 декабря 1804 года в ходе пышной церемонии, проходившей в соборе Парижской Богоматери с участием папы, Наполеон короновал самого себя императором французов, а затем возложил корону на Жозефину. Стендаль в своём дневнике назвал коронацию «очевидным союзом всех шарлатанов» — «религия, венчающая на царство тиранию, причём всё это во имя блага людей».
Коронация высветила скрытую до тех пор враждебность между семьями Бонапарт (братьями и сёстрами Наполеона) и Богарне (Жозефина и её дети). Сёстры Наполеона не желали нести шлейф Жозефины. Мадам Мать вовсе отказалась прибыть на коронацию. В ссорах Наполеон принимал сторону жены и приёмных детей, однако оставался щедр по отношению к братьям и сёстрам (впрочем, постоянно высказывая недовольство ими и тем, что они не оправдывают его надежд).
Ещё одним камнем преткновения между Наполеоном и его братьями стал вопрос о том, кому быть королём Италии и кому наследовать императорскую власть во Франции. Результатом их споров стало решение, согласно которому Наполеон получал обе короны, а в случае его смерти короны делились между его родственниками. 17 марта 1805 года из «дочерней» Итальянской республики, в которой Наполеон был президентом, было создано Королевство Италия. Во вновь образованном королевстве Наполеон получил титул короля, а его пасынок Евгений Богарне — титул вице-короля. Решение о коронации Наполеона Железной короной оказало дурную услугу французской дипломатии, поскольку вызвало враждебность со стороны Австрии и способствовало её присоединению к вновь формирующейся антифранцузской коалиции. В мае 1805 года Лигурийская республика стала одним из департаментов Франции.

### Возвышение империи

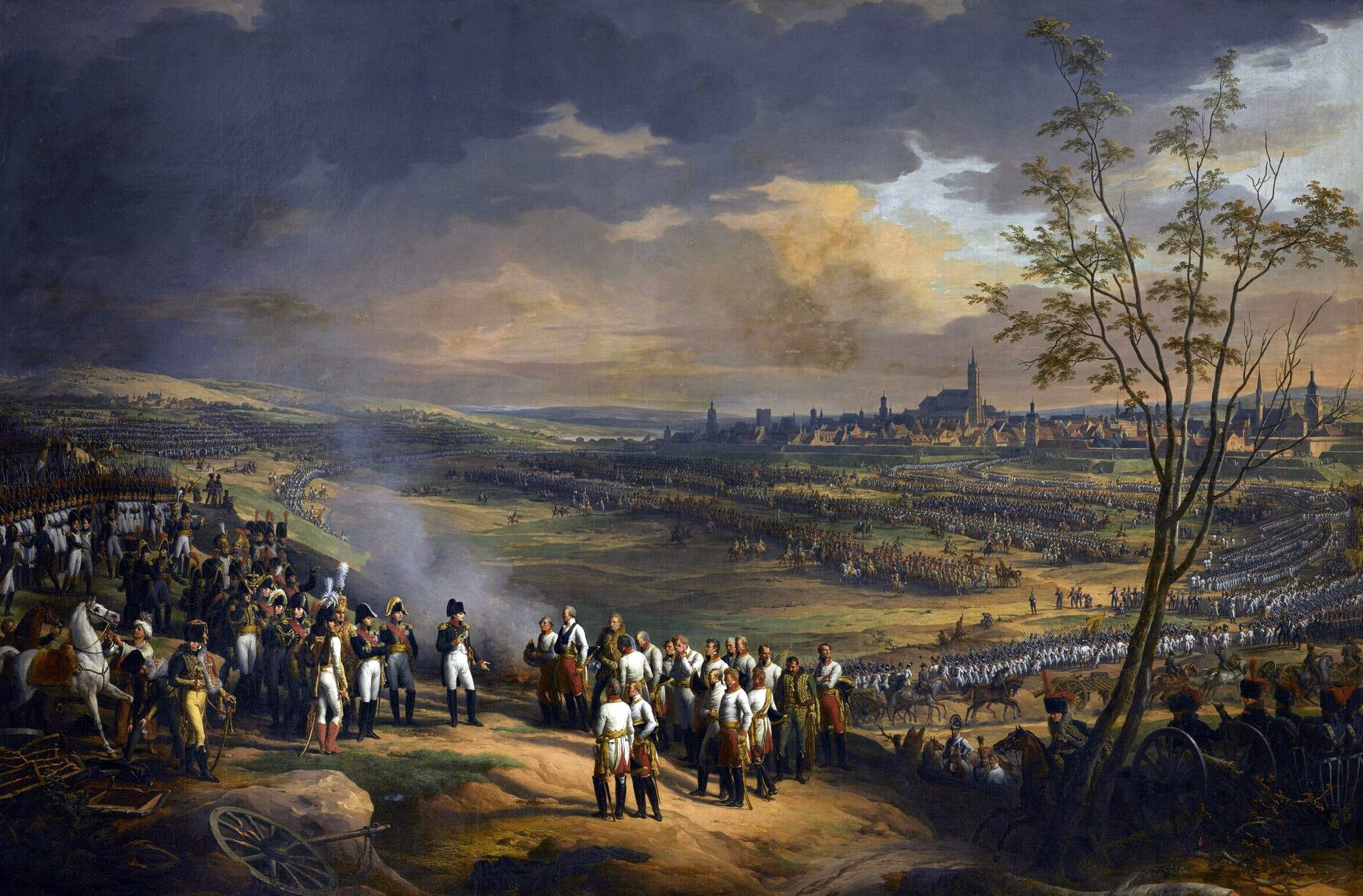
Капитуляция Ульма. Тевенен (1815)

В апреле 1805 года Россией и Великобританией был подписан Петербургский союзный договор, заложивший основу третьей коалиции. В том же году Великобритания, Австрия, Россия, Неаполитанское королевство и Швеция сформировали Третью коалицию против Франции и союзной ей Испании. Важным фактором в формировании коалиции стали британские субсидии (англичане выделили союзникам 5 млн фунтов стерлингов). Французской дипломатии удалось добиться нейтралитета Пруссии в надвигавшейся войне (Талейран по указанию Наполеона обещал Фридриху-Вильгельму III отобранный у британцев Ганновер).
В октябре 1805 года Наполеон создал Управление экстраординарных имуществ (фр. domaine extraordinaire) — специальный финансовый институт во главе с Ла Буйери, предназначенный для сбора платежей и контрибуций с завоёванных стран и территорий. Эти средства расходовались главным образом на финансирование следующих военных кампаний.
Наполеон планировал высадку на Британские острова, но, получив сведения о действиях коалиции, двинул войска из Булонского лагеря в Германию. Австрийская армия капитулировала в битве под Ульмом 20 октября 1805 года. 21 октября британский флот под командованием Нельсона разгромил испано-французский флот при Трафальгаре. В результате этого поражения Наполеон уступил британцам господство на море. Несмотря на огромные усилия и ресурсы, которые Наполеон потратил в последующие годы, ему так и не удалось поколебать британское морское владычество; высадка на Британские острова стала невозможна. 13 ноября Вена была объявлена открытым городом и французские войска заняли её без серьёзного сопротивления.

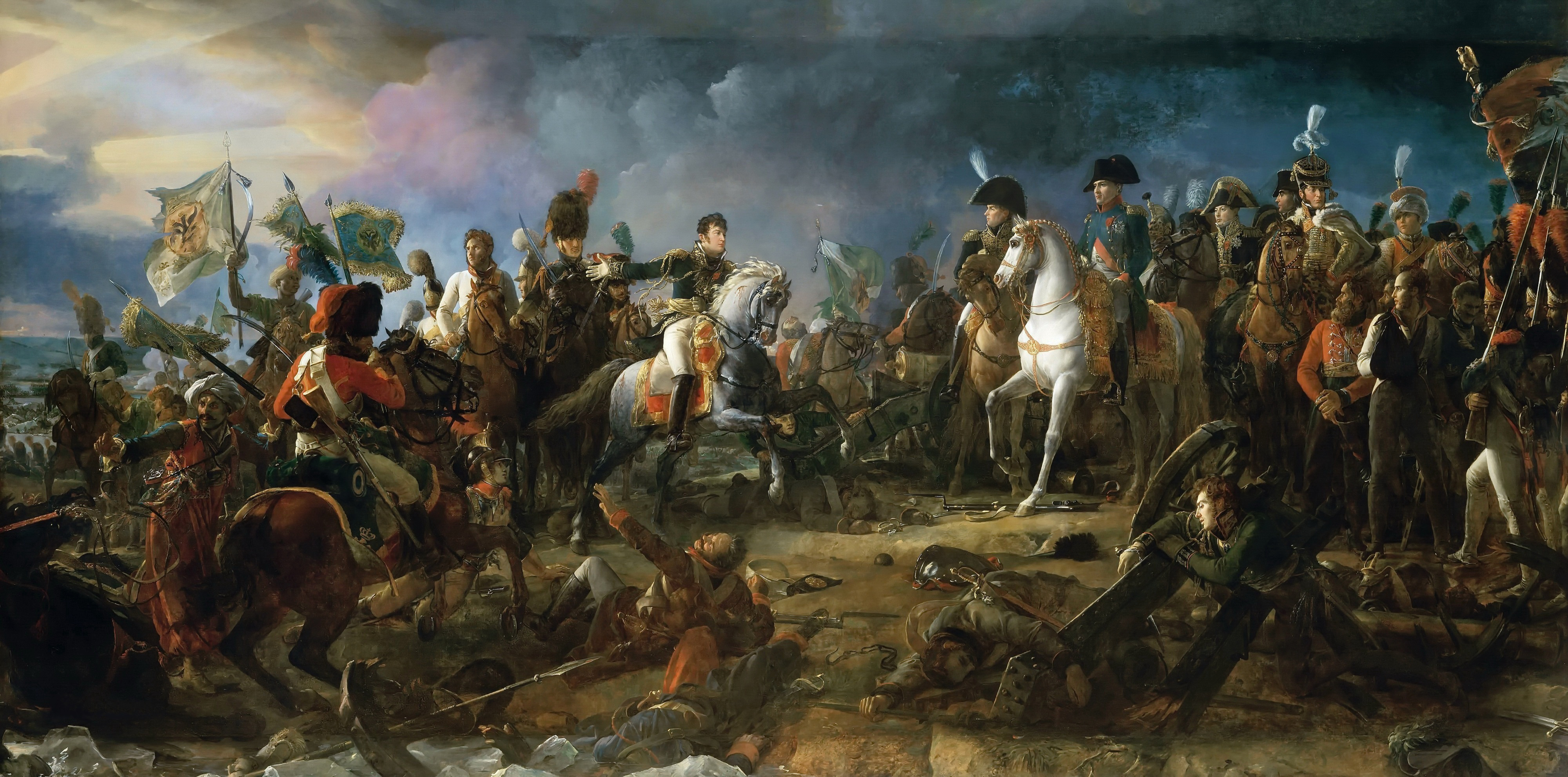
Наполеон при Аустерлице. Жерар (1810)

Российский император Александр I и император Священной Римской империи Франц II прибыли к армии. По настоянию Александра I российская армия прекратила отступление и вместе с австрийцами 2 декабря 1805 года вступила в сражение с французами при Аустерлице, в котором союзники попали в тактическую ловушку, расставленную Наполеоном, потерпели тяжёлое поражение и в беспорядке отступили. 26 декабря Австрия заключила с Францией Пресбургский мир. Более 65 млн франков поступили из австрийских земель в Управление экстраординарных имуществ: война кормила войну. Известия о военных операциях и победах, которые доносились до французской публики благодаря бюллетеням Великой армии, служили сплочению нации.
27 декабря 1805 года Наполеон объявил, что «династия Бурбонов в Неаполе перестала царствовать», за то, что Неаполитанское королевство, вопреки прежнему договору, примкнуло к антифранцузской коалиции. Движение французской армии на Неаполь заставило короля Фердинанда I бежать на Сицилию, и Наполеон сделал неаполитанским королём своего брата Жозефа Бонапарта. Декретом от 30 марта 1806 года Наполеон ввёл княжеские титулы для членов императорской фамилии. Полина и её супруг получили герцогство Гвасталла, Мюрат и его супруга — великое герцогство Берг. Бертье получил Невшатель. Княжества Беневенто и Понтекорво были отданы Талейрану и Бернадотту. Сестра Наполеона Элиза ещё раньше получила Лукку, а в 1809 году Наполеон сделал Элизу правительницей всей Тосканы. В июне 1806 года Королевство Голландия пришло на смену марионеточной Батавской республике. На престол Голландии Наполеон посадил своего младшего брата — Людовика Бонапарта.

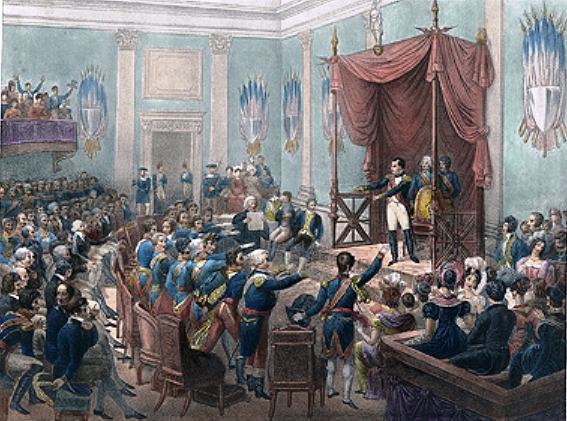
Клятва князей при образовании Рейнского союза. Мотте (1820—1830)

12 июля 1806 года между Наполеоном и многими правителями германских государств был заключён договор, в силу которого эти правители вступали между собой в союз, получивший название Рейнского, под протекторатом Наполеона и с обязанностью держать для него шестидесятитысячное войско. Образование союза сопровождалось медиатизацией (подчинением мелких непосредственных (immediat) владетелей верховной власти крупных государей). 6 августа 1806 года император Франц II объявил о сложении с себя титула и полномочий императора Священной Римской империи и, таким образом, это многовековое образование прекратило своё существование.

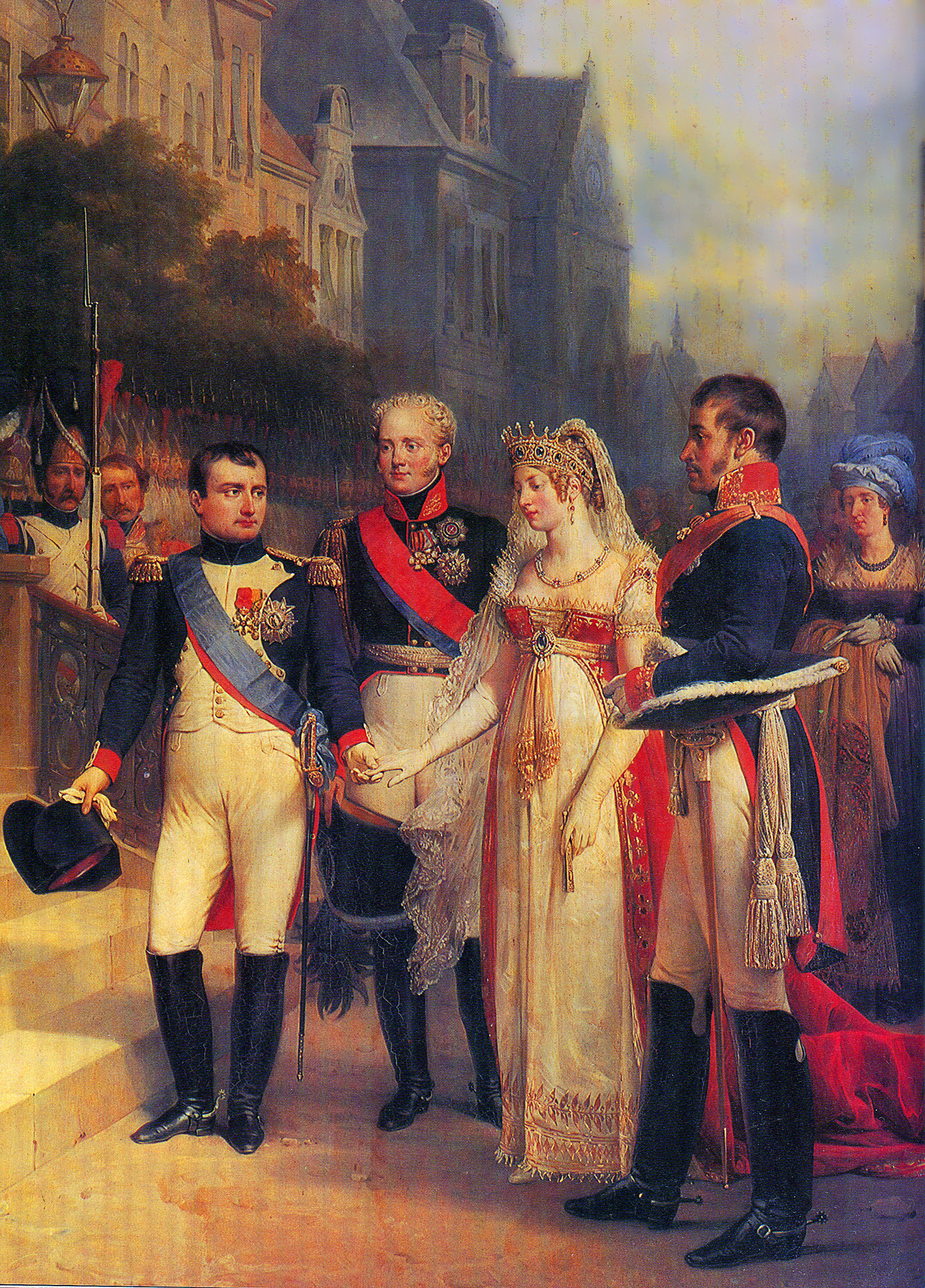
Тильзитское свидание. Госс (XIX век)

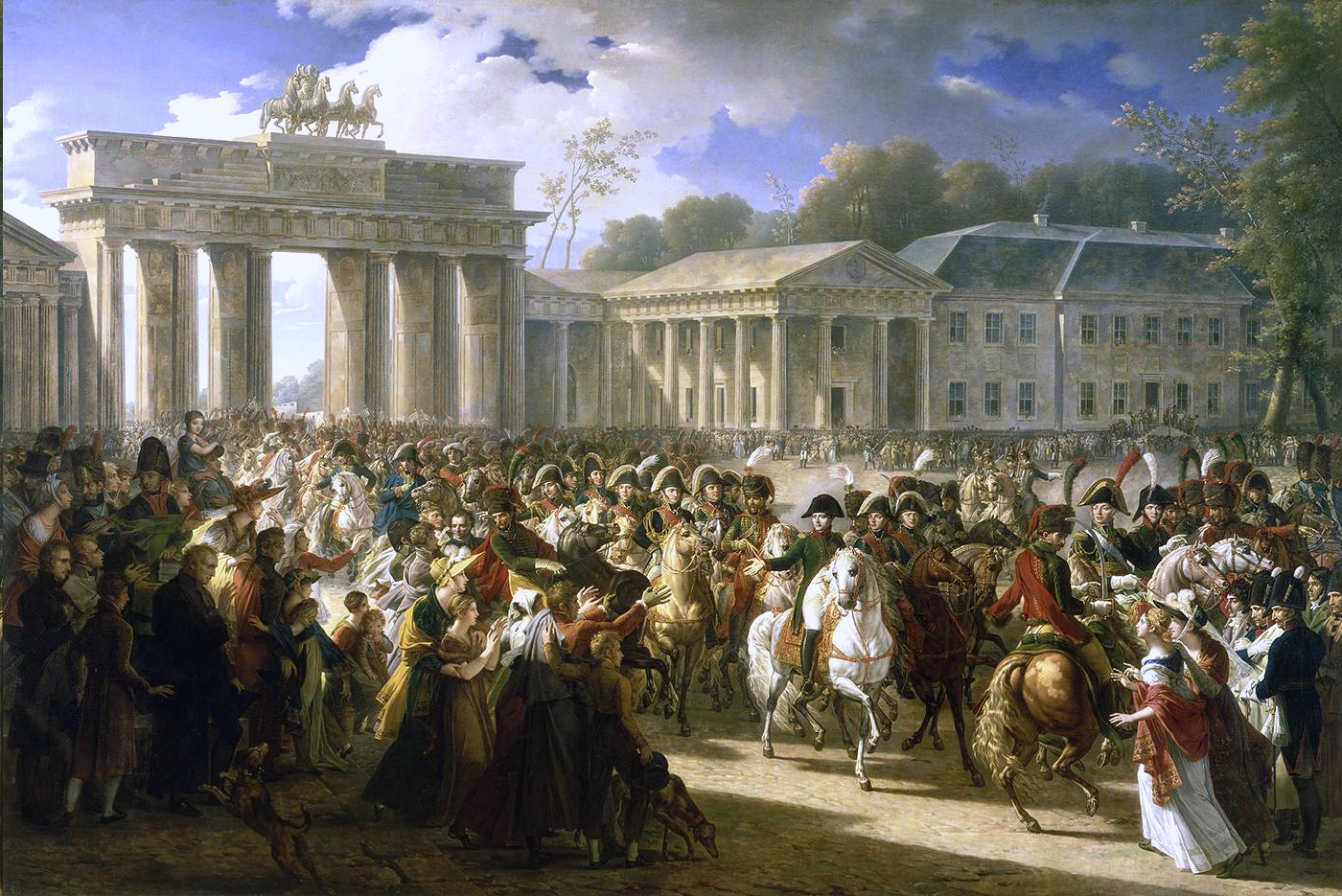
Наполеон вступает в Берлин через Бранденбургские ворота 27 октября 1806 года. Мейнье (1810)

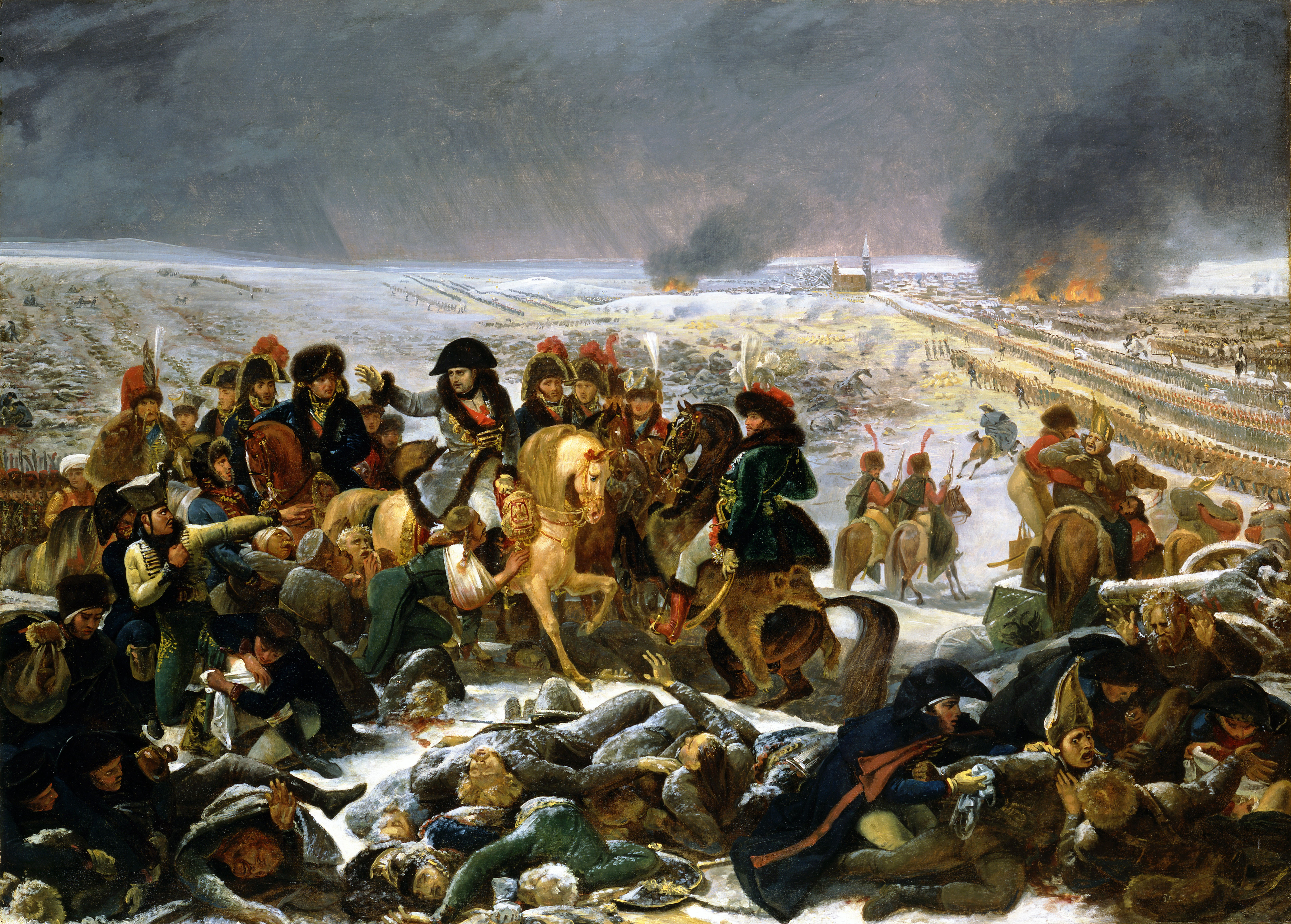
Наполеон в битве при Эйлау. Гро (1807)

Встревоженная усилением французских позиций в Германии, так и не получив обещанный ей Ганновер, против Наполеона выступила Пруссия. 26 августа она выдвинула ультиматум с требованием отвода Великой армии за Рейн. Наполеон отверг этот ультиматум и напал на прусские войска. В первой же крупной битве при Заальфельде, 10 октября 1806 года пруссаки были разбиты. После этого 14 октября последовало полное поражение их под Йеной и Ауэрштедтом. Через две недели после йенской победы Наполеон вступил в Берлин, вскоре после того сдались Штетин, Пренцлау, Магдебург. На Пруссию была наложена контрибуция в 159 млн франков.
Из Кёнигсберга, куда бежал прусский король Фридрих-Вильгельм III, он умолял Наполеона прекратить войну, соглашаясь присоединиться к Рейнскому Союзу. Однако Наполеон делался всё требовательнее, и прусский король вынужден был продолжать боевые действия. На помощь к нему пришла Россия, выставившая две армии с целью помешать переправе французов через Вислу. Наполеон обратился к полякам с воззванием, приглашавшим их к борьбе за независимость и 19 декабря 1806 года в первый раз вступил в Варшаву. Ожесточённые сражения под Чарновым, Пултуском и Голымином в декабре 1806 года не выявили победителей.
13 декабря в Париже родился Шарль Леон, сын Наполеона и Элеоноры Денюэль. Наполеон узнал об этом 31 декабря в Пултуске. Рождение сына означало, что Наполеон сможет основать династию, если разведётся с Жозефиной. Возвращаясь в Варшаву из Пултуска, 1 января 1807 года на почтовой станции в Блоне Наполеон в первый раз повстречал двадцатиоднолетнюю Марию Валевскую, жену пожилого польского графа, с которой у него сложился длительный роман.
Генеральное сражение зимней кампании произошло при Эйлау 8 февраля 1807 года. В кровопролитном сражении между главными силами французской и русской армий под командованием генерала Беннигсена победителей не оказалось, впервые за многие годы Наполеон не одержал решительной победы.
После занятия французами Данцига 27 мая 1807 года и поражения русских под Фридландом 14 июня, позволившего французам занять Кёнигсберг и угрожать русской границе, 7 июля был заключён Тильзитский мир. Из польских владений Пруссии было образовано Великое герцогство Варшавское. У Пруссии были отняты и все её владения между Рейном и Эльбой, образовавшие вместе с рядом бывших мелких германских государств Вестфальское королевство, во главе которого был поставлен брат Наполеона Жером.
Победы, одержанные в двух итальянских и других кампаниях, создали Наполеону репутацию непобедимого полководца. Внутри империи окончательно установилось его полновластие, он совершенно не считался теперь с мнением своих министров, законодателей, родственников и друзей. 9 августа 1807 года Талейран был отправлен в отставку с поста министра иностранных дел. 19 августа был распущен Трибунат. Недовольство императора вызывали коронованные им родственники и друзья, стремившиеся защищать интересы своих владений вопреки единству империи. Наполеона отличали презрение к людям и нервозность, подчас приводившая к припадкам ярости, похожим на эпилепсию. Стремясь единолично принимать решения и контролировать их исполнение, Наполеон создал систему так называемых административных советов, на которых рассматривались в том числе вопросы, входившие в компетенцию муниципалитетов, а для контроля за расходами на содержание громоздкого административного аппарата в 1807 году он учредил Счётную палату во главе с Барбе-Марбуа.
Будучи императором, Наполеон вставал в 7 часов утра и занимался делами. В 10 часов — завтрак, сопровождаемый разбавленным шамбертеном (привычка с дореволюционных времён). После завтрака опять работал в кабинете до часу дня, после чего присутствовал на заседаниях советов. Обедал в 5, а иногда в 7 часов пополудни, после обеда общался с императрицей, знакомился с книжными новинками, а затем возвращался в кабинет. В полночь ложился спать, в три часа ночи просыпался, чтобы принять горячую ванну, в пять утра опять ложился спать.

### Континентальная блокада

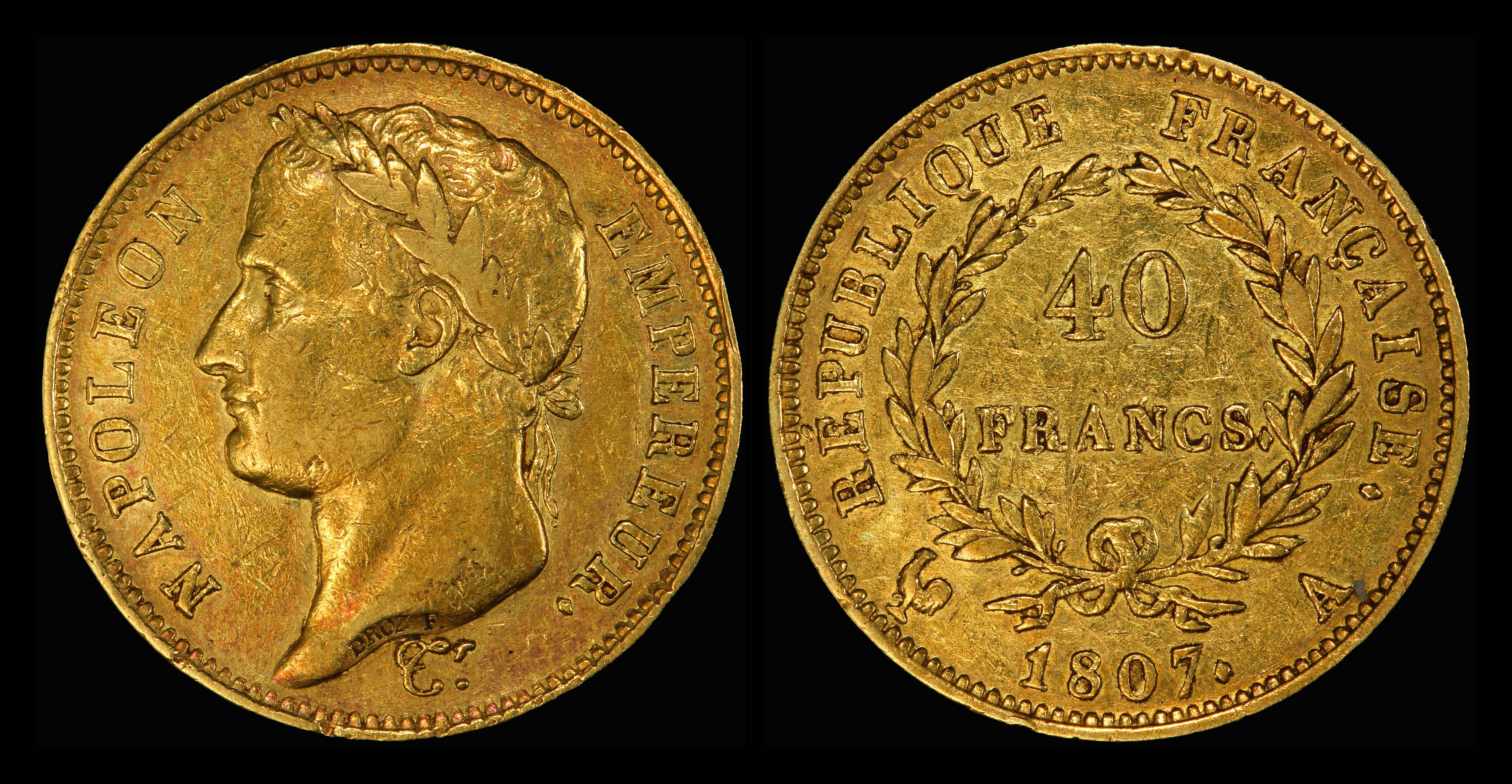
40 золотых франков 1807 года — Наполеон как император

18 мая 1806 года британское правительство распорядилось о блокаде французского побережья, разрешив досмотр нейтральных (главным образом американских) судов, направлявшихся во Францию. Одержав победу над Пруссией, 21 ноября 1806 года в Берлине Наполеон подписал декрет о континентальной блокаде. С этого момента Франция и её союзники прекращали торговые отношения с Англией. Европа была основным рынком сбыта английских товаров, а также колониальных, ввозимых Англией, — крупнейшей морской державой. Континентальная блокада нанесла ущерб английской экономике: по мере того, как европейские страны присоединялись к блокаде, происходило падение экспорта британского сукна и хлопка на континент, при этом росли цены на сырьё, которое Британия ввозила с континента. Ситуация значительно ухудшилась для Британии после того, как в июле 1807 года к континентальной блокаде примкнула Россия в соответствии с условиями Тильзитского мира. Европейские страны, которые первоначально мирились с британской контрабандой, под давлением Наполеона были вынуждены начать с ней серьёзную борьбу. Во втором полугодии 1807 года в голландских портах были арестованы около 40 британских судов, Дания закрыла для англичан свои воды. К середине 1808 года рост дороговизны и падение доходов вызвало народные волнения в Ланкашире, произошло падение фунта стерлингов.
Блокада ударила и по континенту. Французская промышленность не в состоянии была заменить на европейском рынке английскую. В качестве ответной меры в ноябре 1807 года Лондон объявил о блокаде европейских портов. Потеря собственных и нарушение торговых связей с английскими колониями привело в упадок французские портовые города: Ла-Рошель, Бордо, Марсель, Тулон. Население (и сам император, как большой любитель кофе) страдало от недостатка привычных колониальных товаров (кофе, сахара, чая) и их дороговизны. В 1811 году Делессер по примеру немецких изобретателей начал делать качественный сахар из сахарной свёклы, за что получил от приехавшего к нему Наполеона орден Почётного легиона, но новые технологии распространялись очень медленно.

### От Пиренеев до Ваграма

Третье мая 1808 года в Мадриде. Гойя (1814)

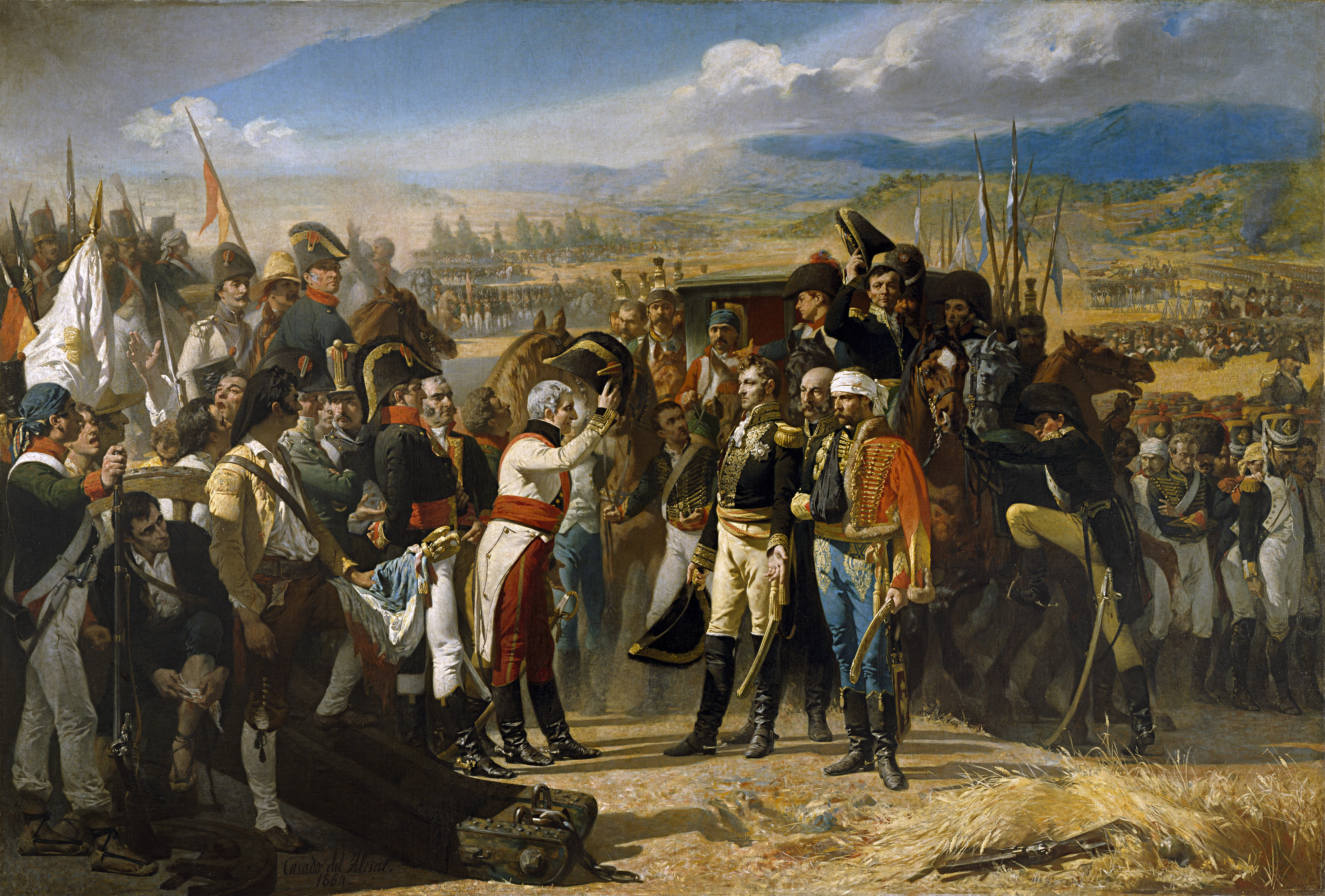
Байленская капитуляция. Хосе Касадо дель Алисаль (1864)

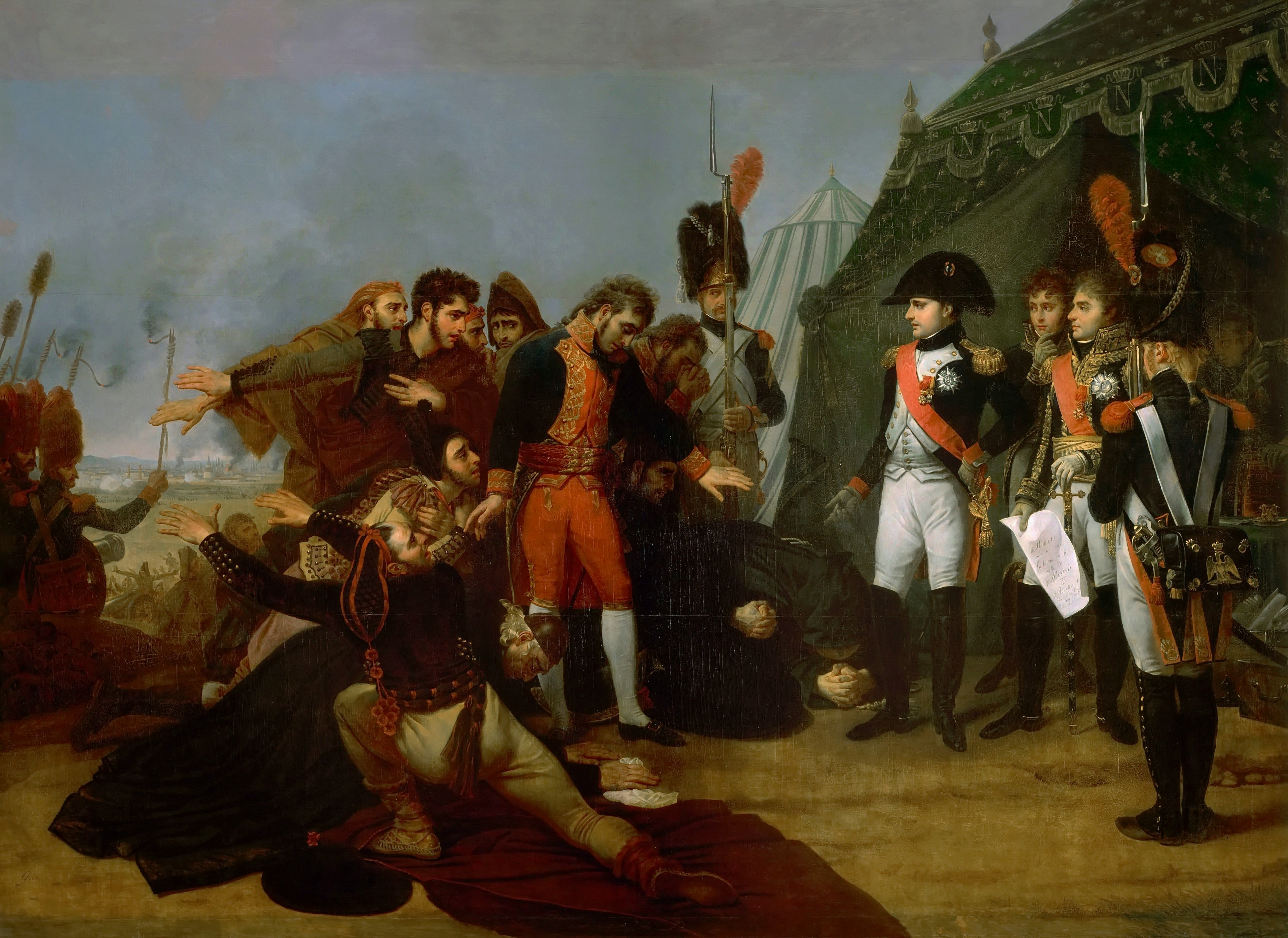
Капитуляция Мадрида 4 декабря 1808 года. Гро (1810)

В 1807 году, при поддержке Испании, бывшей в союзе с Францией с 1796 года, Наполеон потребовал от Португалии, чтобы и она примкнула к континентальной системе. Когда Португалия отказалась выполнить это требование, то 27 октября между Наполеоном и Испанией состоялся тайный договор о завоевании и разделе Португалии, при этом южная часть страны должна была отойти всевластному первому министру Испании Годою. 13 ноября 1807 года правительственная Le Moniteur сардонически возвестила, что «Браганцский дом перестал править — новое доказательство неизбежной гибели всех, кто связывает себя с Англией». Наполеон направил на Лиссабон 25-тысячный корпус Жюно. После изнурительного двухмесячного перехода по испанской территории Жюно с 2 тыс. солдат 30 ноября прибыл в Лиссабон. Португальский принц-регент Жуан, услышав о приближении французов, бросил свою столицу и бежал с родственниками и двором в Рио-де-Жанейро. Наполеон, взбешённый тем, что королевское семейство и португальские корабли ускользнули от него, 28 декабря приказал наложить на Португалию контрибуцию в 100 млн франков.
Рассчитывая стать суверенным князем согласно условиям тайного договора, Годой допустил размещение большого количества французских войск на территории Испании. 13 марта 1808 года Мюрат был в Бургосе со 100 тыс. солдат и двигался в сторону Мадрида. Для успокоения испанцев Наполеон приказал распространить слух, что он намерен осадить Гибралтар. Поняв, что с гибелью династии погибнет и он, Годой стал убеждать испанского короля Карла IV в необходимости бежать из Испании в Южную Америку. Однако в ночь на 18 марта 1808 года он был свергнут в ходе мятежа в Аранхуэсе так называемыми «фернандистами», которые добились его отставки, отречения Карла IV и передачи власти сыну короля — Фердинанду VII. 23 марта Мюрат вошёл в Мадрид. В мае 1808 года Наполеон вызвал обоих испанских королей — отца и сына — для объяснений в Байонну. Оказавшись в плену у Наполеона, оба монарха отреклись от короны, а на испанский престол император посадил своего брата Жозефа, бывшего до того неаполитанским королём. Теперь неаполитанским королём стал Мюрат.
В самой Франции декретами от 1 марта 1808 года Наполеон восстановил дворянские титулы и дворянские гербы как знак признания заслуг перед империей. Отличие от старого дворянства состояло в том, что пожалование титула не давало прав на земельные владения и титул не переходил по наследству автоматически. Однако вместе с титулом новые дворяне нередко получали высокие оклады. Если дворянин приобретал майорат (капитал или постоянный доход), то титул передавался по наследству. 59 процентов нового дворянства составили военные. 17 марта был издан декрет об учреждении императорского Университета. Университет разделялся на академии и был призван давать высшее образование (бакалавр). Созданием Университета Наполеон стремился поставить под свой контроль формирование национальной элиты.
Вмешательство Наполеона во внутренние дела Испании вызвало возмущение — 2 мая в Мадриде, а потом по всей стране. Местные власти (хунты) организовали сопротивление французам, которым пришлось столкнуться с новой для них формой боевых действий — партизанской войной. 22 июля Дюпон c 18 тыс. солдат сдался испанцам в поле возле Байлена, нанеся сильный удар по репутации прежде непобедимой Великой армии. Британцы высадились в Португалии при поддержке местных властей и населения и вынудили Жюно эвакуироваться из страны после поражения при Вимейру.
Для окончательного завоевания Испании и Португалии Наполеону требовалось перевести сюда основные силы Великой армии из Германии, однако этому препятствовала угроза войны со стороны перевооружившейся Австрии. Единственным противовесом Австрии могла бы быть союзная Наполеону Россия. 27 сентября Наполеон встретился с Александром I в Эрфурте, чтобы заручиться его поддержкой. Наполеон поручил ведение переговоров Талейрану, который к этому времени состоял в тайных отношениях с австрийским и русским дворами. Александр предлагал разделить Турцию и передать России Константинополь. Не получив согласия Наполеона, Александр ограничился общими словами по поводу союза против Австрии. Наполеон также просил через Талейрана руки великой княжны Екатерины Павловны, но и тут ничего не добился.
Рассчитывая решить испанскую проблему до вступления Австрии в войну, Наполеон 29 октября выступил в поход во главе прибывшей из Германии армии в 160 тыс. человек. 4 декабря французские войска вошли в Мадрид. 16 января англичане, отразив атаку Сульта под Ла-Коруньей, погрузились на корабли и покинули Испанию. 1 января 1809 года в Асторге Наполеон получил депеши о военных приготовлениях Австрии и об интригах в его правительстве со стороны сблизившихся Талейрана и Фуше (которые договорились в случае смерти Наполеона в Испании заменить его Мюратом). 17 января он выехал из Вальядолида в Париж. Несмотря на достигнутые успехи, завоевание Пиренеев не было закончено: испанцы продолжали партизанскую войну, английский контингент прикрывал Лиссабон, через три месяца англичане под командованием Уэлсли снова высадились на полуострове. Падение португальской и испанской династий привело к открытию обеих колониальных империй для британской торговли и пробило брешь в континентальной блокаде. Впервые война не приносила Наполеону доходы, а лишь требовала всё новых и новых расходов и солдат. Для покрытия расходов увеличивались косвенные налоги (на соль, продовольственные товары), что вызывало недовольство населения. На Святой Елене Наполеон говорил: «злополучная испанская война стала первопричиной несчастий».

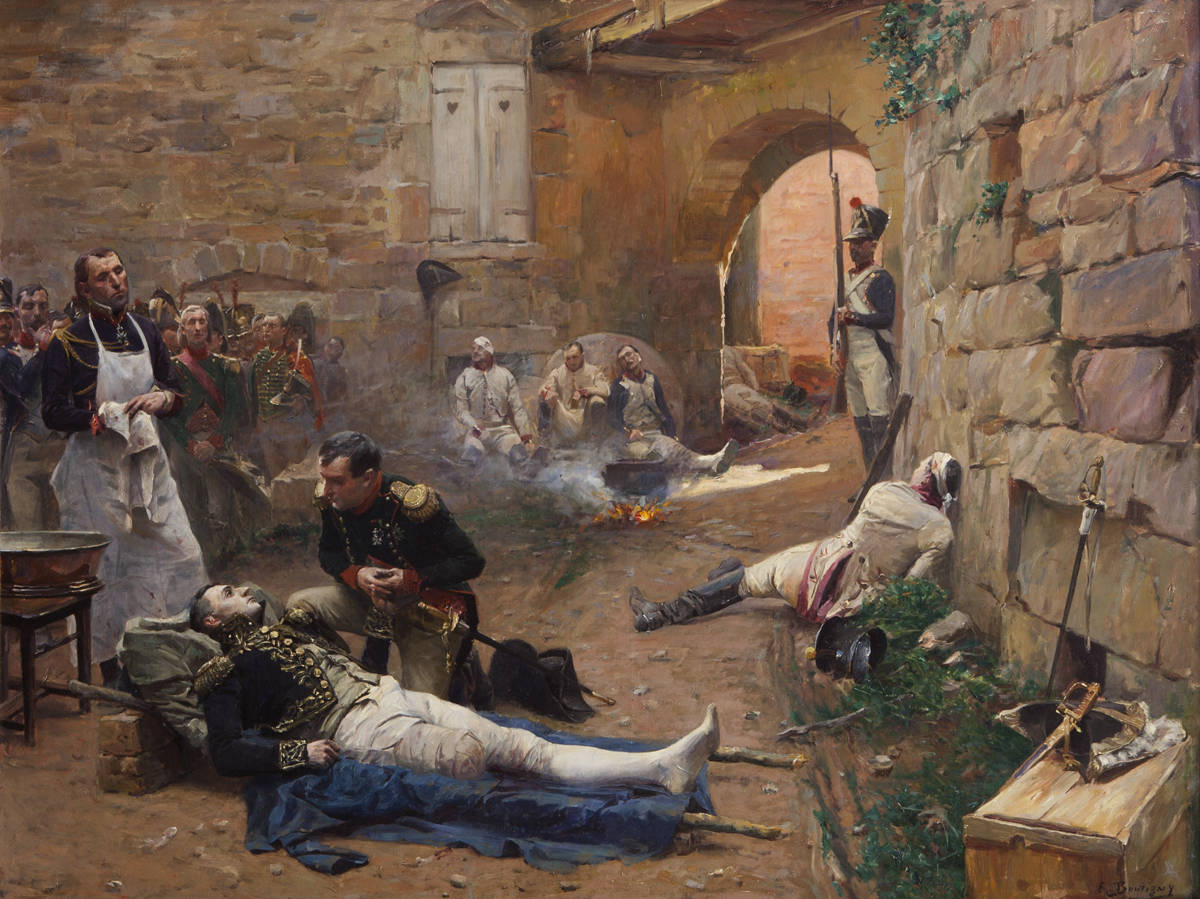
Наполеон возле смертельно раненого Ланна. Бутиньи (1894)

За время, прошедшее после подписания Пресбургского мира, в австрийской армии были проведены глубокие военные реформы под руководством эрцгерцога Карла. Рассчитывая воспользоваться антифранцузскими настроениями, набиравшими силу в Германии, 3 апреля 1809 года австрийский император Франц I объявил войну Франции. После начала боевых действий Австрия получила от Великобритании более 1 млн фунтов стерлингов в виде субсидии. Наполеон, увязший в Испании, пытался избежать войны, но без поддержки со стороны России не смог этого сделать. Однако благодаря энергичным усилиям за три месяца с января 1809 года он смог сформировать во Франции новую армию. Эрцгерцог Карл направил одновременно восемь корпусов в союзную Наполеону Баварию, два корпуса в Италию и один в Варшавское герцогство. Русские войска сосредоточились на восточных границах Австрийской империи, но в боевых действиях участия практически не приняли, позволив Австрии вести войну на один фронт (что вызвало гнев Наполеона).
Наполеон, подкреплённый войсками Рейнского союза, силами десяти корпусов отразил нападение на Баварию и 13 мая захватил Вену. Австрийцы переправились на северный берег разлившегося Дуная и разрушили за собой мосты. Наполеон решил форсировать реку с опорой на остров Лобау. Однако после того, как часть французских войск переправилась на остров, а часть — на северный берег, понтонный мост разорвался, а эрцгерцог Карл напал на переправившихся. В последовавшем 21—22 мая сражении при Асперне и Эсслинге Наполеон потерпел поражение и отступил. Неудача самого императора воодушевила все антинаполеоновские силы в Европе. После шести недель обстоятельной подготовки французские войска переправились через Дунай и одержали 5—6 июля победу в генеральном сражении при Ваграме, за которой 12 июля последовало Цнаймское перемирие, а 14 октября был заключён Шёнбруннский мир. По этому договору Австрия лишилась выхода к Адриатическому морю, передав Франции территории, из которых впоследствии Наполеон образовал Иллирийские провинции. Галиция была передана Великому герцогству Варшавскому, а Тарнопольский округ — России. Австрийская кампания показала, что армия Наполеона уже не имела прежнего преимущества перед противником на поле боя.

### Кризис империи

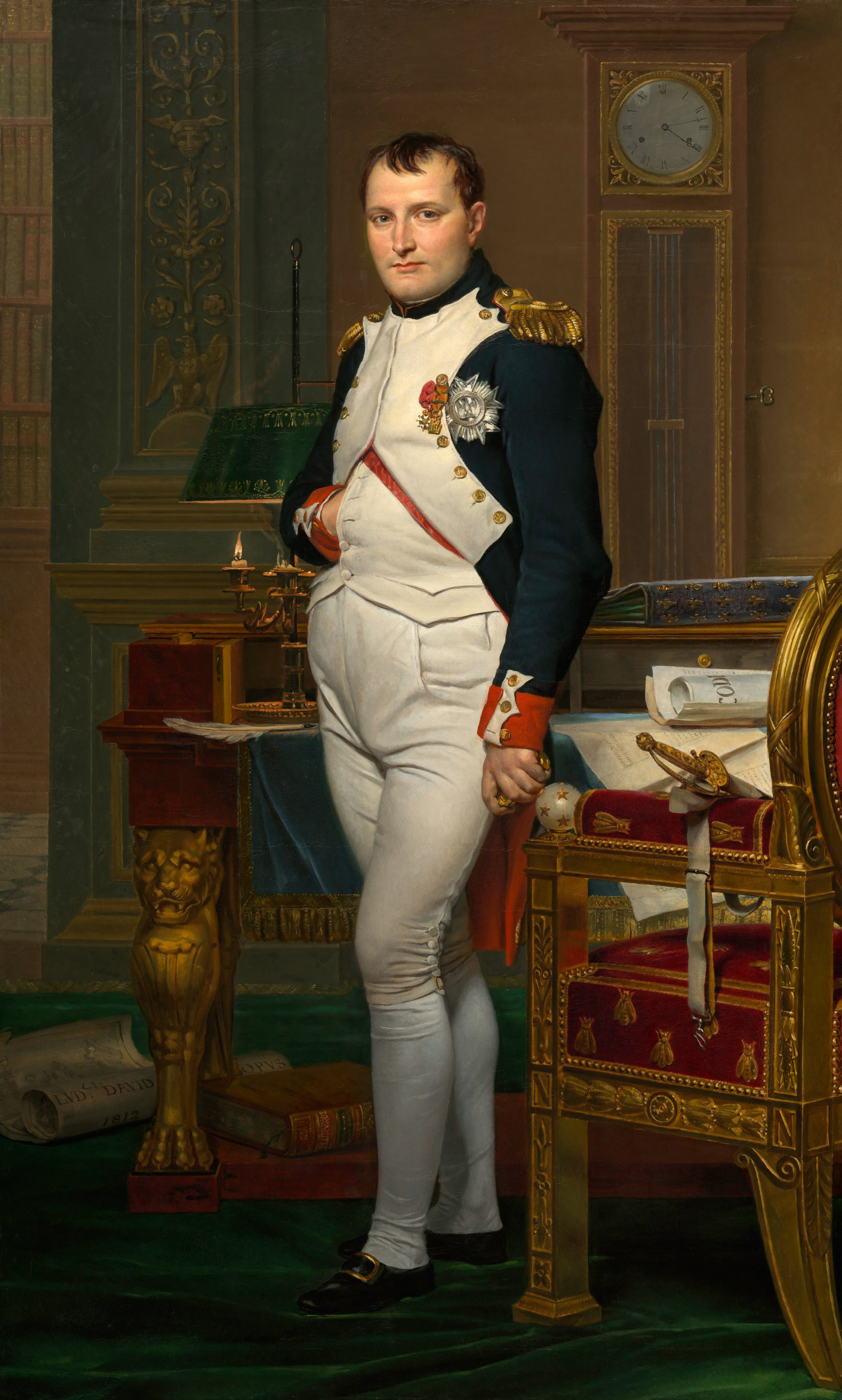
Император Наполеон в своём кабинете в Тюильри. Давид (1812)

Первая империя, 1812 год
Наполеоновская Франция
Зависимые государства

Политика Наполеона в первые годы его правления пользовалась поддержкой населения — не только собственников, но и малоимущих (рабочих, батраков): оживление экономики вело к росту зарплат, чему способствовали и постоянные наборы в армию. Наполеон выглядел спасителем отечества, войны вызывали национальный подъём, а победы — чувство гордости. Наполеон Бонапарт был человеком революции, а окружающие его маршалы, блестящие военачальники, происходили подчас из самых низов. Но постепенно народ начал уставать от войны, наборы в армию стали вызывать недовольство. В 1810 году вновь разразился экономический кризис, не прекращавшийся вплоть до 1815 года. Войны на просторах Европы теряли смысл, затраты на них стали раздражать буржуазию. Новое дворянство, которое создал Наполеон, так и не стало опорой его трона. Безопасности Франции, казалось, ничто не угрожало, а во внешней политике всё большую роль играло стремление императора укрепить и обеспечить интересы династии, не допустив, в случае своей смерти, как анархии, так и реставрации Бурбонов.
Во имя династических интересов Наполеон 12 января 1810 года развёлся с Жозефиной, от которой не имел детей, и просил у Александра I руки его младшей сестры, 15-летней великой княжны Анны Павловны. Предвидя отказ, он также обратился к Францу I с предложением о браке с его дочерью, австрийской принцессой Марией-Луизой, на которой Наполеон и женился 1 апреля 1810 года. 20 марта 1811 года у них родился сын — Наполеон II; поскольку Мария-Луиза приходилась внучатой племянницей французской королеве Марии-Антуанетте, её сын имел формальное право занять французский престол, но австрийский брак императора был крайне непопулярен во Франции.
В феврале 1808 года французские войска заняли Рим. Декретом от 17 мая 1809 года Наполеон объявил папские владения присоединёнными к Французской империи и упразднил власть Папы. В ответ на это папа Пий VII отлучил «грабителей наследства св. Петра» от церкви. Папская булла была прибита на дверях четырёх главных церквей Рима и выслана всем послам иностранных держав при папском дворе. Наполеон приказал арестовать Папу и держал его в плену до января 1814 года. 5 июля 1809 года французские военные власти вывезли его в Савону, а затем — в Фонтенбло под Парижем. Отлучение Наполеона от церкви негативно сказалось на авторитете его власти, в особенности в традиционно католических странах.
Континентальная блокада, хотя и нанесла ущерб Великобритании, не смогла привести к победе над ней. 3 июня 1810 года Наполеон отправил в отставку Фуше за тайные переговоры с англичанами о мире, которые он вёл якобы по поручению императора. Союзники и вассалы Первой империи, принявшие континентальную блокаду вопреки своим интересам, не стремились строго её соблюдать, росла напряжённость между ними и Францией. 3 июля того же года Наполеон лишил голландской короны своего брата Луи за несоблюдение континентальной блокады и требований по набору рекрутов, Голландия была присоединена к Франции. Признав, что континентальная система не позволяет достичь поставленных целей, император не отказался от неё, а ввёл так называемую «новую систему», при которой выдавались специальные лицензии на торговлю с Великобританией, причём преимущество при получении лицензий имели французские предприятия. Эта мера вызвала ещё большую враждебность в среде континентальной буржуазии.
Всё более очевидными становились противоречия между Францией и Россией. Патриотические движения ширились в Германии, в Испании не угасала герилья.

### Поход в Россию и крушение империи

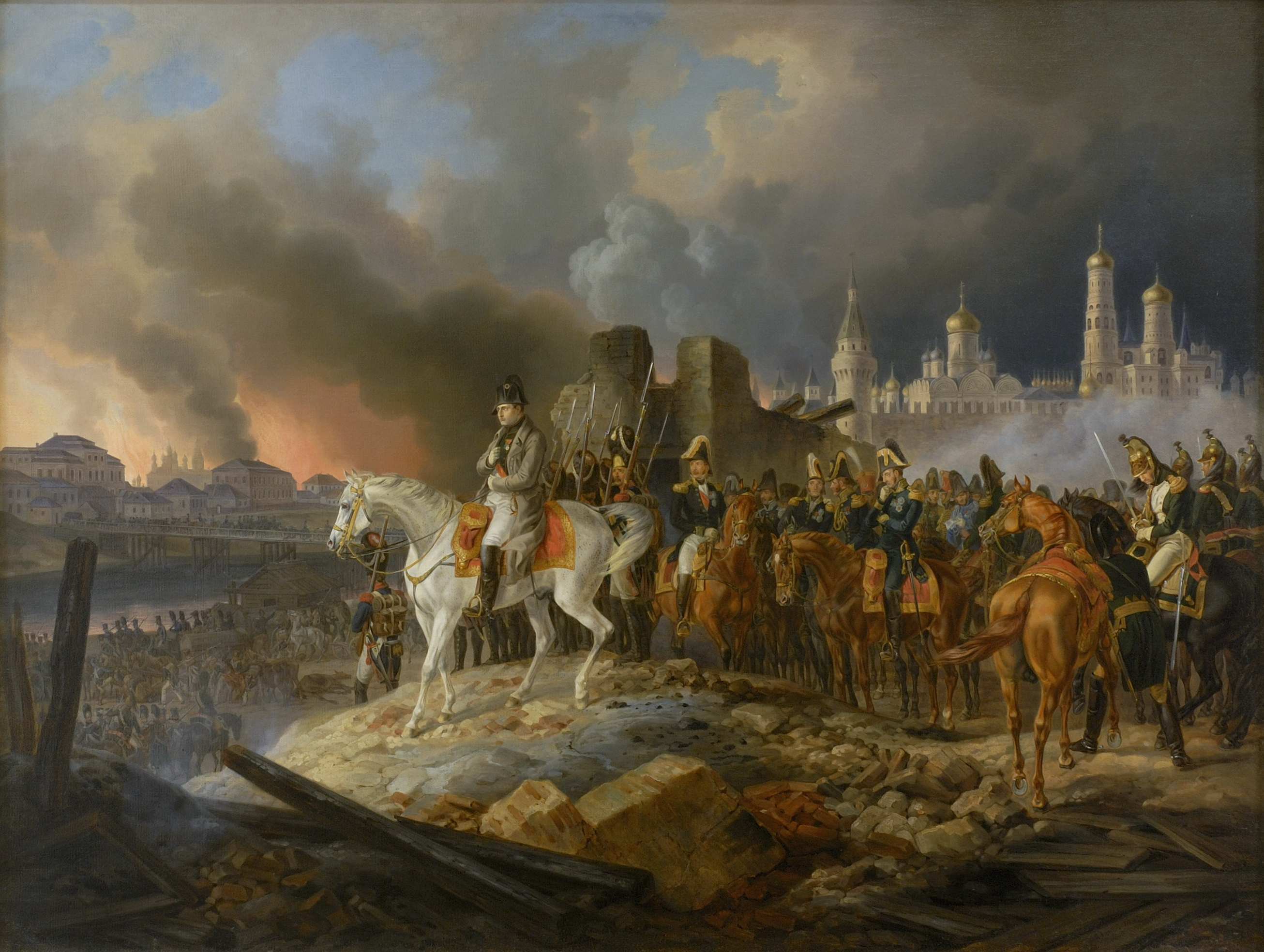
Московский пожар. Адам (1841)

Отступление Наполеона из Москвы. Нортен (1851)

Разорвав отношения с Александром I, Наполеон решился на войну с Россией. 450 тыс. солдат, собранных в Великую армию из разных стран Европы, в июне 1812 года перешли русскую границу; им противостояли 193 тыс. солдат в двух русских западных армиях. Наполеон пытался навязать русским войскам генеральное сражение; уклоняясь от превосходящего неприятеля и стремясь соединиться, две русские армии отступали вглубь страны, оставляя за собой разорённую территорию. Великая армия страдала от голода, жары, грязи, скученности и вызванных ими болезней; к середине июля из неё дезертировали целыми отрядами. Соединившись под Смоленском, русские армии пытались отстоять город, но безуспешно; 18 августа им пришлось возобновить отступление в сторону Москвы. Единую русскую армию возглавил М. И. Кутузов. Генеральное сражение, данное русскими войсками 7 сентября у деревни Бородино перед Москвой, не принесло Наполеону решительной победы. Русским войскам вновь пришлось отступить. 14 сентября Великая армия вошла в Москву.
Немедленно распространившийся после этого пожар уничтожил бо́льшую часть города. Рассчитывая на заключение мира с Александром, Наполеон неоправданно долго оставался в Москве; наконец, 19 октября он вышел из города в юго-западном направлении. Не сумев преодолеть оборону русской армии 24 октября у Малоярославца, Великая армия вынуждена была отступать по уже разорённой местности в направлении Смоленска. Русская армия следовала параллельным маршем, нанося противнику урон как в сражениях, так и партизанскими действиями. Страдая от голода, солдаты Великой армии превращались в грабителей и насильников; разгневанное население отвечало не меньшими жестокостями, закапывая пойманных мародёров заживо. В середине ноября Наполеон вошёл в Смоленск и не нашёл здесь запасов продовольствия. В связи с этим он был вынужден отступать дальше в сторону русской границы. С большим трудом ему удалось избежать полного разгрома при переправе через Березину 27—28 ноября. Огромная разноплеменная армия Наполеона не несла в себе прежнего революционного духа, вдали от родины на полях России она быстро таяла. Получив сообщение о попытке переворота в Париже и желая собрать новые войска, Наполеон уехал в Париж 5 декабря. В своём последнем бюллетене он признал катастрофу, но списал её исключительно на суровость русской зимы, хотя зимняя погода проявилась только в самом конце похода Наполеона. Из России вернулись лишь 25 тыс. солдат из тех 450 тыс., что входили в центральную часть Великой армии. Наполеон потерял в России почти всех лошадей; эту потерю он так и не смог возместить.
Поражение в русской кампании положило конец легенде о непобедимости Бонапарта. Несмотря на усталость русской армии и нежелание русских военачальников продолжать войну за пределами России, Александр I принял решение перенести боевые действия на территорию Германии. Пруссия присоединилась к новой антинаполеоновской коалиции. В несколько месяцев Наполеон собрал новую 300-тысячную армию из юношей и стариков и обучил её на марше в Германию. В мае 1813 года в сражениях при Лютцене и Бауцене Наполеон сумел нанести поражения союзникам, несмотря на нехватку кавалерии. 4 июня было заключено перемирие, Австрия выступила посредником между воюющими сторонами. Министр иностранных дел Австрии Меттерних на встречах с Наполеоном в Дрездене предлагал заключить мир на условиях восстановления Пруссии, раздела Польши между Россией, Пруссией и Австрией и возвращения Иллирии австрийцам; но Наполеон, считая военные завоевания основой своей власти, отказался.

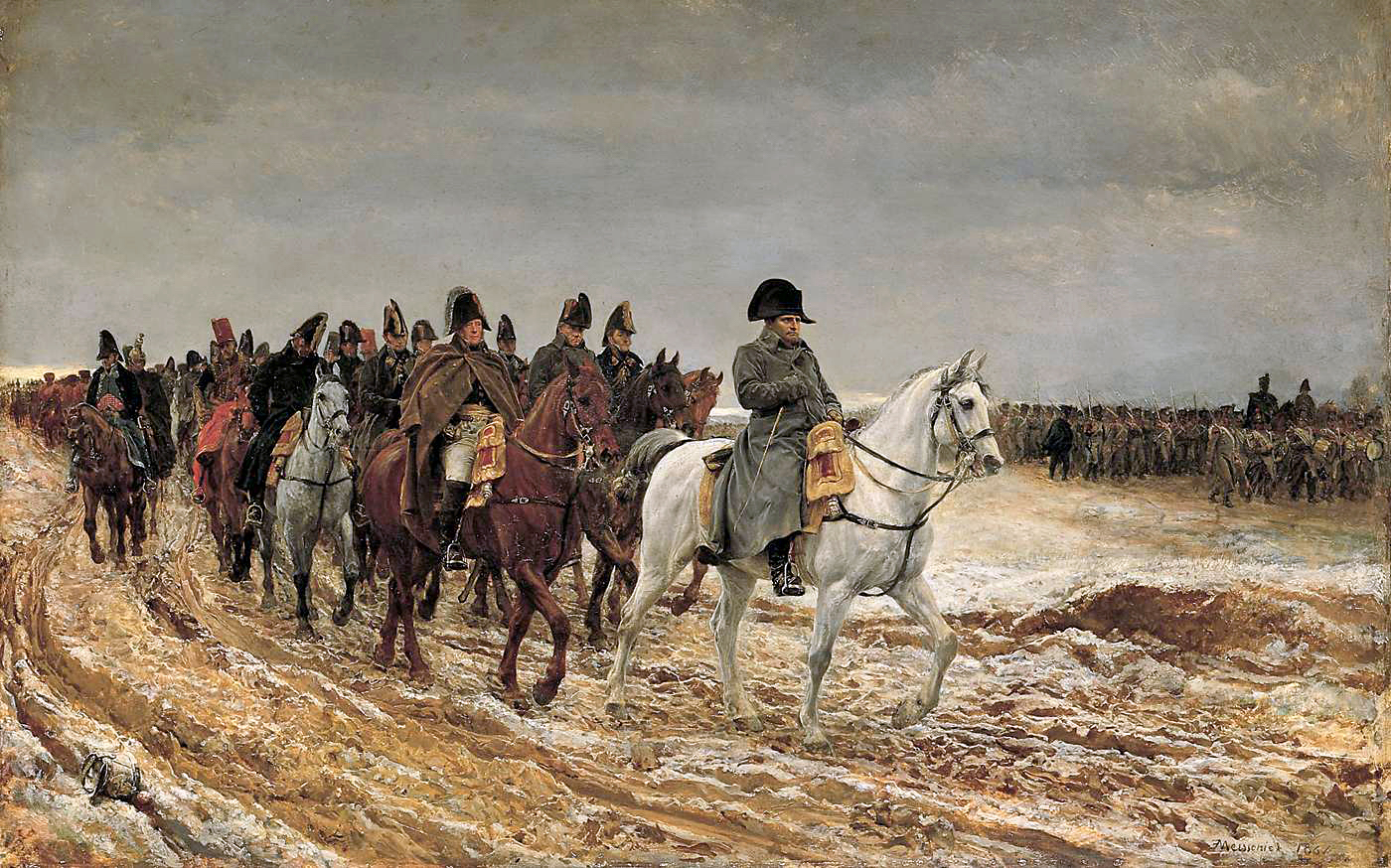
Кампания 1814 года. Месонье (1864)

Испытывая острый финансовый кризис и соблазняемая английскими субсидиями, по окончании перемирия 10 августа Австрия присоединилась к шестой коалиции. Так же поступила Швеция. В соответствии с Трахенбергским планом союзники сформировали три армии под командованием Бернадотта, Блюхера и Шварценберга. Наполеон также разделил свои силы. В крупном сражении при Дрездене Наполеон взял верх над союзниками; однако его маршалы, действуя самостоятельно, потерпели ряд болезненных поражений при Кульме, Кацбахе, Гросберене и Денневице. Перед лицом грозящего окружения Наполеон со 160-тысячной армией дал под Лейпцигом генеральное сражение соединённым русским, австрийским, прусским и шведским войскам общей численностью 320 тысяч человек (16 — 19 октября 1813). На третий день этой «Битвы народов» на сторону союзников перешли саксонцы из корпуса Ренье, а затем и вюртембергская кавалерия.
Поражение в Битве народов привело к отпадению Германии и Голландии, распаду Швейцарской конфедерации, Рейнского союза и Итальянского королевства. В Испании, где французы терпели поражение, Наполеону пришлось восстановить власть испанских Бурбонов (ноябрь 1813). Чтобы заручиться поддержкой депутатов, в декабре 1813 года Наполеон созвал заседание Законодательного корпуса, однако распустил палату после того, как она приняла нелояльное постановление. В конце 1813 года союзные армии форсировали Рейн, вторглись в Бельгию и двинулись на Париж. 23 января 1814 года Наполеон устроил свой последний приём для офицеров в Тюильри. На рассвете 25 января он в последний раз увидел своего сына, после чего направился к войскам. 250-тысячной армии союзников Наполеон мог противопоставить только 80 тысяч рекрутов. В серии сражений он одержал победы над отдельными соединениями союзников. Однако 31 марта 1814 года коалиционные войска под предводительством русского царя Александра I и короля Пруссии вступили в Париж.

## Остров Эльба и Сто дней

### Первое отречение и первая ссылка

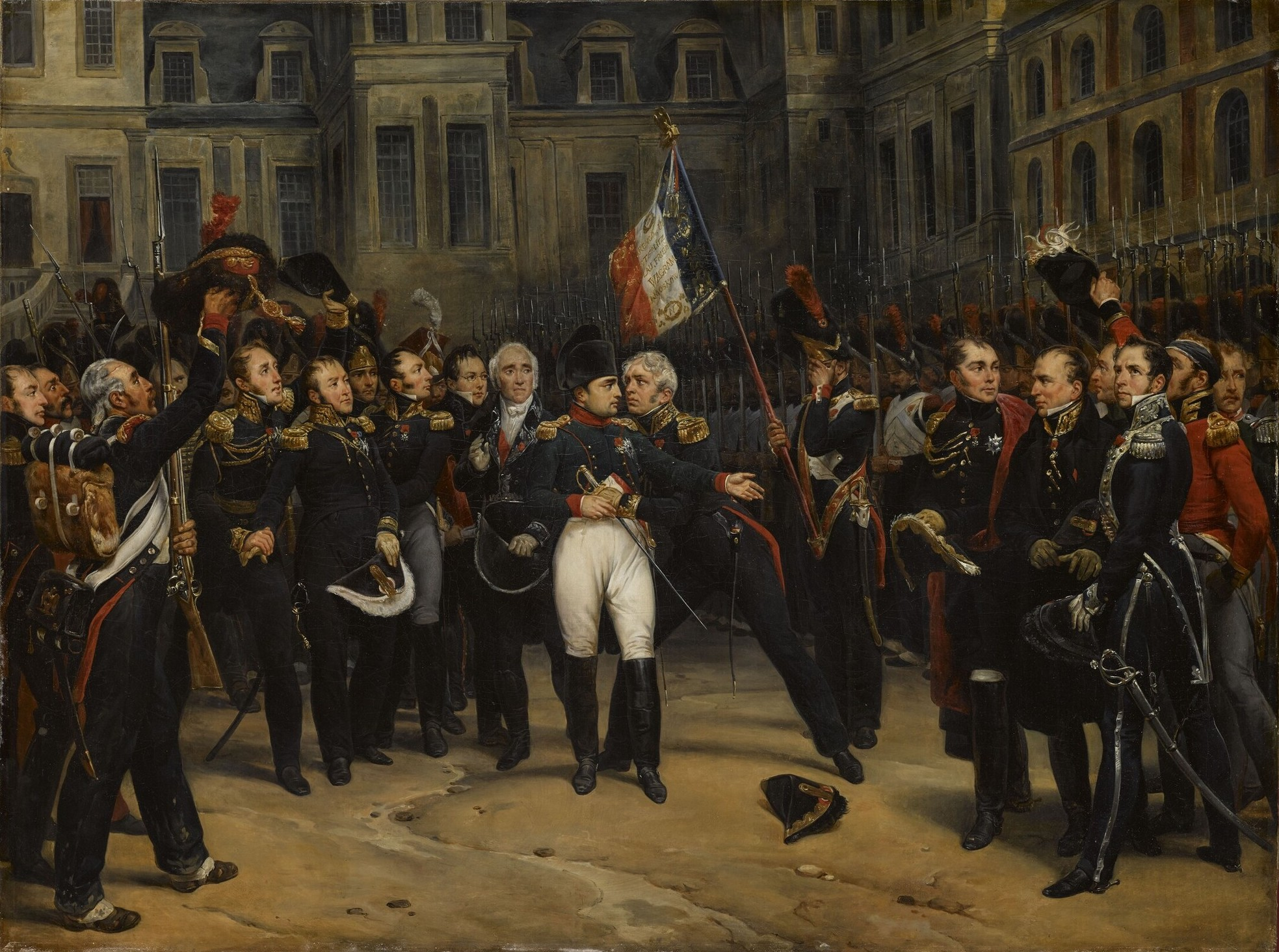
Прощание Наполеона с императорской гвардией 20 апреля 1814. Монфор (XIX век)

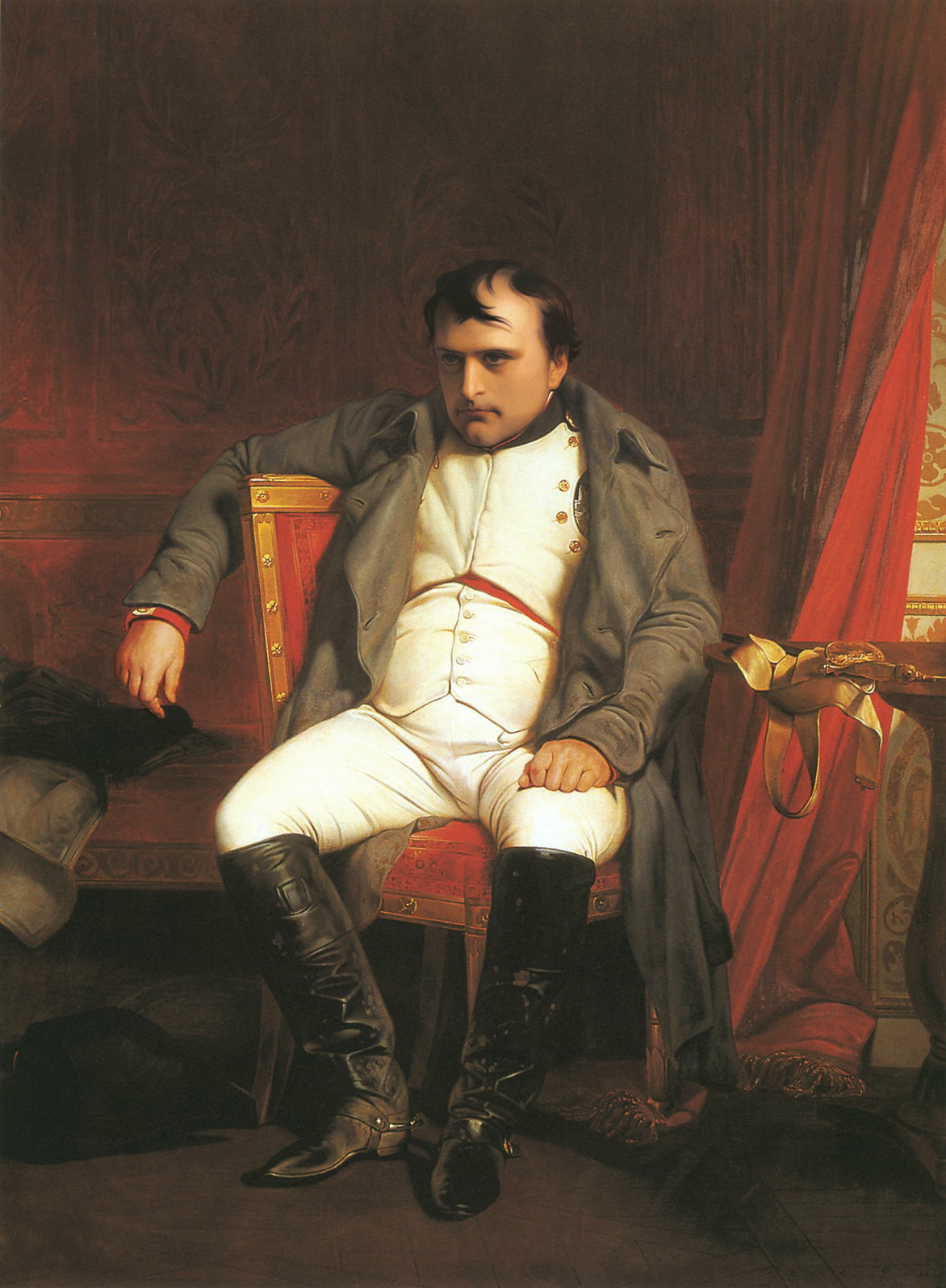
После отречения во дворце Фонтенбло. Деларош (1845)

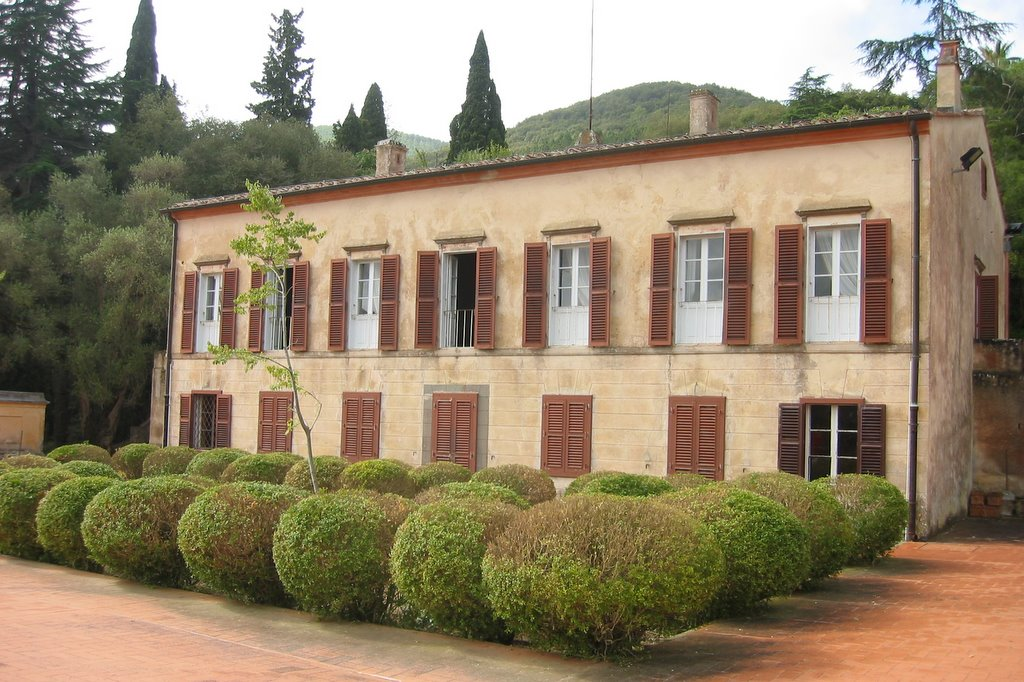
Вилла Наполеона в Сан-Мартино (Эльба)

Наполеон был готов продолжать борьбу, однако 3 апреля Сенат провозгласил его отстранение от власти и сформировал временное правительство во главе с Талейраном. Маршалы (Ней, Бертье, Лефевр) убеждали его отречься в пользу сына. 6 апреля 1814 года во дворце Фонтенбло под Парижем Наполеон отрёкся от престола. В ночь с 12 на 13 апреля 1814 года в Фонтенбло, переживая поражение, оставленный своим двором (рядом с ним были только несколько слуг, врач и генерал Коленкур), Наполеон решил покончить с собой — он принял яд, который всегда носил при себе после битвы под Малоярославцем, когда только чудом не попал в плен. Но яд разложился от долгого хранения, и Наполеон выжил. По Фонтенблоскому договору, который Наполеон подписал с союзными монархами, он получил во владение небольшой остров Эльба в Средиземном море. 20 апреля 1814 года Наполеон покинул Фонтенбло и отправился в ссылку.
На Эльбе Наполеон активно занялся развитием экономики острова. В соответствии с условиями договора в Фонтенбло, ему была обещана ежегодная рента в размере 2 млн франков из французского казначейства. Однако он так и не получил денег и к началу 1815 года оказался в сложном финансовом положении. Мария-Луиза с сыном, находясь под влиянием Франца I, отказались приехать к нему. Жозефина умерла в Мальмезоне 29 мая 1814 года, как сказал позднее Наполеону лечивший её доктор, «от горя и тревоги за него». Из родственников Наполеона только его мать и сестра Полина приехали навестить его на Эльбе. Наполеон внимательно следил за происходившим во Франции, принимал гостей и обменивался тайными посланиями со своими сторонниками.
24 апреля 1814 года в Кале высадился прибывший из Англии Людовик XVIII. Вместе с Бурбонами вернулись и эмигранты, стремившиеся к возврату имущества и привилегий («они ничему не научились и ничего не забыли»). В июне король даровал Франции новую конституцию. Конституция 1814 года сохраняла многое из имперского наследия, но сосредотачивала власть в руках короля и его приближённых. Роялисты требовали полного возврата старых порядков. Новые собственники земель, некогда конфискованных у эмигрантов и церкви, опасались за свою собственность. Военные были недовольны резким сокращением армии. На собравшемся в сентябре 1814 года Венском конгрессе союзные державы раскололись по вопросу о дележе отвоёванных территорий.

### Сто дней и второе отречение

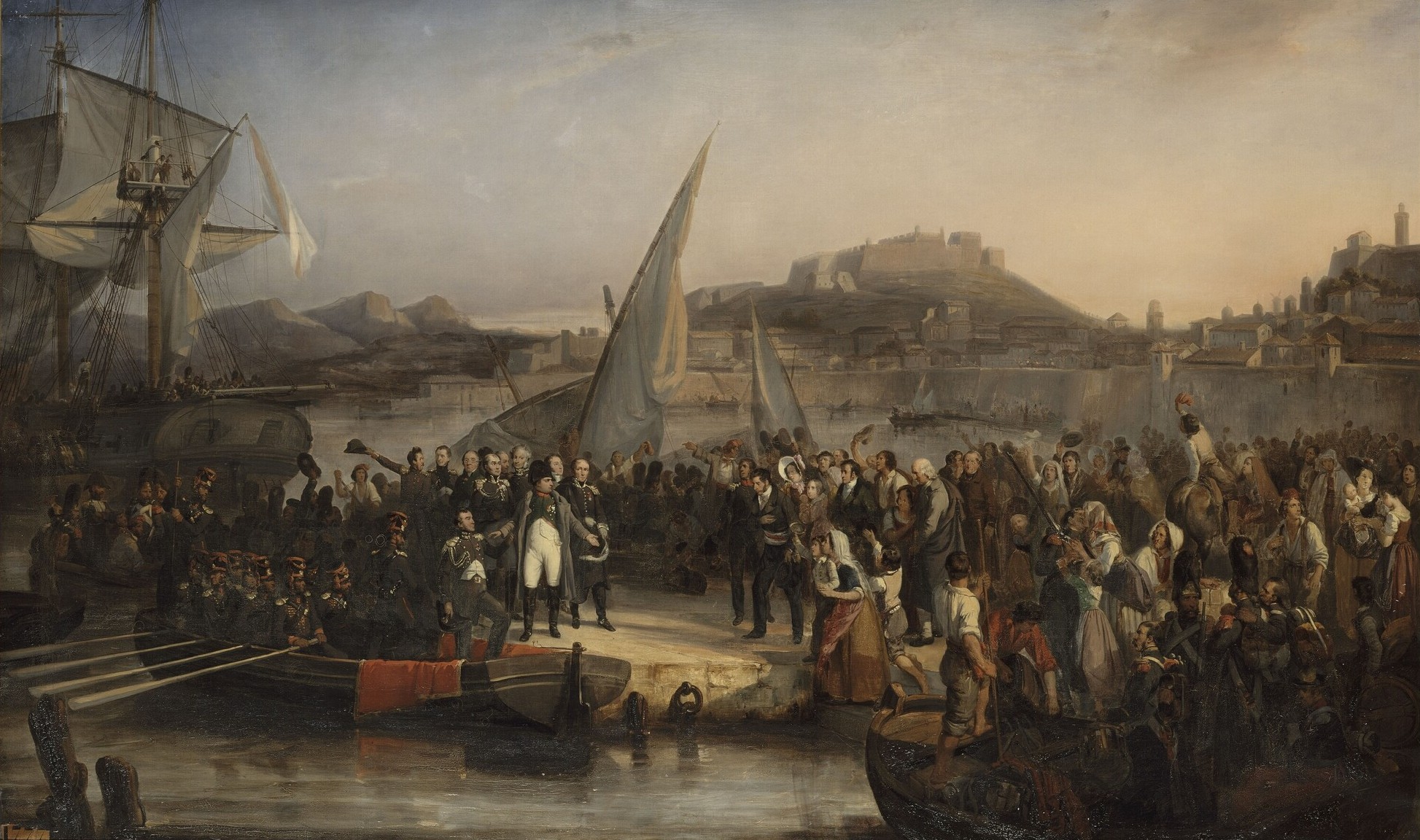
Наполеон покидает Эльбу. Бом (1836)

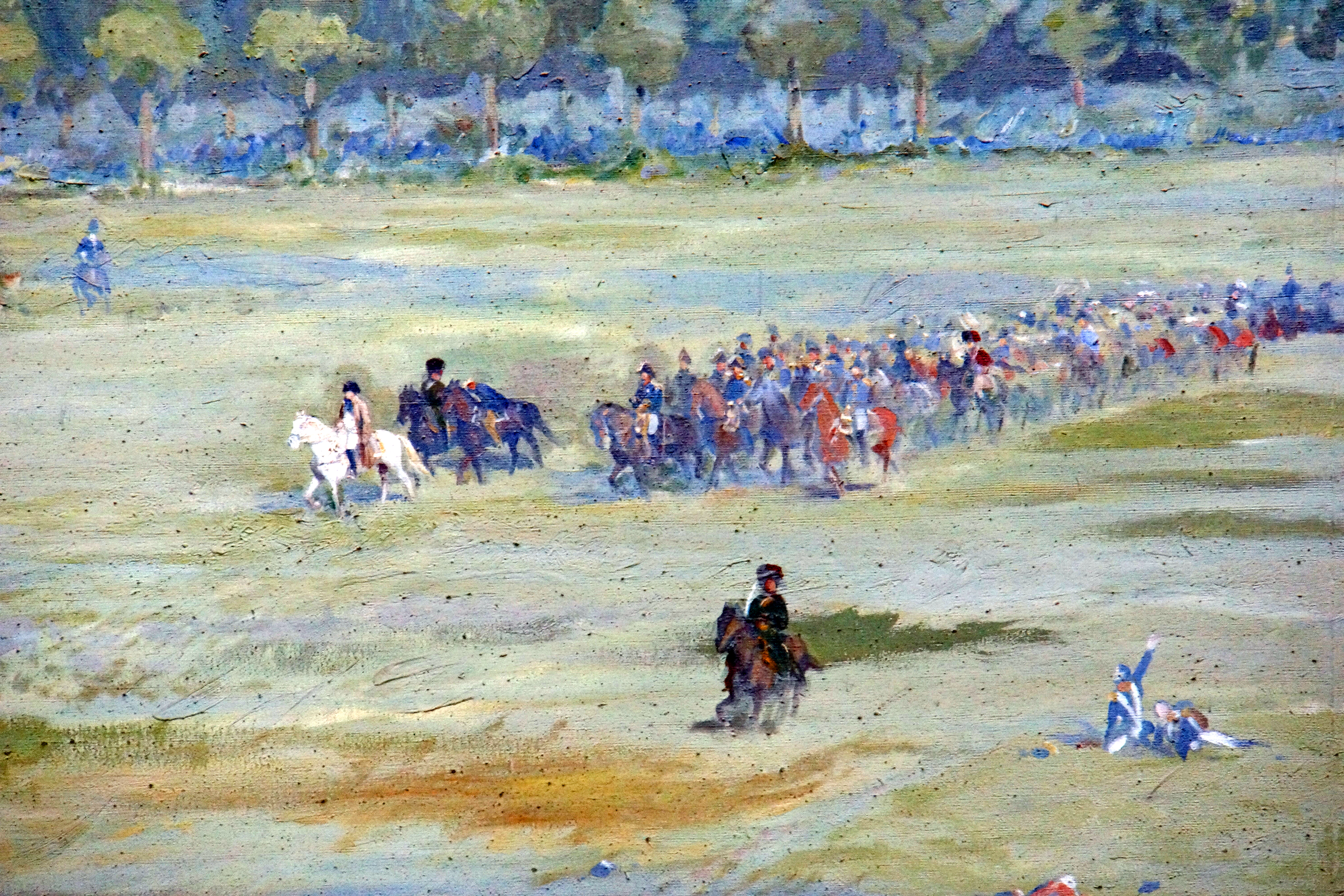
Наполеон при Ватерлоо (деталь панорамы на месте битвы)

Воспользовавшись благоприятной политической ситуацией, Наполеон бежал с Эльбы 26 февраля 1815 года. 1 марта он высадился в заливе Жуан недалеко от Канн с 1 тыс. солдат и направился в Париж по дороге через Гренобль, в обход пророялистски настроенного Прованса. 7 марта перед Греноблем 5-й линейный полк перешёл на сторону Наполеона после его страстной речи: «Вы можете застрелить вашего императора, если захотите!» От Гренобля до Парижа Наполеон прошёл, встречаемый восторженными толпами народа. 18 марта у Осера к нему примкнул Ней, обещавший Людовику XVIII «привезти Бонапарта в клетке». 20 марта Наполеон въехал в Тюильри.
На Венском конгрессе державы уладили свои разногласия к моменту посадки Наполеона на корабли. Получив известие о том, что Наполеон во Франции, 13 марта они объявили его вне закона. 25 марта державы объединились в новую, седьмую коалицию, и условились выставить 600 тыс. солдат. Напрасно Наполеон убеждал их в своём миролюбии. Во Франции стали стихийно формироваться революционные федерации для защиты родины и порядка. 15 мая вновь восстала Вандея, крупная буржуазия бойкотировала новую власть. Однако Наполеон не воспользовался революционными настроениями народа для борьбы с внешними и внутренними врагами («Не желаю быть королём Жакерии»). Стремясь опереться на либеральную буржуазию, он поручил Констану разработать проект новой конституции, которая была одобрена на плебисците (при низкой явке) и ратифицирована во время церемонии 1 июня 1815 года на Майском поле. В соответствии с новой конституцией были сформированы Палата пэров и Палата представителей.
Война возобновилась, но Франция уже была не в силах нести её бремя. 15 июня Наполеон с армией в 125 тыс. человек выступил в Бельгию навстречу британским (90 тыс. под командованием Веллингтона) и прусским (120 тыс. под командованием Блюхера) войскам, намереваясь разбить союзников по частям до подхода русских и австрийских сил. В битвах при Катр-Бра и Линьи он потеснил британцев и пруссаков. Однако в генеральном сражении около бельгийской деревни Ватерлоо 18 июня 1815 года он потерпел окончательное поражение. Оставив армию, 21 июня вернулся в Париж.
22 июня Палата представителей сформировала временное правительство во главе с Фуше и потребовала отречения Наполеона. В тот же день Наполеон отрёкся во второй раз. 25 июня он был вынужден уехать из Франции и, понадеявшись на благородство правительства Великобритании, 15 июля возле острова Экс добровольно сел на английский линейный корабль «Беллерофон», рассчитывая получить политическое убежище у своих давних врагов — англичан.

## Остров Святой Елены

### Ссылка

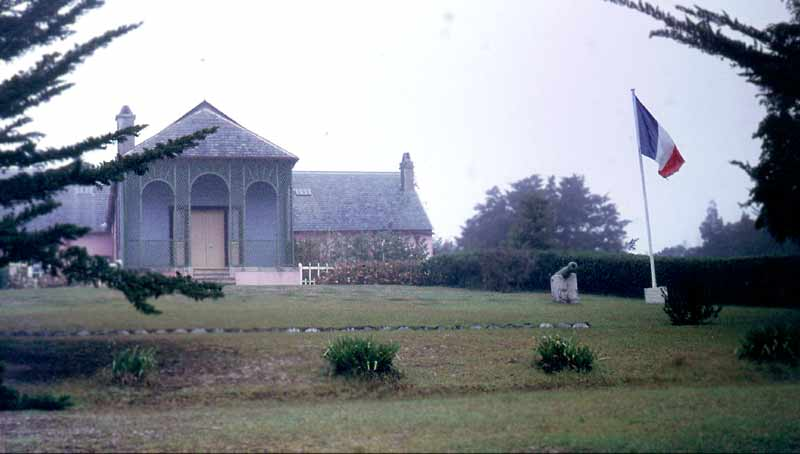
Поместье Лонгвуд-Хаус на острове Святой Елены, где жил сосланный Наполеон

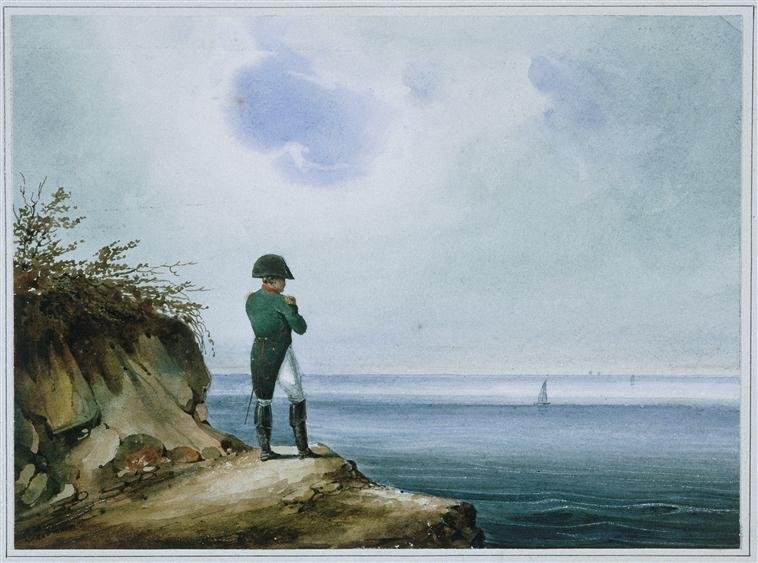
Наполеон на острове Св. Елены. Зандманн (XIX век)

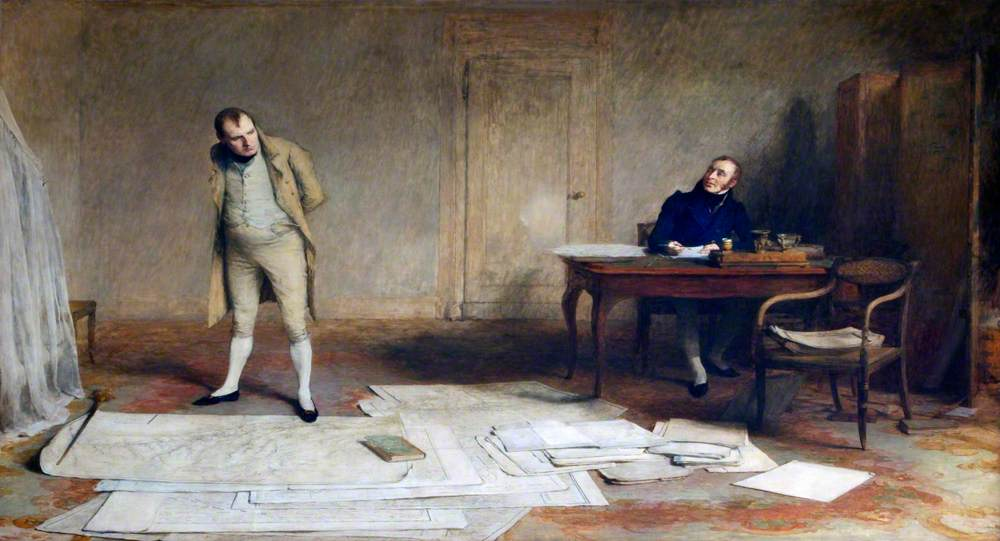
Наполеон диктует мемуары Лас Казу. Орчардсон (XIX век)

Но британский кабинет министров рассудил иначе: Наполеон стал пленником и был отправлен на далёкий остров Святой Елены в Атлантическом океане (англичане выбрали его из-за удалённости от Европы, опасаясь повторного побега Наполеона из ссылки).
Узнав об этом решении, Наполеон сказал: «Это хуже, чем железная клетка Тамерлана! Я предпочёл бы, чтобы меня выдали Бурбонам».
9 августа 1815 года на борту корабля «Нортумберленд» бывший император покинул Европу.
Наполеону было разрешено выбрать офицеров в сопровождающие, он выбрал Бертрана, Монтолона, Лас Каза и Гурго; всего в свите Наполеона было 26 человек, в том числе камердинер Луи-Жозеф Маршан.
Девять кораблей эскорта с 1 тыс. солдат сопровождали его корабль.
17 октября 1815 года Наполеон прибыл в Джеймстаун.
Местом обитания Наполеона и его свиты стало поместье Лонгвуд-Хаус (бывшая резиденция лейтенант-губернатора), расположенное в посёлке Лонгвуд на горном плато с влажным и нездоровым климатом.
Дом окружали часовые, дозорные сообщали сигнальными флажками обо всех действиях Наполеона. Прибывший 14 апреля 1816 года новый губернатор Лоу ещё больше ограничил свободу низложенного императора.
На самом деле Наполеон не строил планов побега. По прибытии на Святую Елену он подружился с Бетси, деятельной 14-летней дочерью суперинтенданта Ост-Индской компании Балкомба, и по-детски дурачился с ней. В последующие годы он иногда принимал посетителей, останавливавшихся на острове.
В июне 1816 года он начал диктовать воспоминания, изданные через два года после его смерти Лас Казом в четырёх томах под названием «Мемориал Святой Елены»; «Мемориал» стал самой читаемой книгой XIX века.
В 1820 году американец-контрабандист Джонсон вызвался освободить Наполеона I с острова Святой Елены в подводной лодке своей системы. Деньги на постройку были собраны, но смерть императора разрушила это предприятие.

### Смерть

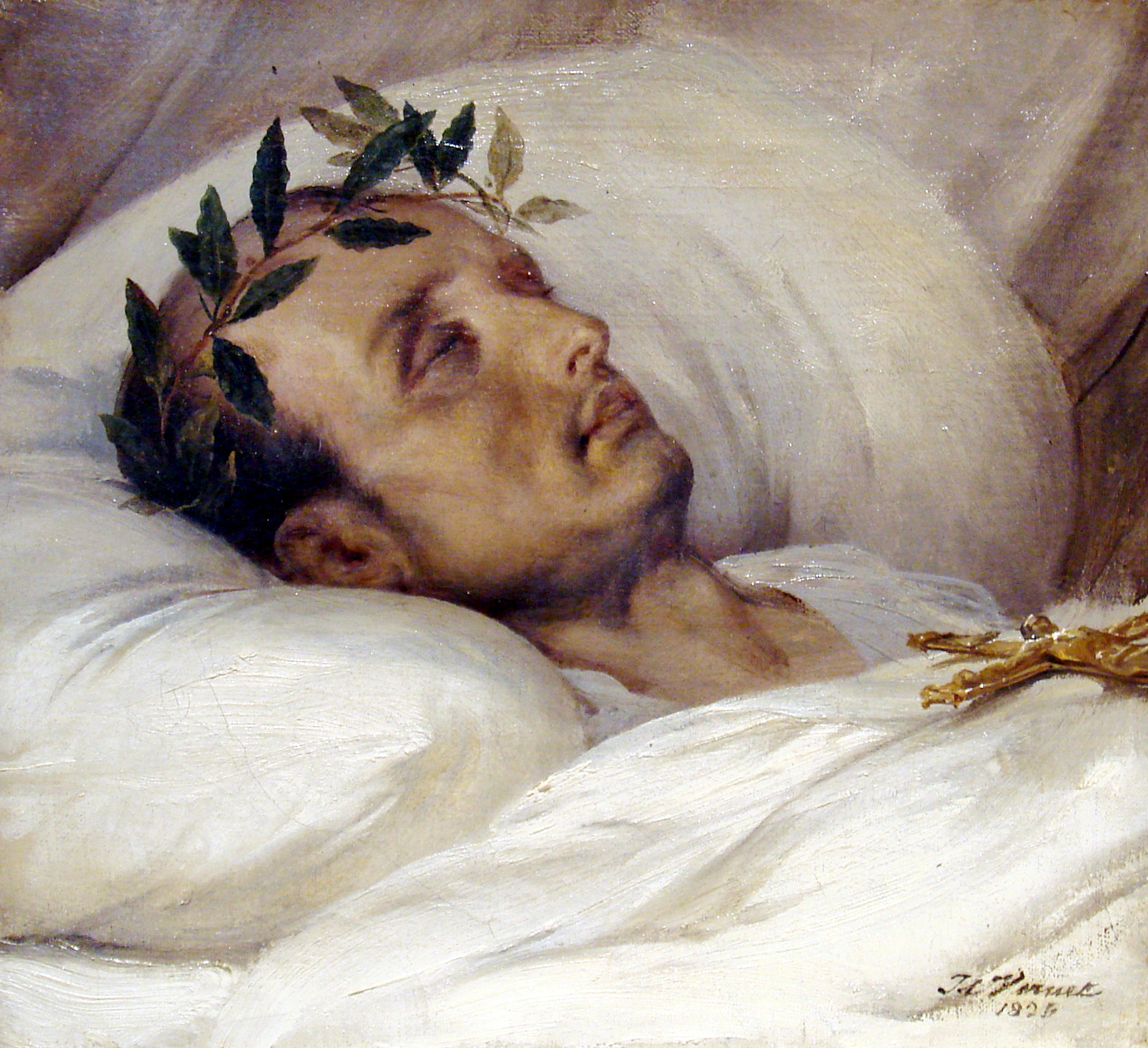
Наполеон на смертном одре. Верне (1826)

С октября 1816 года состояние здоровья Наполеона стало ухудшаться — из-за того, что он стал вести малоподвижный образ жизни (конфликт с Лоу привёл к отказу от прогулок) и из-за постоянно подавленного настроения.
В октябре 1817 года врач Наполеона О’Мира поставил ему диагноз «гепатит». Первоначально он надеялся на изменения в европейской политике, на приход к власти в Великобритании принцессы Шарлотты, известной своими симпатиями к нему, но принцесса умерла в ноябре 1817 года.
В 1818 году Балкомбы уехали с острова, Лоу выслал О’Миру.

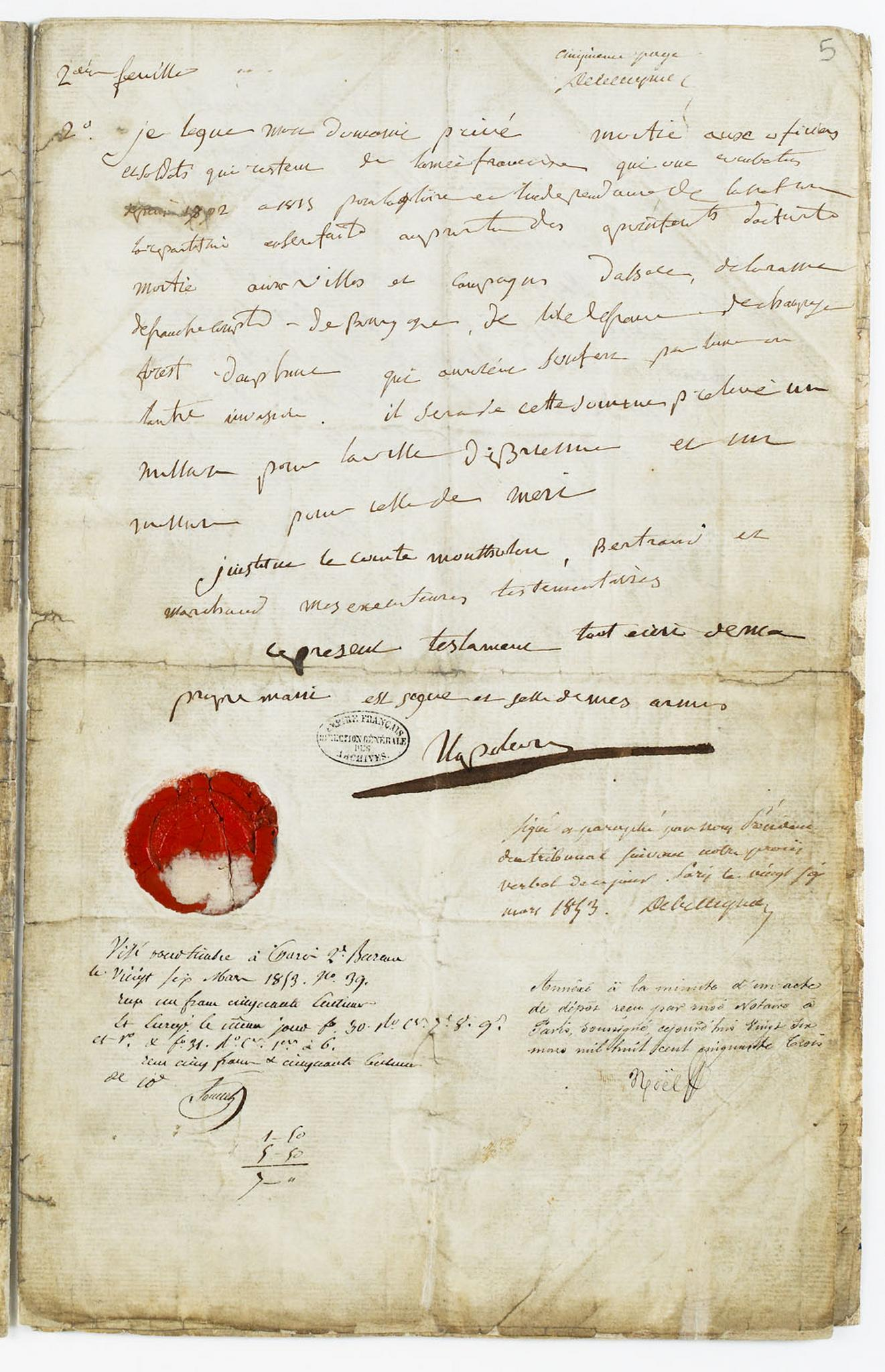
Завещание Наполеона

В 1818 году Наполеон впал в депрессию, всё чаще болел, жаловался на боль в правом боку. Он подозревал, что это рак — болезнь, от которой умер его отец. В сентябре 1819 года на остров приехал врач Антоммарки, присланный матерью Наполеона и кардиналом Фешем, но он уже не мог помочь больному. В марте 1821 года состояние Наполеона ухудшилось настолько, что он уже не сомневался в близкой смерти. 15 апреля 1821 года он продиктовал своё завещание. Наполеон умер в субботу, 5 мая 1821 года, в 17 часов 49 минут. Его последними словами, сказанными в бреду, были «Голова армии!» (фр. La tête de l'armée!).
Примерно 6 мая была сделана посмертная маска, хотя остаётся неясным, кто из докторов её сделал. В США также хранится половой член Наполеона, однако его подлинность вызывает споры. Наполеон был похоронен недалеко от Лонгвуда возле родника Торбет, заросшего ивами.
Есть версия, что Наполеон был отравлен. В 1960 году Стен Форсхуфвуд с коллегами исследовали волосы Наполеона и нашли в них мышьяк в концентрации, которая примерно на порядок превышала нормальную. Однако многочисленные анализы, проведённые в 1990-х — 2000-х годах, показывают, что содержание мышьяка в волосах Наполеона менялось день ото дня, а иногда даже в течение одного дня. Объяснением может быть то, что Наполеон пользовался порошком для волос, в состав которого входил мышьяк; или то, что волосы Наполеона, которые он дарил своим поклонникам, по обычаям тех лет сохраняли в порошке, содержащем мышьяк. Версия об отравлении в настоящее время не находит никакого подтверждения. Гастроэнтерологи в исследовании 2007 года доказывают, что кончина императора объясняется первой же известной официальной версией — раком желудка (по данным вскрытия, у императора было две язвы желудка, одна из которых оказалась сквозной и достигала печени).

### Возвращение останков

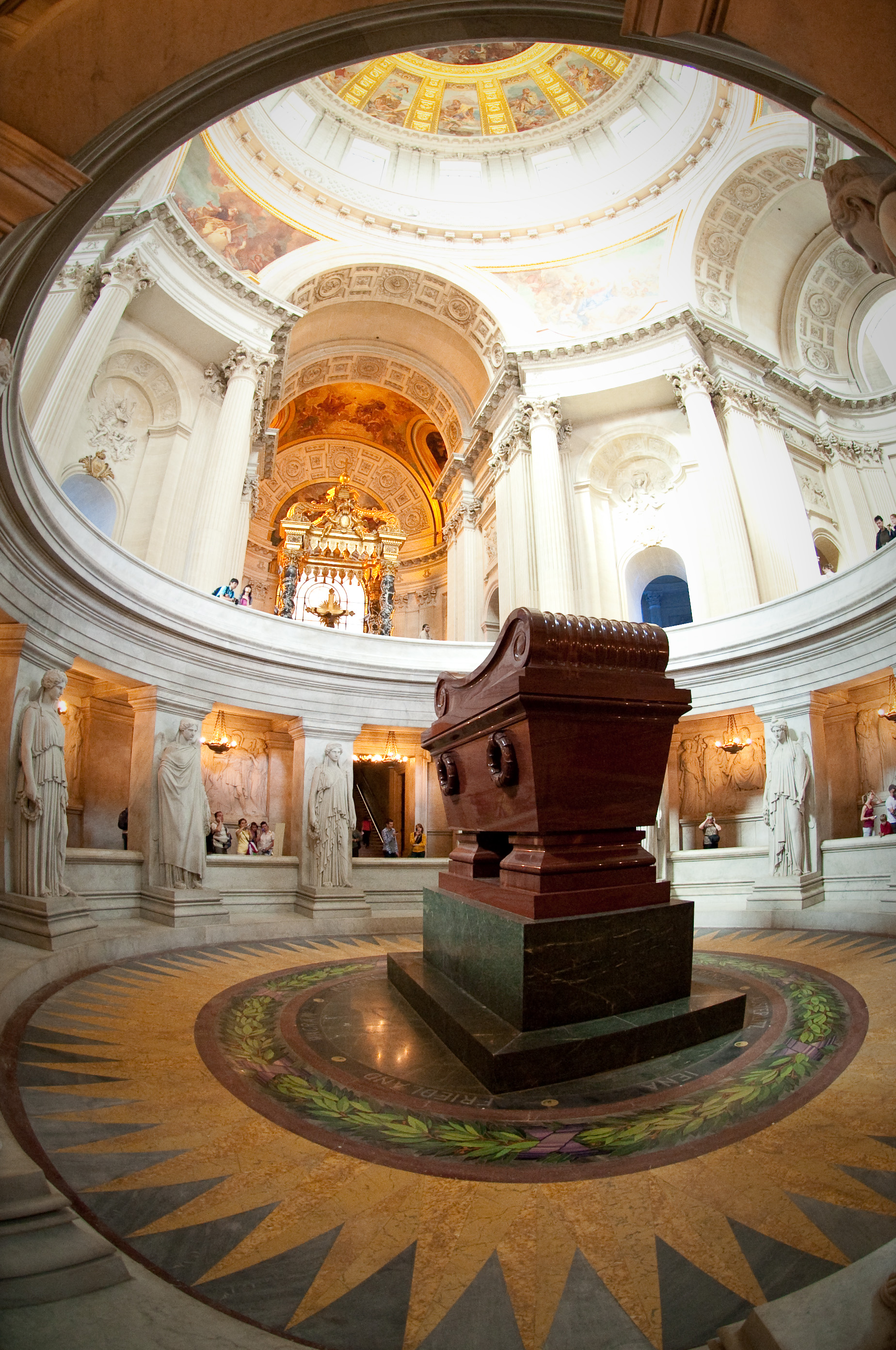
Гробница Наполеона в Доме инвалидов

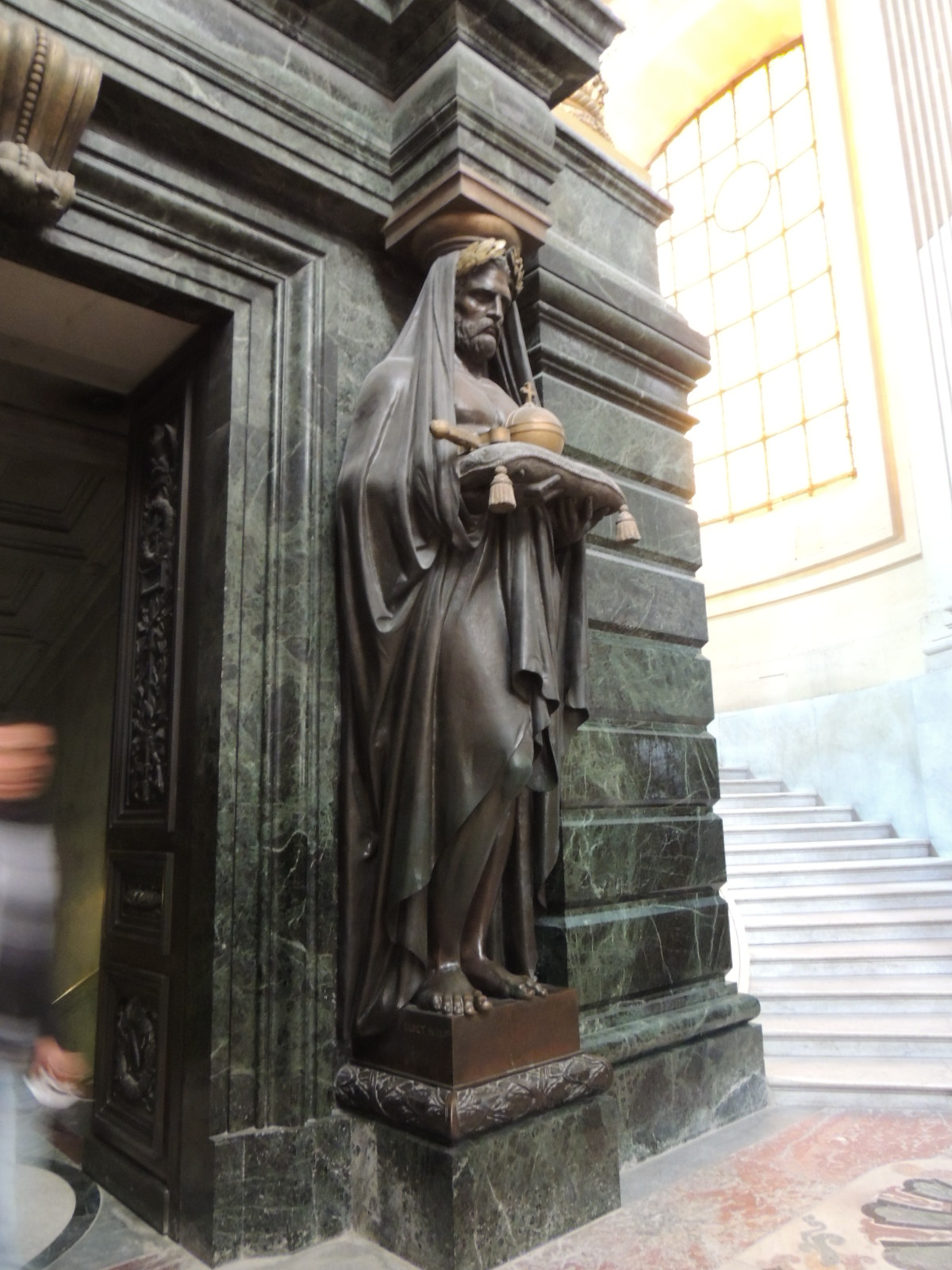
Вход в крипту

В 1840 году король Луи-Филипп I послал на остров Святой Елены делегацию во главе с принцем Жуанвильским, с участием Бертрана и Гурго, для выполнения последней воли Наполеона — быть похороненным во Франции. Останки Наполеона были перевезены на фрегате «Бель Пуль» под командованием капитана Шарне во Францию. В морозный день 15 декабря кортеж проехал по улицам Парижа на глазах миллиона французов. Останки были захоронены в Доме инвалидов в присутствии наполеоновских маршалов.
Саркофаг из красного кварцито-песчаника («шокшинского порфира») работы Висконти с останками императора Наполеона располагается в крипте собора. Вход в крипту охраняют две бронзовые фигуры, держащие скипетр, императорскую корону и державу. Гробницу окружают 10 мраморных барельефов о государственных деяниях Наполеона и 12 статуй работы Прадье, посвящённых его военным кампаниям.

## Наследие

### Государственное управление

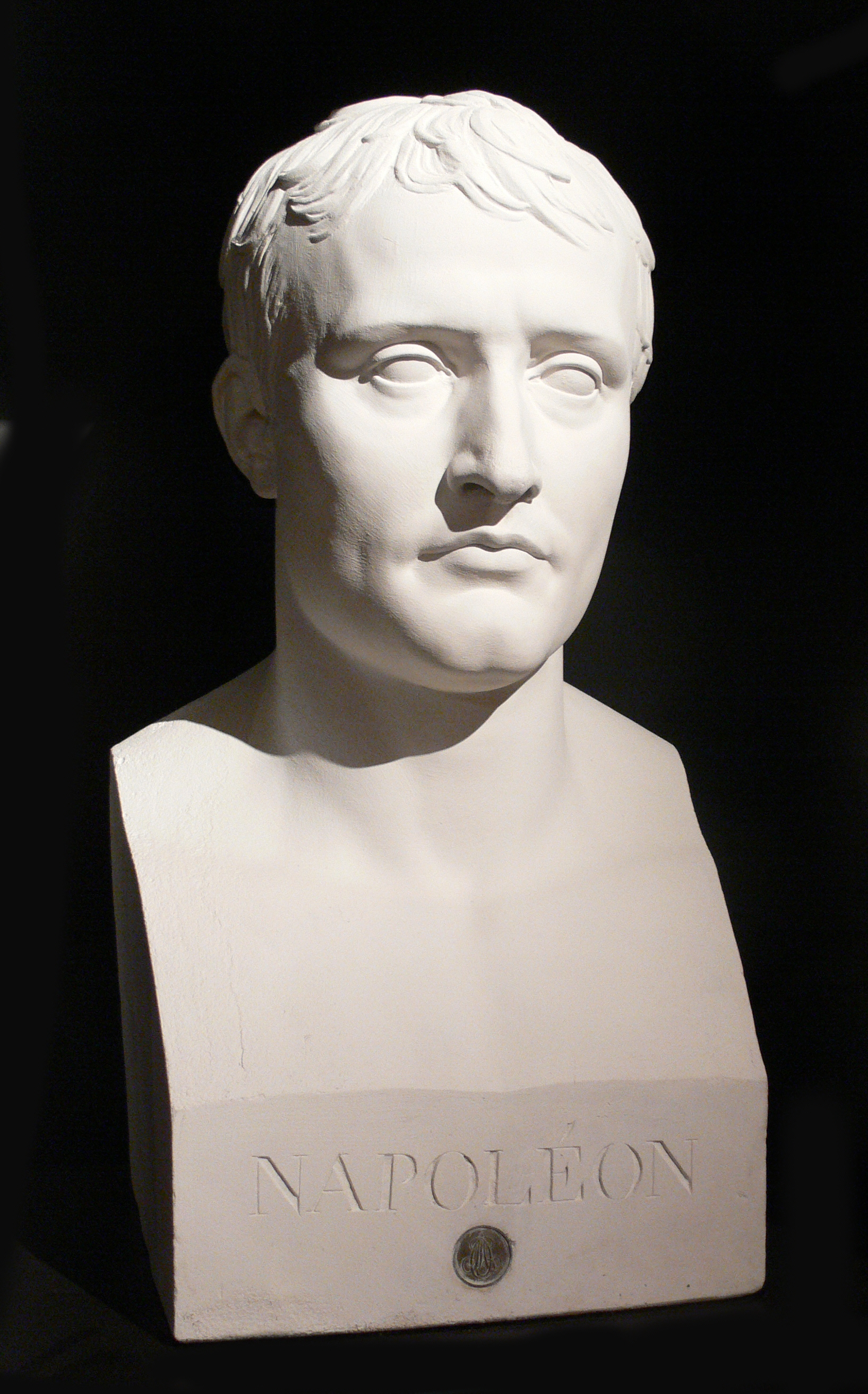
Бюст Наполеона. Канова (после 1802)

Именно достижения Наполеона в сфере государственного управления, а не военные победы и завоевания французской армии, являются важнейшей частью наполеоновского наследия. Причём основные из этих достижений приходятся на относительно мирные годы Консульства. По мнению исследователя Дж. Эллиса, это подтверждается простым их перечислением: основание Банка Франции (6 января 1800), префекты (17 февраля 1800), Конкордат (подписан 16 июля 1801), лицеи (1 мая 1802), орден Почётного легиона (19 мая 1802), биметаллический стандарт франка жерминаль (28 марта 1803), и, наконец, Гражданский кодекс (21 марта 1804). Эти достижения в значительной степени характеризуют и современный для нас мир; Наполеон часто рассматривается как отец современной Европы. Как говорит Э. Робертс:

Идеи, которые лежат в основании нашего современного мира — меритократия, равенство перед законом, права собственности, религиозная терпимость, современное секулярное образование, здоровые финансы, и так далее — были взяты под защиту, консолидированы, кодифицированы и географически распространены [Бонапартом] Наполеоном. К ним он добавил рациональную и эффективную местную администрацию, конец деревенского бандитизма, поощрение наук и искусств, отмену феодализма и крупнейшую кодификацию законов со времён падения Римской империи.
Оригинальный текст (англ.)The ideas that underpin our modern world — meritocracy, equality before the law, property rights, religious toleration, modern secular education, sound finances, and so on — were championed, consolidated, codified and geographically extended by Napoleon. To them he added a rational and efficient local administration, an end to rural banditry, the encouragement of science and the arts, the abolition of feudalism and the greatest codification of laws since the fall of the Roman Empire.

Ещё одним элементом наследия, пережившим падение Наполеона, стала созданная и отлаженная им система управления французским государством — централизованное авторитарное правление через унифицированную чиновничью лестницу. Некоторые элементы этой системы существуют и по сей день, даже в парламентской демократии Пятой республики.

### Политические течения

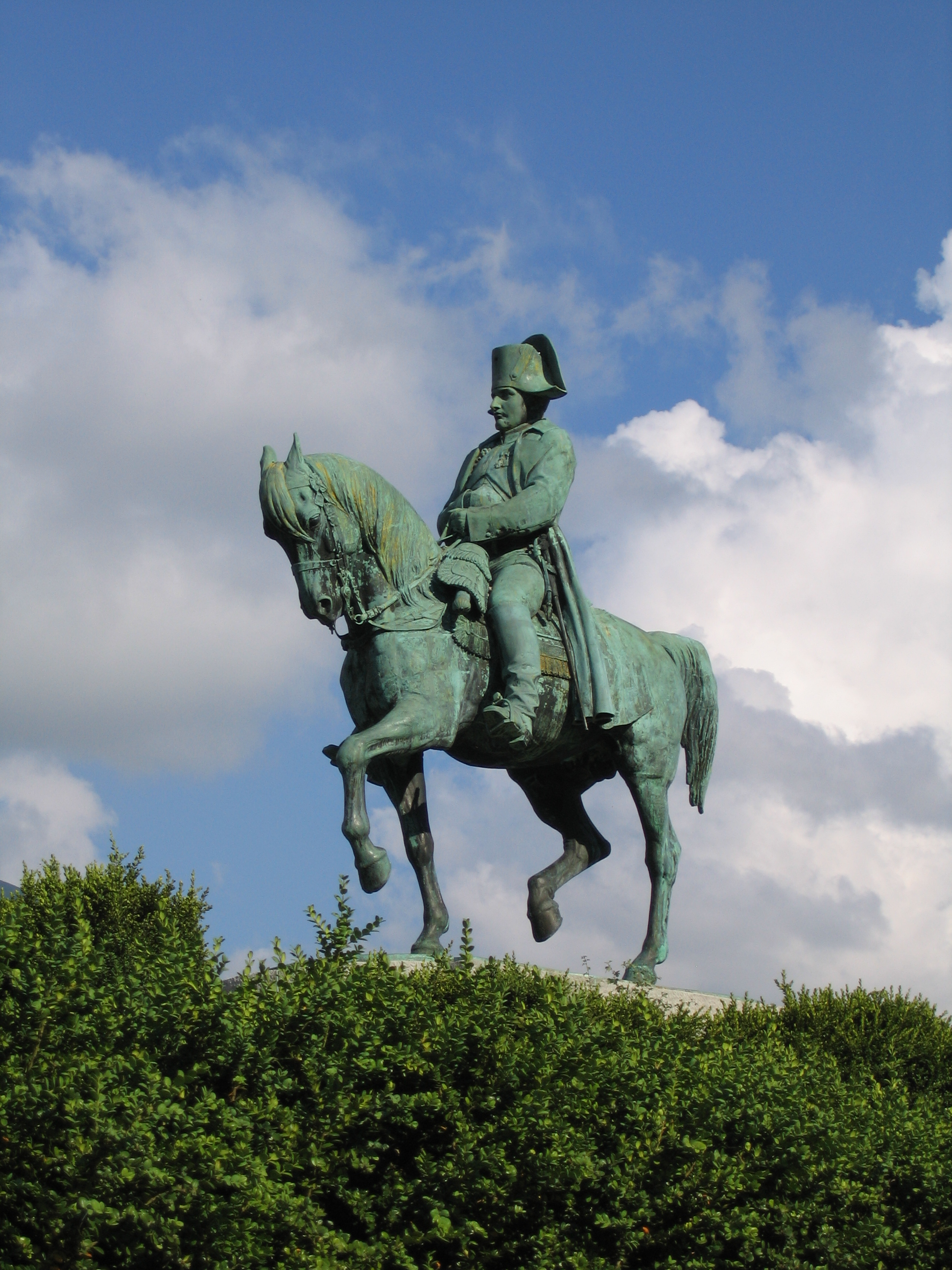
Статуя Наполеона в Лаффре около Гренобля на «лужайке встречи» с 5-м линейным полком

В политике Наполеон I оставил после себя бонапартизм. Впервые это слово было использовано его противниками в 1814 году в уничижительном смысле, но к 1848 году сторонники Наполеона III наполнили его нынешним значением. В отличие от республиканизма, основанного на безличном избираемом правительстве, и в отличие от монархизма, отрицающего власть нации, бонапартизм фокусирует нацию на одном лице (военном диктаторе) как её единственном представителе. Как политическое течение бонапартизм имеет свои корни («легитимность») больше в широкой поддержке, которую Наполеон получил от так называемых федераций (фр. fédérés) во время Ста дней, нежели в наполеоновских плебисцитах. «Мемориал Святой Елены» стал библией бонапартизма; его политической кульминацией явилось избрание Наполеона III, сына Людовика и Гортензии, президентом второй французской республики в 1848 году. К началу XX века бонапартизм сошёл с политической сцены.
Завоевание Европы всегда рассматривалось как центральная часть наполеоновского наследия, что неудивительно, если взглянуть на те необратимые изменения, которые он вызвал в политической географии континента. Накануне французской революции Германия была не более чем конгломератом из 300 государств. Деяния Наполеона, такие как образование Рейнского союза и Вестфальского королевства, медиатизация, секуляризация, введение Гражданского кодекса, принесённая «на штыках» французская культура, вызвали в Германии политические изменения, которые со временем привели к образованию единого немецкого государства. Таким же образом в Италии ликвидация Наполеоном внутренних границ, введение единого законодательства и всеобщей воинской повинности проложили дорогу для рисорджименто.

### Военное искусство

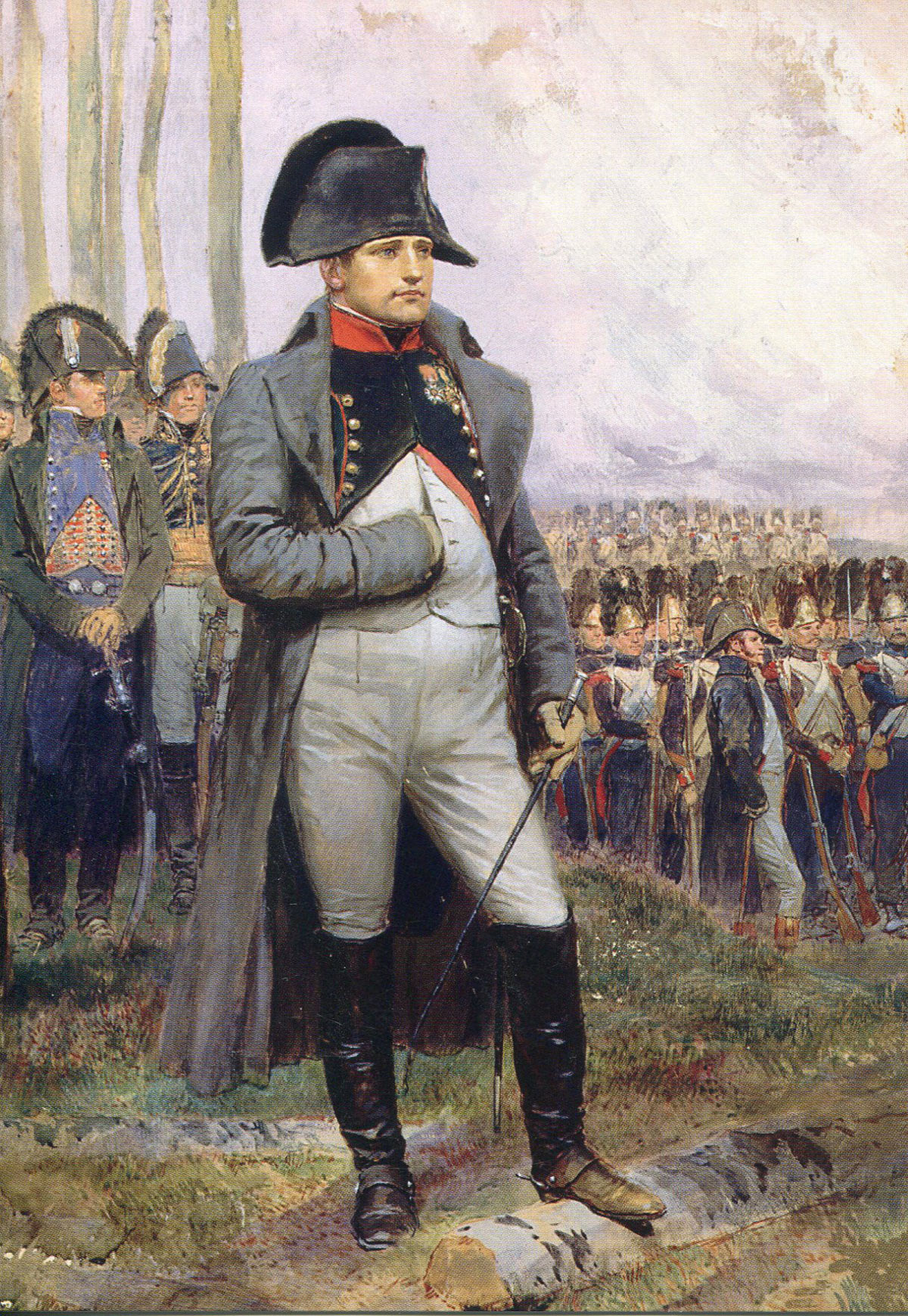
Наполеон в 1806 году. Детайль (XIX век)

Наполеон более всего известен своими выдающимися военными успехами. Получив боеспособную армию в наследство от Французской революции, он ввёл немногие принципиальные усовершенствования, которые позволили этой армии выигрывать кампании. Изучение обширной военной литературы помогло ему выработать собственный подход, основанный на манёвренности и гибкости. Он с успехом применял смешанный боевой порядок (комбинация колонны и линии, впервые предложенный Гибером, и мобильную артиллерию, созданную Грибовалем. Основываясь на идеях Карно, Моро и Брюна, Наполеон реорганизовал французскую армию как систему армейских корпусов, каждый из которых включал в себя пехоту, кавалерию и артиллерию и был способен действовать самостоятельно. Главная императорская квартира, руководимая Бертье и Дюроком, обеспечивала единое управление армией, собирала и систематизировала разведывательные данные, помогала Наполеону готовить планы и рассылала приказы войскам. Отдавая предпочтение наступлению перед обороной, Наполеон сокрушал противника за счёт быстрого сосредоточения своих сил на направлении главного удара.
При анализе наполеоновской стратегии «Словарь Наполеона» приводит его собственные слова: «Если кажется, что я всегда ко всему подготовлен, то это объясняется тем, что раньше, чем что-либо предпринять, я долго размышлял уже прежде; я предвидел то, что может произойти. Вовсе не гений внезапно и таинственно открывает мне, что именно мне должно говорить и делать при обстоятельствах, кажущихся неожиданными для других, — но мне открывает это моё рассуждение и размышление».
Военные достижения Наполеона наложили отпечаток на военную и общественную мысль последующего столетия. Как показывает Ч. Исдейл, в 1866, 1870, 1914 годах народы отправлялись в бой с памятью о Наполеоне и мыслью о том, что исход войны будет определён победой в одном генеральном сражении. План Шлиффена был лишь помпезной реализацией наполеоновского обходного манёвра (фр. manoeuvre sur les derrières). За парадной стороной войны, которую стали ассоциировать с блестящими мундирами и бравурными маршами, постепенно забылись связанные с ней страдания. Между тем, с учётом тогдашнего состояния медицины вызванные боевыми действиями ранения и болезни причиняли огромные бедствия. Жертвами наполеоновских войн стали по самой меньшей мере 5 млн человек — военных и гражданских лиц.

### Потомство
Как отмечает Э. Робертс, ирония судьбы состоит в том, что хотя Наполеон развёлся с Жозефиной, чтобы дать жизнь законному наследнику своего трона, впоследствии именно её внук стал императором Франции. Потомки Жозефины царствуют в Бельгии, Дании, Швеции, Норвегии и Люксембурге. Прямые потомки Наполеона не царствуют нигде. Единственный законный сын Наполеона, также Наполеон, умер молодым, не оставив детей. Из внебрачных отпрысков Бонапарта «Словарь Наполеона» упоминает только двоих — Александра Валевского и Шарля Леона, но есть свидетельства и о других. Род Колонна-Валевских продолжается по сей день.

### Сочинения
Перу Наполеона принадлежат несколько ранних работ различных жанров, проникнутых юношеским максимализмом и революционными настроениями («Письмо к Маттео Буттафуоко», «История Корсики», «Диалог о любви», «Ужин в Бокере», «Клиссон и Евгения» и другие). Им написано и продиктовано также огромное количество писем (из которых сохранилось более 40 тысяч).
В поздние годы в ссылке на Святой Елене, стремясь создать положительную легенду о своих намерениях и их выполнении, Наполеон продиктовал воспоминания об осаде Тулона, Вандемьерском мятеже, Итальянской кампании и Египетском походе, битве при Маренго, ссылке на остров Эльба, периоде Ста дней, а также описания кампаний Цезаря, Тюренна и Фридриха.
Письма и поздние произведения его были изданы в 32 томах в 1858—1869 годах по приказу Наполеона III. Часть писем тогда не была издана, некоторые были по разным причинам отредактированы. Новое полное издание писем Наполеона в 15 томах выполнено «Фондом Наполеона» в 2004—2018 годах. Публикация полного критического издания писем Наполеона позволила историкам по-новому взглянуть на него и его эпоху.
На русском языке изданы роман «Клиссон и Евгения», «Ужин в Бокере», часть поздних произведений и некоторые письма.

### Легенда

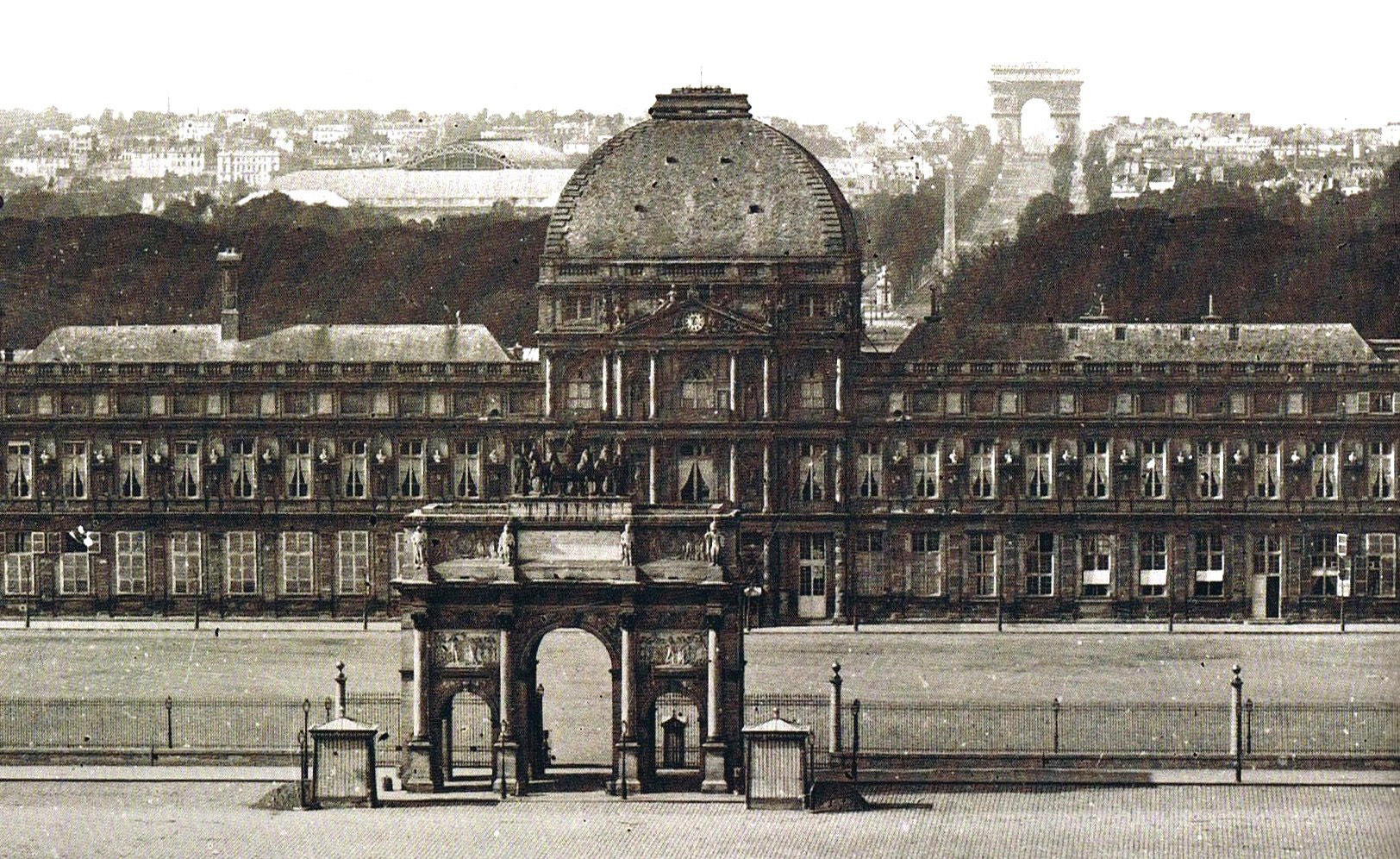
Тюильри между двумя арками. Около 1860 года

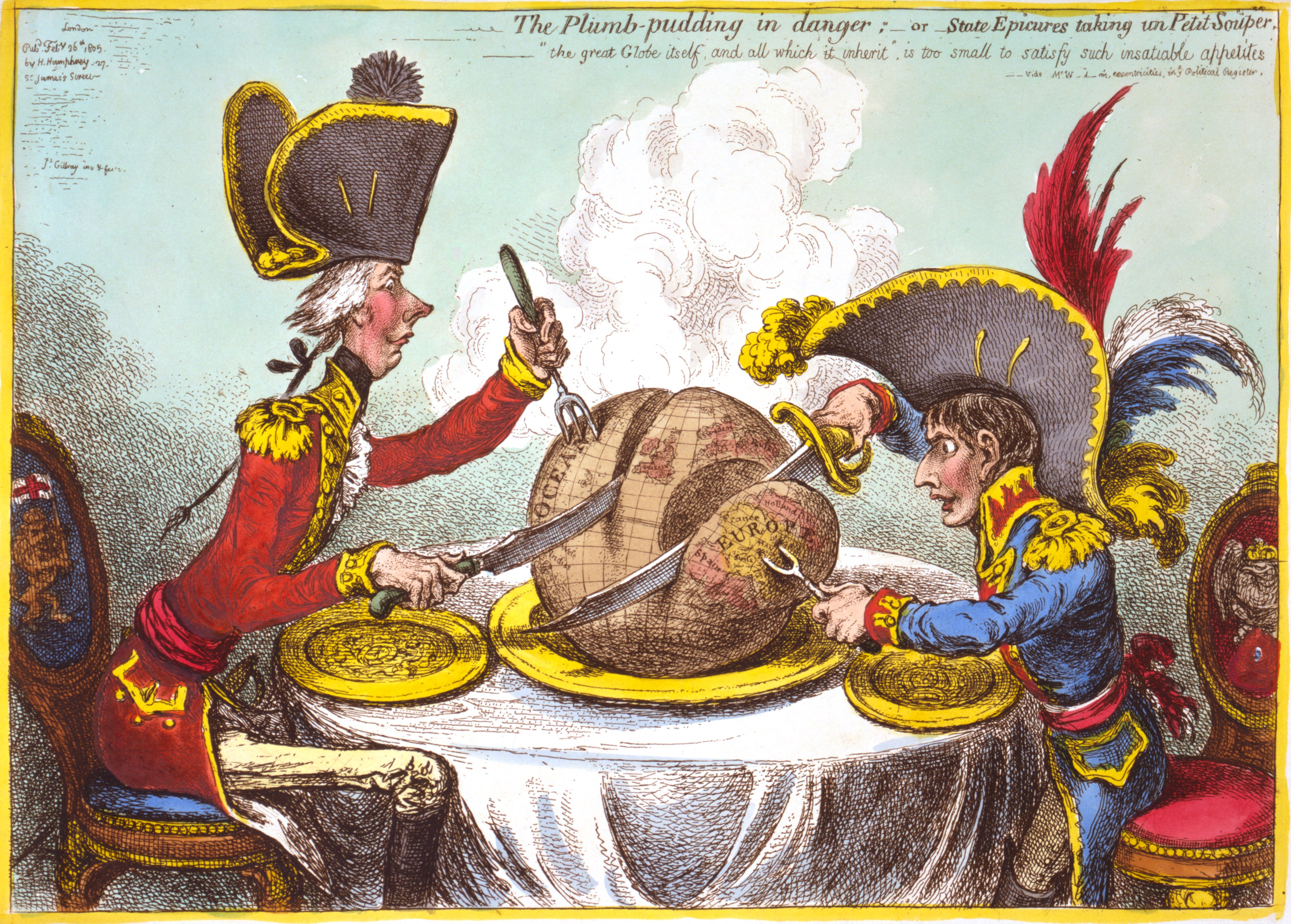
Наполеон и Питт делят мир. Гилрей (1805)

Наполеоновская легенда родилась не на Святой Елене. Бонапарт последовательно создавал её через газеты (сначала боевые листки Итальянской армии, а затем официальные парижские издания), памятные медали, бюллетени Великой армии, картины Давида и Гро, Триумфальную арку и колонну Побед. На протяжении своей карьеры Наполеон показал удивительную способность выдавать плохие новости за хорошие, а хорошие за триумф. «Если нужно охарактеризовать гений Наполеона одним словом, то это слово — „пропаганда“. В этом отношении Наполеон был человеком XX века. Он сам создал себе образ — двууголка, серый сюртук, рука между пуговицами». Однако решающую роль в возникновении «золотой легенды» о Наполеоне сыграли его солдаты, оставшиеся без дела после завершения наполеоновских войн и с тоской вспоминавшие о Первой империи и своём «маленьком капрале».
Впрочем, как показал Ж. Тюлар, не только Наполеон работал на складывание своей легенды, но и его противники. Золотой легенде противостояла чёрная. Для английских карикатуристов (Крукшанка, Гилрея, Вудворда, Роулендсона) Наполеон был излюбленным персонажем — в ранние годы тощим (англ. Boney), а в поздние толстым (англ. Fleshy) коротышкой-выскочкой. В 1813 году французы, у которых стали призывать в армию 16-летних сыновей, прозвали Наполеона людоедом. В России и Испании духовенство представляло Наполеона воплощением Антихриста.

## Отражение в культуре, науке, технике и искусстве

### В историографии
Количество исторических исследований о Наполеоне Бонапарте исчисляется десятками и сотнями тысяч. При этом, как заметил Питер Гейл, каждое поколение пишет про своего собственного Наполеона. До Второй мировой войны для наполеоновской историографии были характерны три точки зрения, сменявшие друг друга. Наиболее ранние авторы стремились подчеркнуть в Бонапарте его «сверхчеловеческие» способности и необычную энергию, уникальность для человеческой истории, часто занимали крайне апологетическую или очень критическую позицию (Лас Каз, Биньон, де Сталь, Арндт, Генц, Хэзлитт, Скотт и др.). Представители второй точки зрения пытались приспособить выводы о Наполеоне к текущей ситуации, извлечь «исторические уроки» из его деяний, превращая образ Бонапарта в орудие политической борьбы (д’Оссонвиль, Минье, Мишле, Тьер, Кинэ, Ланфре, Тэн, Уссе, Вандаль и др.). Наконец, исследователи «третьей волны» искали «большую идею» в целях и достижениях Наполеона, на основе которой можно было бы понять его самого и его эпоху (Сорель, Массон, Буржуа, Дрио, Дюнан и др.).
Послевоенные исследователи уделяют большее внимание не личности Наполеона и его действиям, а исследованию более широкого круга тем, относящихся к его времени, включая особенности режима его власти.

### В других науках
В 1804 году в честь Наполеона был назван род деревьев Napoleonaea P.Beauv., входящий в семейство Лецитисовые. Особенностью этих африканских деревьев является то, что их цветки лишены лепестков, но имеют три круга стерильных тычинок, образующих венчиковидную структуру.

### В искусстве

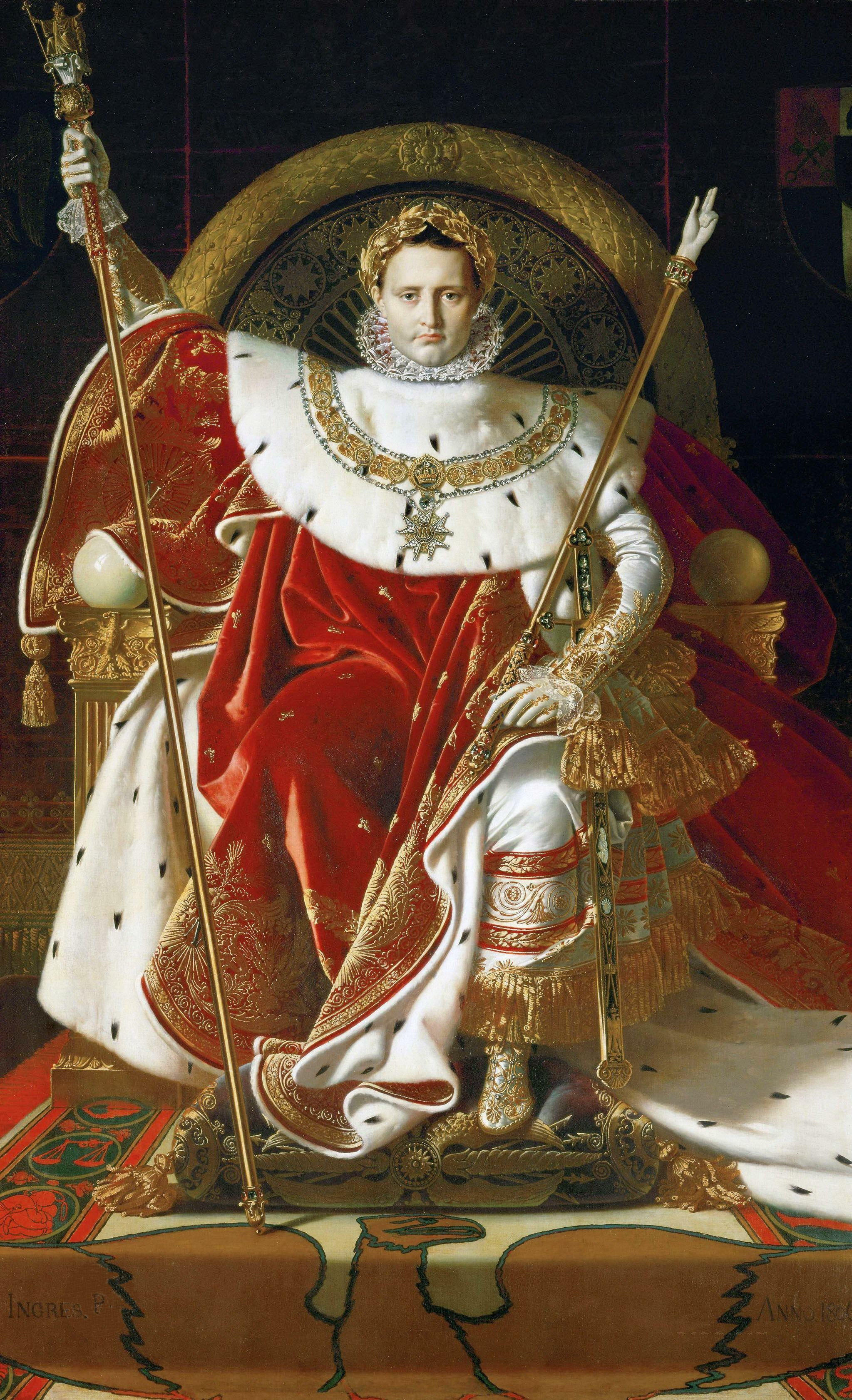
Наполеон на императорском троне. Энгр (1806)

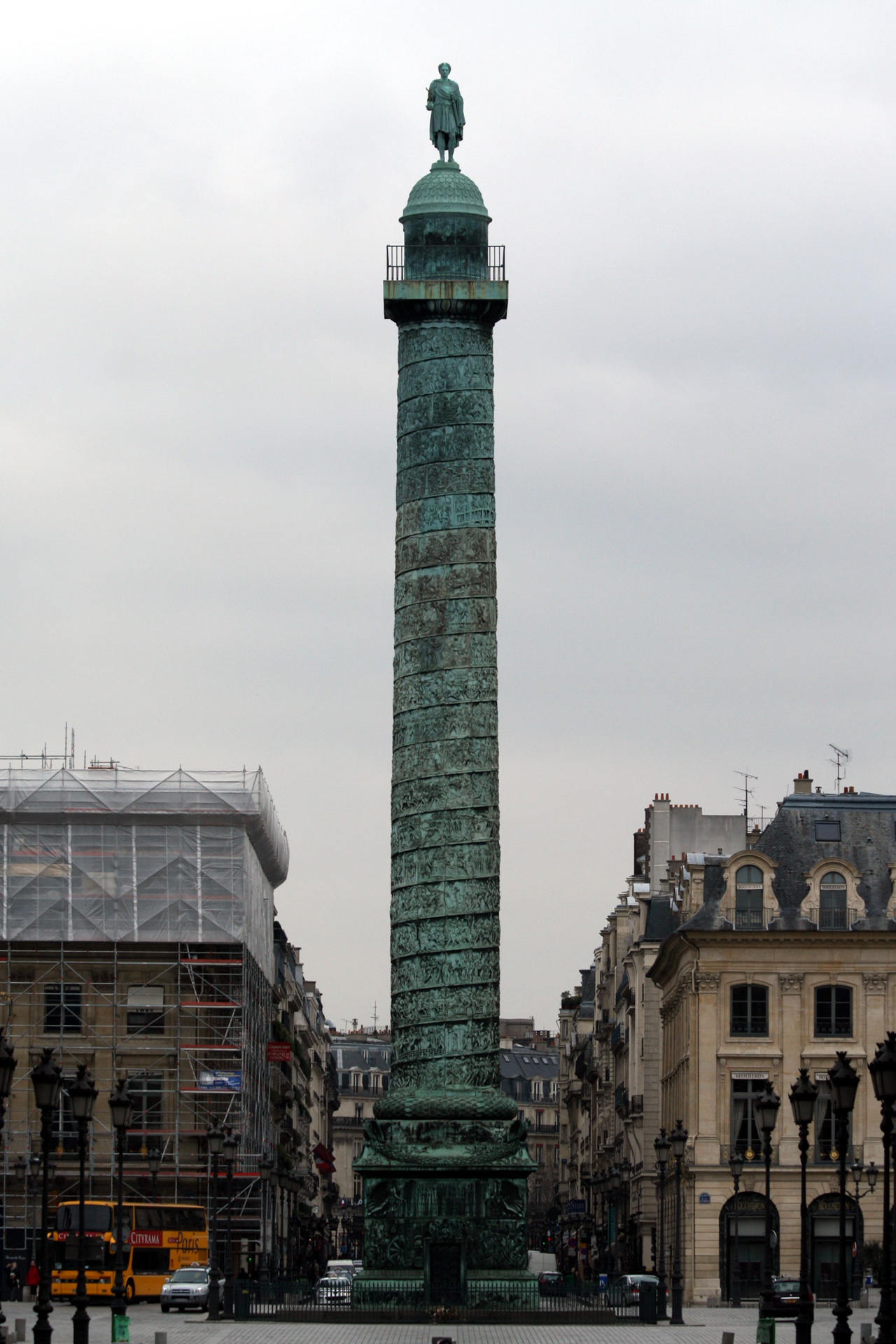
Колонна Побед

Образ Наполеона получил широкое отражение в различных видах искусства — живописи, литературе, музыке, кино, монументальном искусстве. В музыке ему были посвящены произведения Бетховена (автор позднее убрал такое посвящение из своей Третьей симфонии после случившейся коронации Наполеона), Берлиоза, Шёнберга, Шумана. Многие известные писатели обращались к личности и деяниям Наполеона (Достоевский и Толстой, Харди, Конан Дойль, Киплинг, Эмерсон и другие). Кинематографисты самых разных идеологий и направлений отдали дань наполеоновской тематике: «Наполеон» (Франция, 1927), «Майское поле» (Италия, 1935), «Кольберг» (Германия, 1944), «Кутузов» (СССР, 1943), «Пепел» (ПНР, 1968), «Ватерлоо» (Италия — СССР, 1970); проект «Наполеон» Кубрика так и остался не реализованным, но по сей день вызывает живой интерес. В ноябре 2023 года вышел в прокат фильм «Наполеон» режиссёра Ридли Скотта.

### В массовой культуре

Обложка игры «March of the Eagles» с портретом Наполеона

Благодаря отличительным особенностям во внешности и манере поведения Наполеон является узнаваемым культурным персонажем. В частности, в массовой культуре сложилось представление о малом росте Наполеона. Однако по разным источникам его рост составлял от 167 до 169 см, что для Франции того времени было ростом выше среднего. Другая точка зрения указывает на 157 см. Согласно «Словарю Наполеона», представление о его малом росте могло сложиться из-за того, что Наполеон, в отличие от своего окружения, носившего высокие шапки с плюмажем, надевал небольшую скромную шляпу. Отталкиваясь от этого представления, немецкий психолог Альфред Адлер ввёл в обиход термин «комплекс Наполеона», согласно которому невысокие люди стремятся компенсировать ощущение своей неполноценности через излишнюю агрессивность и стремление к власти.

### В филателии
Наполеоновская тематика («наполеоника») весьма популярна в филателистическом мире. Многие коллекционеры включают в «наполеонику» марки не только с изображением собственно императора французов и памятников ему, но и знаки почтовой оплаты, а также другие филателистические материалы, прямо или косвенно посвящённые боевой биографии, государственной деятельности и личной жизни Наполеона, членам его семьи, любимым женщинам, соратникам и противникам, связанным с его именем мемориальным местам, ссылке на остров Святой Елены.

### В названиях кораблей (каронимика)
С 1796 года по 2020 год выявлено не менее 95 кораблей, связанных с именем императора французов.